# Chronik des russischen Überfalls auf die Ukraine, Juli und August 2022

Animierte Darstellung des Verlaufs der russischen Invasion in der Ukraine ab dem 24. Februar 2022

Diese Chronik stellt eine Übersicht zur Chronologie des russischen Überfalls auf die Ukraine von Anfang Juli 2022 bis Ende August 2022 dar.

## Juli 2022

### 1. Juli

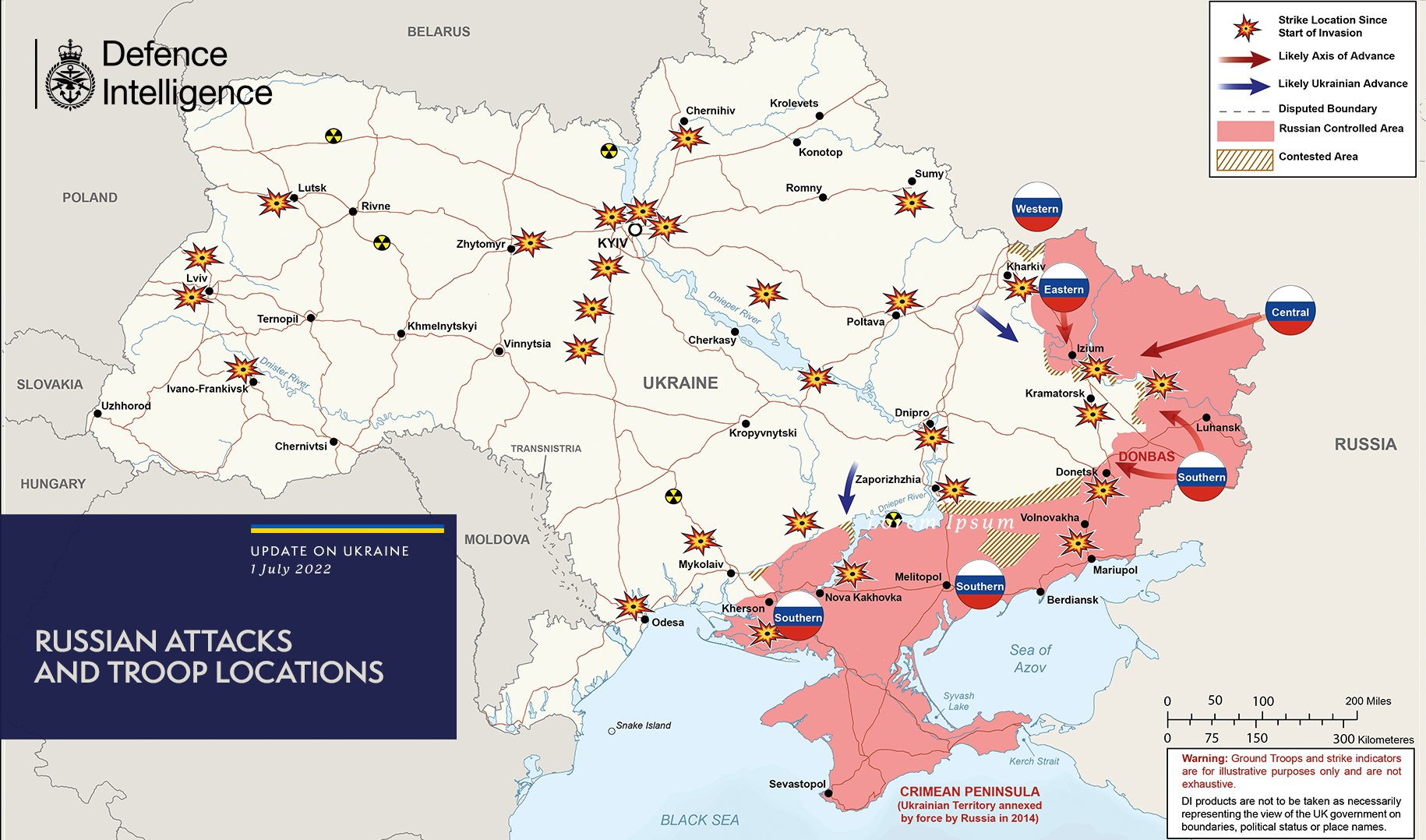
Lagebild in einer Veröffentlichung des britischen Verteidigungsministeriums am 1. Juli

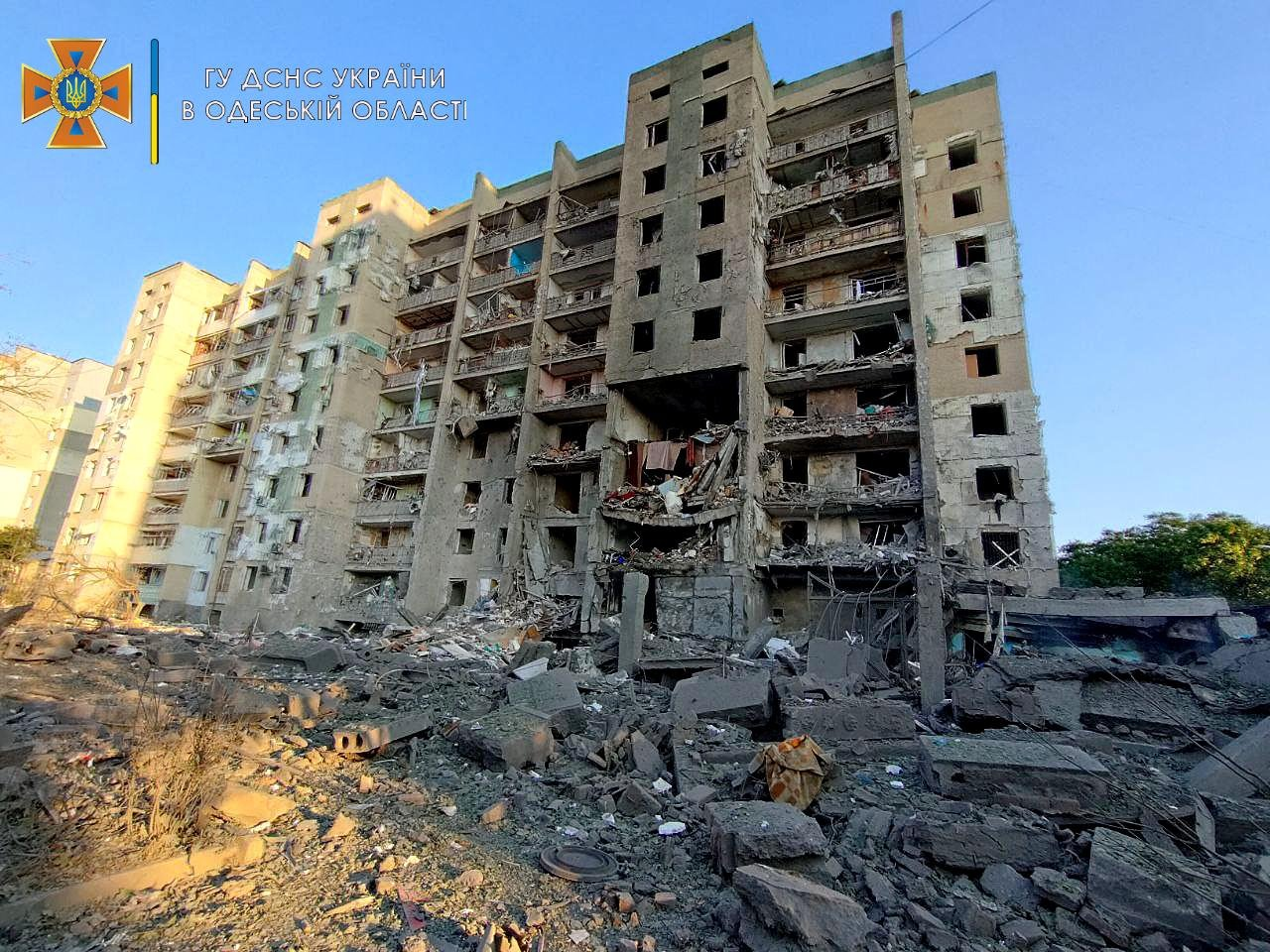
Durch russischen Raketenangriff am 1. Juli betroffenes Wohnhaus in Odessa

Hatte sich das russische Militär am Vortag von der Schlangeninsel zurückgezogen, griff es die Insel am 1. Juli nach ukrainischen Angaben mit Phosphorbomben an. Die russischen Streitkräfte versuchten weiter, Lyssytschansk einzukesseln und führten Angriffe im Süden und Südwesten der Stadt durch. Sie unterbrachen die Straße T1302 Bachmut-Lyssytschansk wahrscheinlich noch nicht mit Bodenkräften, unterbanden aber die Nutzung durch die ukrainische Armee, indem sie Artillerie- und Luftangriffe auf verbleibende ukrainische Stellungen entlang der Straße fortsetzten. In der nördlichen Oblast Charkiw beschossen russische Truppen weiterhin ukrainische Stellungen nördlich der Stadt Charkiw. Entlang der Südachse gab es weitere russische Artillerie- und Raketenangriffe. Am selben Tag starben bei russischem Raketenbeschuss eines Wohnhauses in Odessa mindestens 21 Menschen. 39 wurden nach Angaben des ukrainischen Zivilschutzes verletzt. Demzufolge schlugen insgesamt drei russische Raketen ein. Dabei seien ein Mehrfamilienhaus und ein Erholungszentrum getroffen worden. Die Raketen des Typs Raduga Ch-22 seien von russischen Tu-22-Bombern über dem Schwarzen Meer abgefeuert worden. Die Bundesregierung verurteilte russische Raketenangriffe auf zivile Wohngebäude in Odessa „auf das Schärfste“.
Die US-Regierung sagte der Ukraine weitere Militärhilfen in Millionenhöhe zur Verteidigung im russischen Angriffskrieg zu. Mit dem Paket in Höhe von 820 Millionen US-Dollar sollten dem Land unter anderem weitere Munition für das Raketenwerfersystem vom Typ HIMARS, zwei Boden-Luft-Raketenabwehrsysteme NASAMS, Artilleriemunition und Radare zur Artillerieabwehr bereitgestellt werden. Norwegen sagte der Ukraine umgerechnet fast eine Milliarde Euro an weiteren Hilfsgeldern für humanitäre Hilfe, den Wiederaufbau des Landes, in Waffen sowie die Unterstützung der Behörden zu. Der Europäische Gerichtshof für Menschenrechte forderte Russland mit einer einstweiligen Maßnahme dazu auf, die Rechte ukrainischer Kriegsgefangener zu achten.

### 2. Juli
Russische Truppen drangen in Lyssytschansk ein und rückten innerhalb der Stadt vor. Die Ukraine bestritt die behauptete vollständige Einnahme der Stadt. Die russischen Streitkräfte setzten Bodenangriffe nördlich von Slowjansk fort, jedoch ohne Erfolge. Begrenzte Angriffe russischer Kräfte südwestlich von Donezk erzielten ebenso keine bestätigten Gewinne. Ukrainische Gegenangriffe und Partisanenaktivitäten entlang der Südachse zwangen russische Truppen in die Defensive. Luft-, Artillerie- und Raketenangriffe russischer Kräfte erfolgten gegen ukrainische Stellungen und Infrastruktur in den Oblasten Cherson, Mykolajiw, Saporischschja und Dnipropetrowsk.
Ukrainische Partisanen brachten einen russischen Panzerzug mit Munition in der Nähe von Melitopol zum Entgleisen.
Der belarussische Präsident Aljaksandr Lukaschenka warf der Ukraine Raketenangriffe auf sein Land vor.
Großbritannien protestierte gegen die Behandlung Kriegsgefangener durch Russland. Nach russischen Quellen handelte es sich dabei um zwei Briten, die wegen „Söldneraktivitäten“ angeklagt wurden: Ein 22-Jähriger, der in der selbst ernannten Volksrepublik Donezk humanitäre Hilfe leisten wollte und ein weiterer Freiwilliger, der in der ukrainischen Armee diente.
Die ukrainische Generalstaatsanwältin Iryna Wenediktowa sprach im Zusammenhang mit russischen Raketenangriffen auf Wohngebiete im Raum Odessa vom Vortag mit mindestens 21 Toten von einem Kriegsverbrechen. Es würden forensische Ermittlungen durchgeführt und auch konkrete Täter und Hintermänner ermittelt.

### 3. Juli
Am 3. Juli gab die ukrainische Armee bekannt, sich wegen deutlicher Überlegenheit russischer Truppen aus Lyssytschansk, der letzten in der Oblast Luhansk liegenden größeren Stadt, die sie zuvor noch kontrollierte, zurückzuziehen. Eine weitere Verteidigung hätte „fatale Folgen“. Zuvor hatte Russland bereits mitgeteilt, die Oblast vollständig erobert zu haben.
Russische Streitkräfte hatten nach Einschätzung des ISW die Grenze der Oblast Luhansk erreicht und gesichert, obwohl in und um Lyssytschansk möglicherweise noch ukrainische Widerstandsnester verblieben. Der russische Verteidigungsminister Sergei Schoigu gab bekannt, dass die russischen Streitkräfte am 3. Juli das Gebiet Luhansk eingenommen haben, nachdem sie Lyssytschansk und Siedlungen an der Verwaltungsgrenze des Gebiets Luhansk erobert hatten. Nordöstlich von Bachmut und nördlich von Slowjansk führten russische Kräfte Angriffe aus, erzielten jedoch keine neuen Gebietsgewinne. Im westlichen Teil der Südachse führten russische Kräfte umfangreiche Artillerieangriffe durch, um ukrainische Gegenoffensiven zu stören.
Der Bürgermeister der russisch-besetzten Stadt Melitopol teilte mit, ukrainische Artillerie hätte einen russischen Stützpunkt in der Stadt mehr als 30 Mal getroffen.
Der regionale russische Gouverneur, Wjatscheslaw Gladkow, teilte mit, dass es in der russischen Stadt Belgorod nahe der ukrainischen Grenze mehrere Explosionen gab. Mindestens drei Menschen seien getötet worden und mehrere Häuser zerstört oder beschädigt. Männiglich fragte sich, ob die Angriffe wirklich der Ukraine zuzuschreiben seien, wie von Russland dargestellt.
Russland schuf weitere Voraussetzungen für eine spätere Angliederung der Separatistenrepubliken durch die Ausbildung von russischen Rechts- und Regierungsstrukturen. Der Vorsitzende der Volksrepublik Donezk (DNR), Denis Puschilin, gab bekannt, dass Andrei Turtschak, Parteisekretär der Partei „Einiges Russland“ und Vertreter der Partei ein Rechtshilfezentrum in der Stadt Donezk eingerichtet hätten. Puschilin wies darauf hin, dass das Rechtshilfezentrum DNR-Bewohnern Hilfe bei Bildung, Rechtsdokumenten und der Registrierung für Sozialleistungen bieten würde. Puschilin und Turchak händigten auch russische Pässe an DNR-Bewohner aus.

### 4. Juli

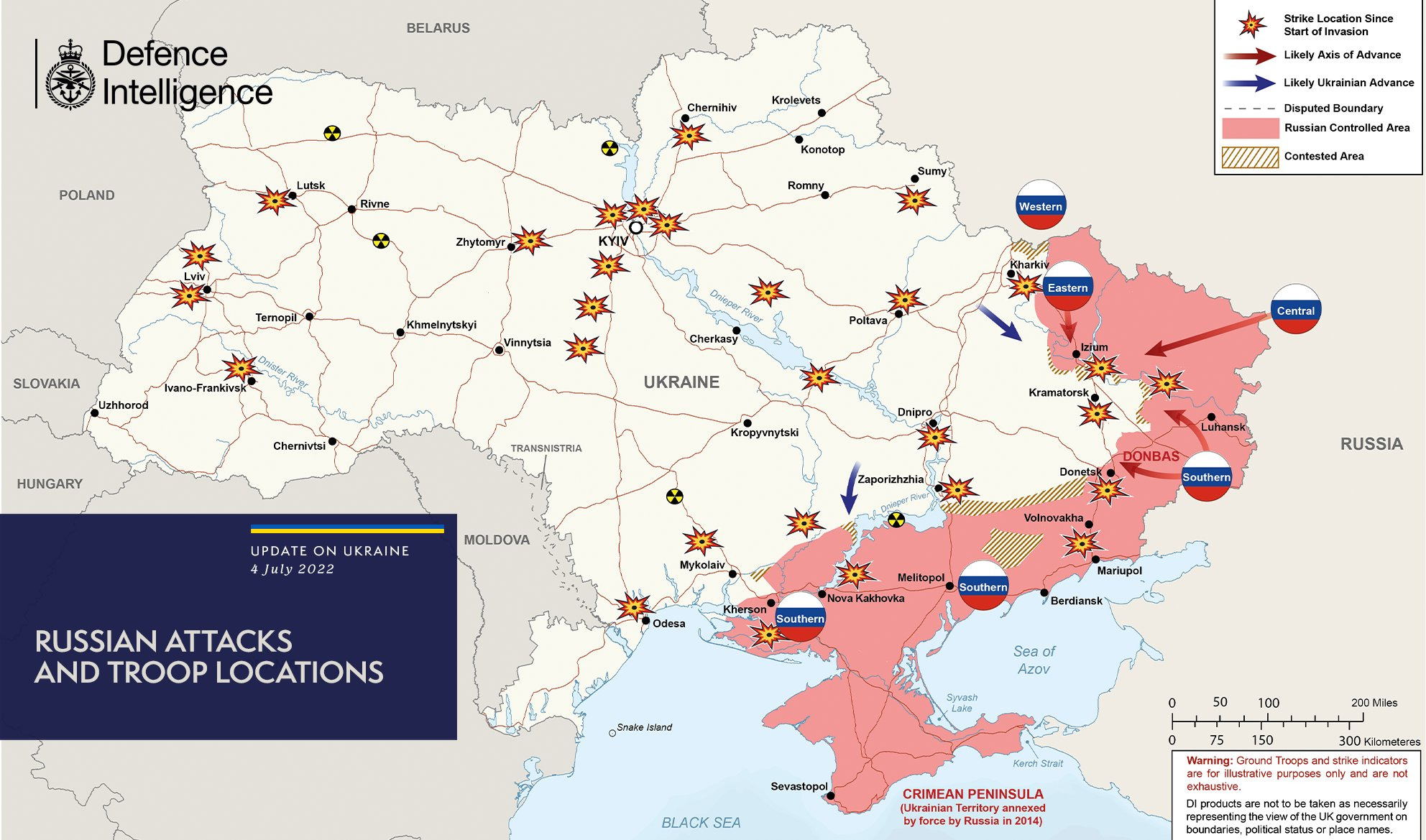
Lagebild in einer Veröffentlichung des britischen Verteidigungsministeriums am 4. Juli

Östlich von Bachmut setzten die russischen Streitkräfte Offensivoperationen fort, um auf Bachmut und Siwersk vorzustoßen. Nördlich der Stadt Charkiw setzten sie begrenzten Angriffe, aber ohne Erfolge, fort. Die russischen Kräfte festigten die territoriale und administrative Kontrolle über Sjewjerodonezk und Lyssytschansk.
Ukrainische Partisanenaktivitäten zielten auf russische Eisenbahnstrecken um Melitopol und Tokmak. Am 4. Juli wurde bekannt, dass ukrainische Partisanen am Vortag eine Eisenbahnbrücke in der Nähe des besetzten Ljubymiwka zwischen Melitopol und Tokmak in der Oblast Saporischschja gesprengt und damit den russischen Nachschub von der Krim zur Frontlinie der Oblast Saporischschja behindert hätten.
Russlands Botschaft in Bulgarien war nach Angaben des russischen Außenminister Sergei Lawrow nach der Ausweisung von 70 Diplomaten nicht mehr arbeitsfähig. Die Sprecherin des russischen Außenministeriums, Marija Sacharowa, hatte danach auch anderen EU-Ländern mit Konsequenzen gedroht. Die EU müsse begreifen, dass die „unüberlegte Unterstützung antirussischer Maßnahmen durch einzelne Mitgliedstaaten die Verantwortung für deren Folgen auf die gesamte EU überträgt, auch im Hinblick auf Vergeltungsmaßnahmen unsererseits“.
Die Türkei hat am Schwarzmeerhafen Karasu nach Angaben des Betreibers den unter russischer Flagge fahrenden Frachter „Zhibek Zholy“ mit mutmaßlich gestohlenem ukrainischen Getreide angehalten. Der ukrainische Botschafter in der Türkei, Wassyl Bondar, sagte zuvor, er hoffe, dass das Schiff beschlagnahmt und das Frachtgut beschlagnahmt werde.
Der IT-Verband Bitkom verfolgte nunmehr eine strategische Anwerbung von IT-Fachkräften aus Russland und Belarus. Die Einwanderung qualifizierter Personen sei ein wichtiger Baustein gegen den Fachkräftemangel. Der Verband legte ein Sofortprogramm mit dem Namen #greencard22 auf.
Der französische Elektrotechnik-Konzern Schneider Electric erklärte, sein Geschäft in Russland an das dortige Führungsteam des Unternehmens zu verkaufen.
Großbritannien erklärte, ab 5. Juli ein neues Sanktionspaket gegen Belarus zu verhängen. Es umfasse Einfuhr- und Ausfuhrverbote für Waren im Wert von rund 60 Millionen Pfund, wie die Regierung in London mitteilte. Aufgelistet waren unter anderem Erdölraffinerieprodukte, Hochtechnologiekomponenten und Luxusgüter sowie belarussisches Eisen und Stahl.
Der Moskauer Patriarch Kyrill I. hat Kritikerinnen und Kritikern im Ausland Eifersucht und Neid auf Russland vorgeworfen. „Viele lehnen sich heute gegen unser Vaterland auf. Aber wir wissen, dass das Vaterland niemandem etwas Böses angetan hat“, sagte er bei einem Gottesdienst in Kaliningrad.
Nach der Eroberung der ostukrainischen Stadt Lyssytschansk im Gebiet Luhansk veröffentlichte die russische Raumfahrtagentur Roskosmos ein Foto der Kosmonauten Denis Matwejew, Sergei Korsakow und Oleg Artemjew auf der ISS mit den Flaggen der beiden Separatistenrepubliken.
Präsident Wladimir Putin gratulierte den an der Eroberung von Lyssytschansk beteiligten Soldaten. Putin überreichte Generaloberst Alexander Lapin und Generalmajor Essedulla Abatschew die Auszeichnung „Held der Russischen Föderation“ für ihre Führungsrolle während der Lyssytschansk-Operation.
Im von Russland besetzten Lyssytschansk sind nach einer Darstellung des Gouverneurs der Region Luhansk, Serhij Hajdaj, von zuvor mehr als 100.000 Einwohnerinnen und Einwohnern nur noch etwa 10.000 übrig geblieben.
Der Bürgermeister von Sjewjerodonezk, Oleksandr Strjuk, bemerkte in seinem Telegram-Kanal, dass die russischen Streitkräfte versuchten, eine Verwaltungspräsenz in Sjewjerodonezk aufzubauen, und eine Ortskommandantur eingerichtet hätten, um die lokale Regierung zu ersetzen.

### 5. Juli

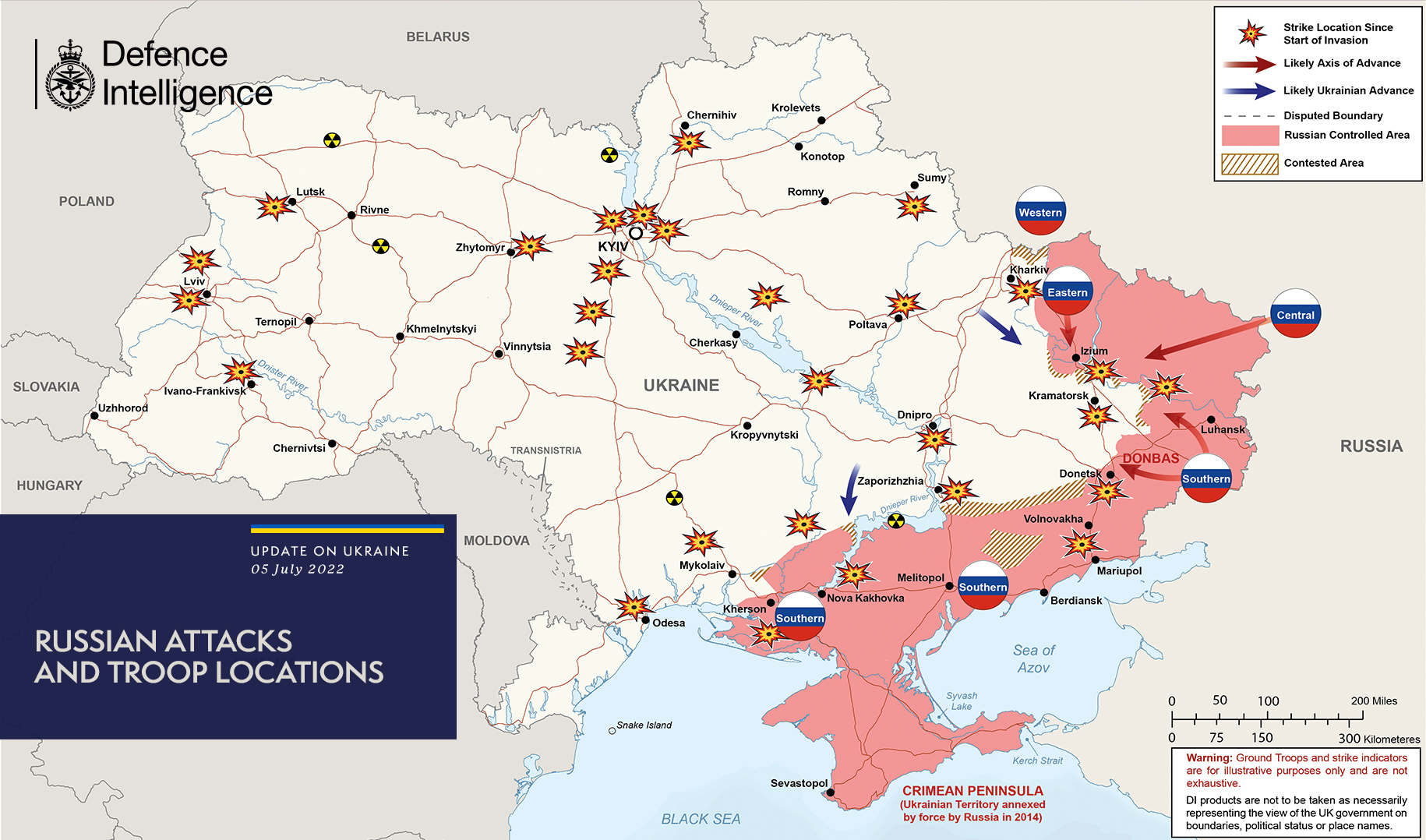
Lagebild in einer Veröffentlichung des britischen Verteidigungsministeriums am 5. Juli

Die russischen Streitkräfte setzten die Offensivoperationen nordwestlich und östlich von Slowjansk fort. Die Städte Slowjansk und Kramatorsk in der Region Donezk wurden nach Ausführungen des Gouverneurs Pawlo Kyrylenko beschossen. Im Westen von Lyssytschansk versuchten russische Kräfte, in Richtung Siwersk vorzudringen. Ukrainische Streitkräfte führten einen begrenzten Gegenangriff südwestlich der Stadt Donezk durch. Russische Streitkräfte setzten begrenzte und erfolglose Angriffe in der nördlichen Oblast Charkiw fort. Der Bürgermeister von Mykolajiw, Oleksandr Sjenkewytsch, berichtete über Angriffe russischer Raketen auf die Stadt zwischen Cherson und Odessa. Die beiden russischen Grenzregionen Brjansk und Kursk haben der ukrainischen Seite erneut Beschuss vorgeworfen.

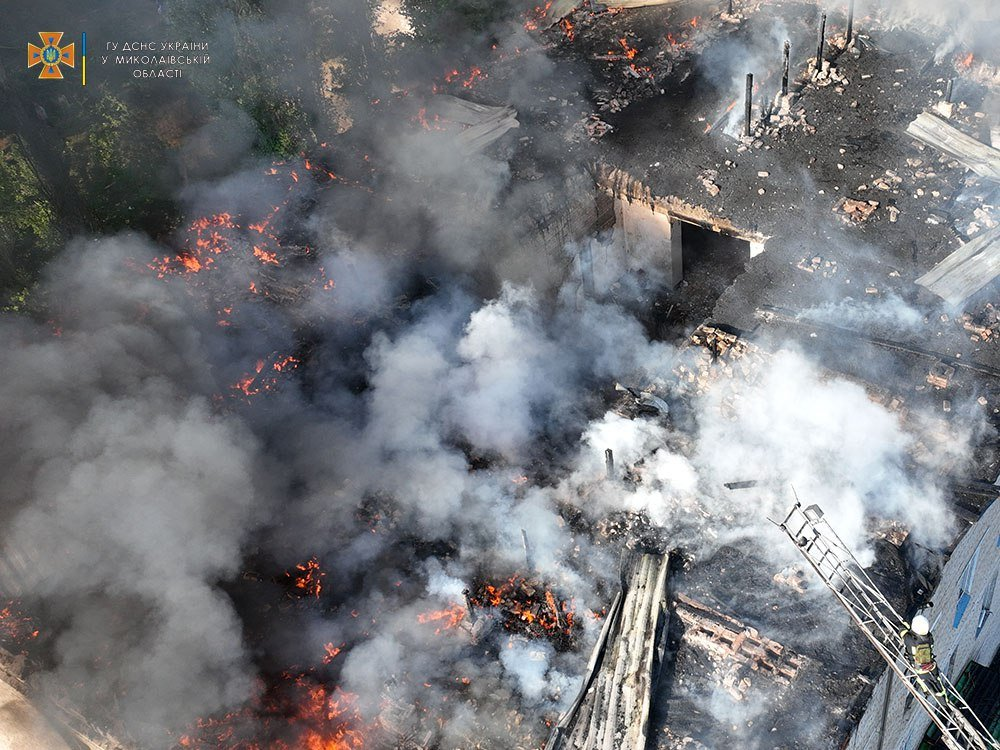
Mykolajiw nach russischem Raketenbeschuss

Die russischen Behörden festigen weiterhin die administrative Kontrolle über die besetzten Gebiete der Ukraine, um Voraussetzungen für die direkte Annexion dieser Gebiete an die Russische Föderation zu schaffen. Es wurde vom verstärkten Einsatz von russischen Verwaltungsbeamten in der Region Cherson berichtet. Ein früherer Mitarbeiter des russischen Geheimdienstes, Sergei Jelissejew, wurde zum Regierungschef des von Russland besetzten Oblast Cherson ernannt.
Nach Verhängung britischer Sanktionen vom Vortag ließ Belarus ausländische Beteiligungen an 190 heimischen Unternehmen einfrieren. Der auf einer Regierungsseite veröffentlichte Erlass regelt, dass Aktionäre aus Ländern, die „unfreundliche Handlungen gegen belarussische juristische und/oder natürliche Personen begehen, nicht über ihre Aktien verfügen dürfen“.
Die Duma billigte in erster Lesung zwei Gesetzentwürfe, die es der Regierung ermöglichen, Unternehmen zu verpflichten, das Militär mit einsatzwichtigen Gütern zu beliefern und Dienstleistungen bereitzustellen. Die Gesetzesentwürfe wurden am 1. Juli eingebracht. Damit können auch Überstunden und Urlaubsverzicht angeordnet werden.
UN-Menschenrechtskommissarin Michelle Bachelet warf in Genf sowohl ukrainischen als auch russischen Truppen vor, militärische Stellungen in die Nähe ziviler Gebäude zu legen und „menschliche Schutzschilde“ zu benutzen. Damit würden die Menschenrechte und das humanitäre Völkerrecht verletzt.
In einer „Luganer Erklärung“ haben mehr als 40 Staaten und internationale Organisationen zugesagt, sich beim Wiederaufbau der Ukraine zu beteiligen.
Die russischen Behörden führen verstärkte Rekrutierungen in den besetzten Gebieten durch, um den anhaltenden Personalverlust auszugleichen. So seien die Einberufungen zum 2. Armeekorps der Volksrepublik Luhansk erhöht worden. In Berdjansk am Asowschen Meer wären Gebäudeverwalter angewiesen worden, Listen der Einwohner im Wehrpflichtalter bereitzustellen.
Der Sekretär des russischen Sicherheitsrates, Nikolai Patruschew, dass die russische Militäroperation in der Ukraine fortgesetzt werde, bis Russland seine Ziele des „Schutzes der Zivilbevölkerung vor Völkermord“ sowie die „Entnazifizierung“ und Entmilitarisierung der Ukraine als auch die Verpflichtung der Ukraine zur dauerhaften Neutralität zwischen Russland und der NATO erreicht habe.
Das ukrainische Verteidigungsministerium verfügte zunächst, Männern im wehrpflichtigen Alter das Verlassen ihres Wohnorts zu verbieten. Bereits am Folgetag wurde das Verbot nach heftigen Protesten in den sozialen Netzen wieder aufgehoben.
Aufgrund der prekären Lage waren im Mai in Litauen per Crowdfunding sechs Millionen Euro für eine Kampfdrohne gesammelt worden. Das Geld konnte dank des Erstaunens und der darauf folgenden Großzügigkeit des Herstellers größtenteils für humanitäre Zwecke weiter gespendet werden. Die Drohne wurde am 6. Juli in Litauen den Käufern präsentiert und sollte am darauf folgenden Mittwoch der Ukraine übergeben werden.

### 6. Juli

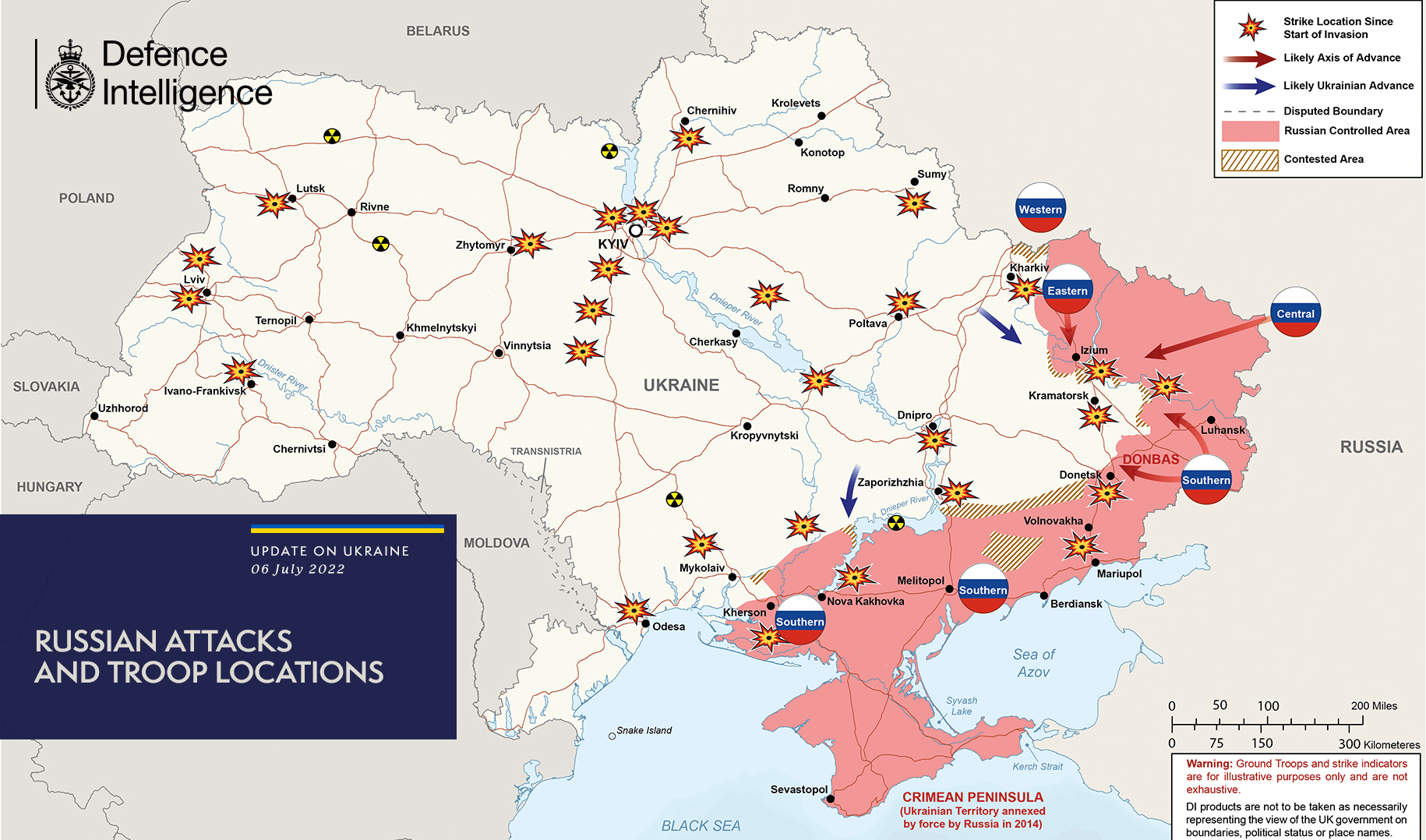
Lagebild in einer Veröffentlichung des britischen Verteidigungsministeriums am 6. Juli

Am 6. Juli bestätigte der ukrainische Generalstab, dass sich die ukrainischen Einheiten auf die Linie zwischen Siwersk, Soledar und Bachmut zurückgezogen haben. Entlang der Linie sei ein neuer „Verteidigungswall“ aufgebaut worden. Nach Aussage des ukrainischen Generalstabs und des Gouverneurs Serhij Hajdaj fanden entlang der Grenze zwischen den Oblasten Luhansk und Donezk, unter anderem bei Bilohoriwka, jedoch weiterhin Kämpfe statt. Angriffe des russischen Militärs dort und bei Werchnjokamkanka und Hryhoriwkaim, 15 Kilometer westlich von Lyssytschansk, seien zurückgeschlagen worden.
Am 6. Juli gab es nach Bewertung des ISW zum ersten Mal seit 133 Kriegstagen keine behaupteten oder bestätigten russischen Gebietsgewinne in der Ukraine, was die Einschätzung des ISW stützt, dass die russischen Streitkräfte weitgehend eine Operationspause eingeleitet haben.
Mykolajiw wurde nach Mitteilung seines Bürgermeisters von schwerem Beschuss getroffen. Nach massiven russischen Angriffe auf die Stadt Slowjansk hat die ukrainische Verwaltung die Einwohner zur Evakuierung aufgefordert.

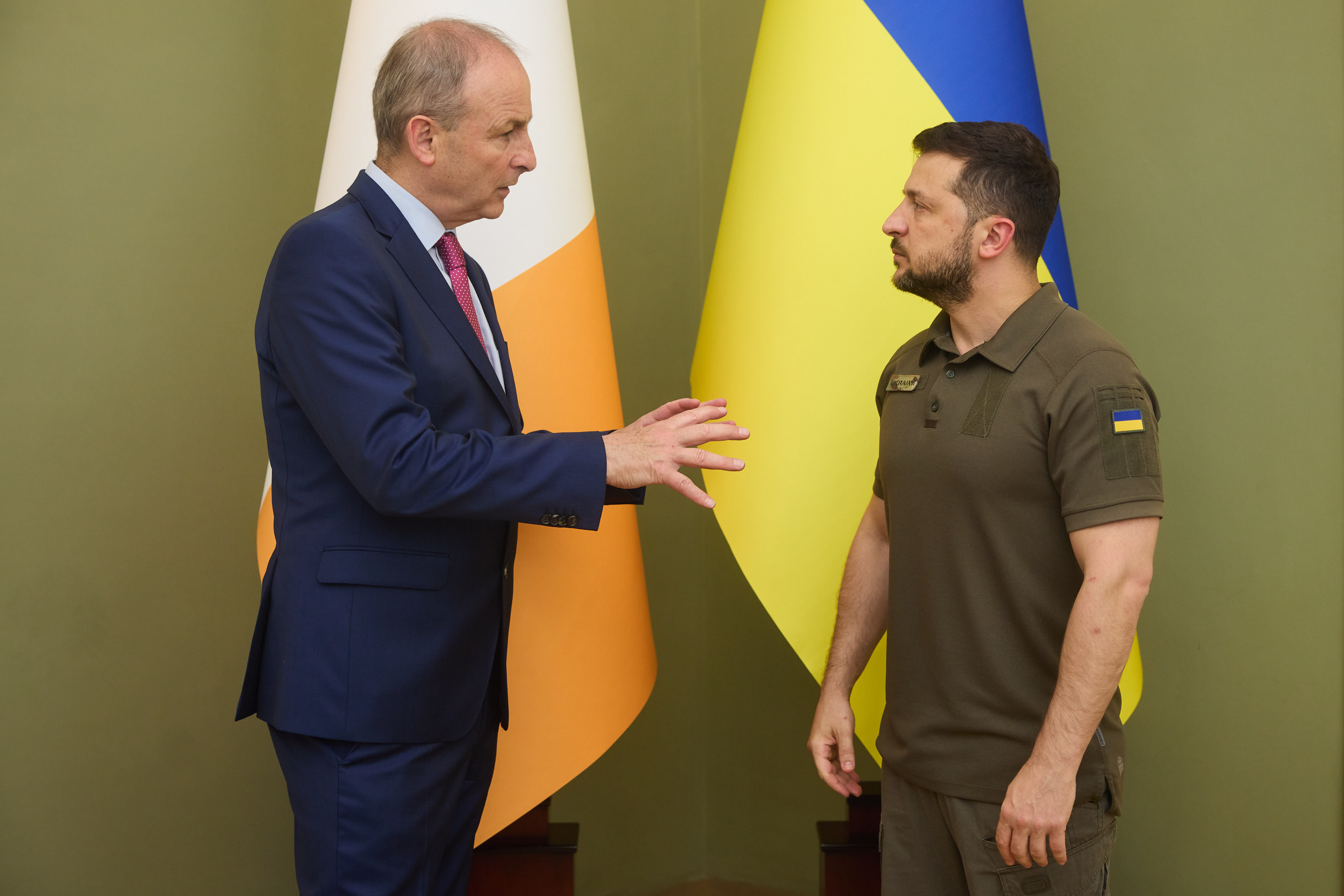
Der irische Premierminister Micheál Martin besucht den ukrainischen Präsidenten Wolodymyr Selenskyj am 6. Juli

Bei seinem Besuch in der ukrainischen Hauptstadt sicherte der Regierungschef der Republik Irland, Micheál Martin, dem ukrainischen Präsidenten Selenskyj weitere Unterstützung zu.
Nach den Automobilindustriezulieferern Michelin und Nokian prüfte auch das deutsche Unternehmen Continental eine Beendigung ihrer Aktivitäten in Russland.
Das für den Export von kasachischem Öl verwendete Terminal in der russischen Hafenstadt Noworossijsk am Schwarzen Meer musste nach einem russischen Gerichtsbeschluss für 30 Tage seinen Betrieb einstellen. Mögliche Umweltschäden begründeten die Entscheidung. Analysten bewerteten die Sperrung allerdings als russische Sanktion gegen Kasachstan im Zusammenhang mit der Weigerung des Landes, die Separatistenrepubliken Luhansk und Donezk völkerrechtlich anzuerkennen, und der Ankündigung Kasachstans vom 5. Juli, seine Ölexporte nach Europa zur Preisstabilisierung der Märkte zu erhöhen.
Lettland setzte die seit 2007 ausgesetzte Wehrpflicht wieder ein und begründete dieses als Reaktion auf den russischen Angriffskrieg in der Ukraine.
Der stellvertretende Sekretär des russischen Sicherheitsrats Dmitri Medwedew warnte vor Ermittlungen des Internationalen Strafgerichtshofs (IStGH) zu Kriegsverbrechen in der Ukraine mit der Gefahr eines Atomkrieges. „Die Idee, ein Land zu bestrafen, das über das größte Atomwaffenarsenal verfügt, ist an und für sich absurd“, erklärte Medwedew. Den USA warf er vor, Russland vor internationale Gerichte bringen zu wollen, ohne sich für ihre eigenen Kriege juristisch zu verantworten.

### 7. Juli

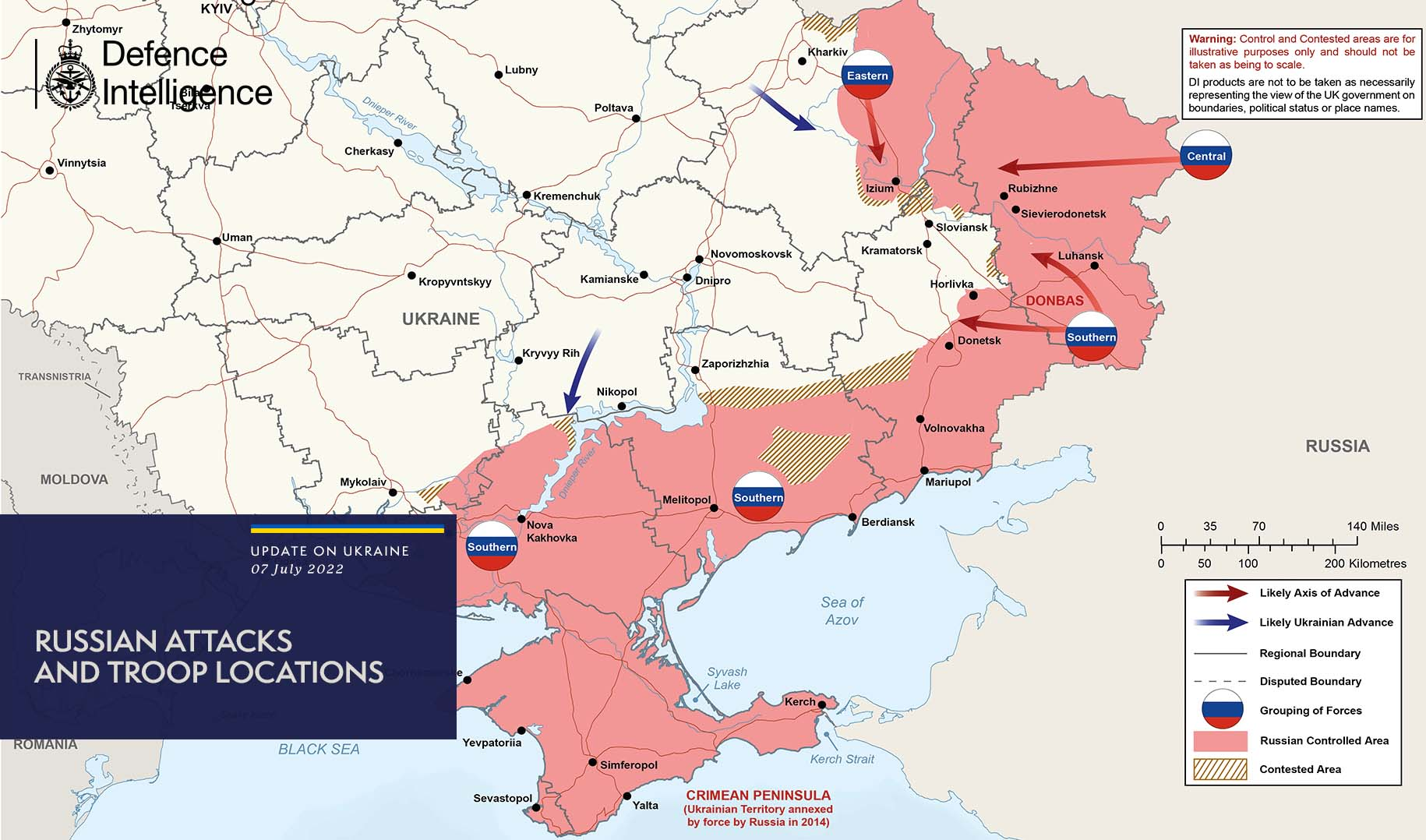
Lagebild in einer Veröffentlichung des britischen Verteidigungsministeriums am 7. Juli

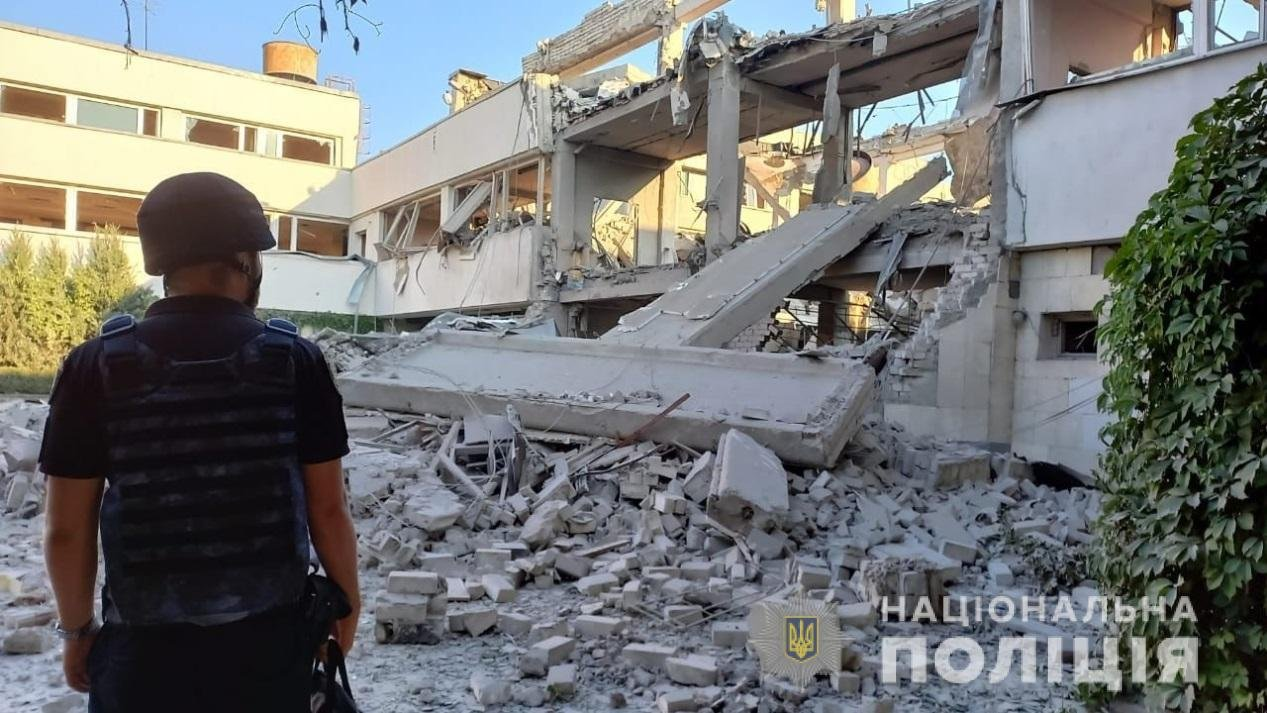
Zerstörungen der pädagogischen Universität in Charkiw

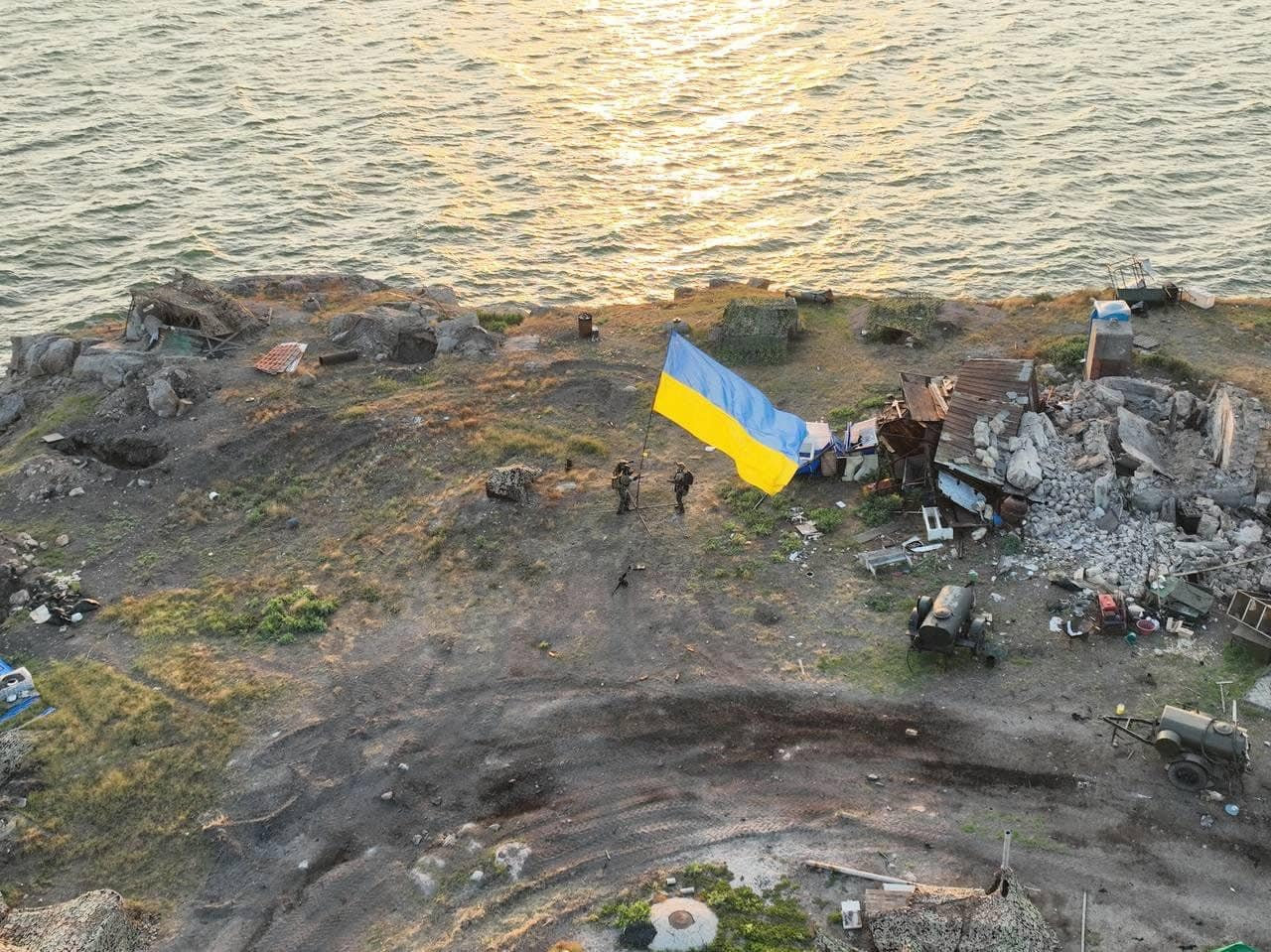
Ukrainische Truppen mit ukrainischer Fahne auf der Schlangeninsel

Von Südosten von Isjum nach Slowjansk versuchten russische Kräfte vorzurücken um Voraussetzungen zu schaffen, vom Südosten von Barwinkowe entweder nach Slowjansk oder nach Kramatorsk aus anzugreifen. Dazu hatte die ukrainische Armee einen Teilerfolg gemeldet: Ukrainische Kräfte hätten den Vormarsch russischer Einheiten auf die Stadt Slowjansk abgewehrt. Das Zentrum von Kramatorsk sei mit Raketen angegriffen worden. Auch Slowjansk sei beschossen worden. In beiden Fällen habe es Opfer gegeben. Geringfügige Gewinne erzielten russische Kräfte südöstlich von Siwersk und setzten die Offensivoperationen westlich des Gebiets Lyssytschansk fort. Die russischen Streitkräfte setzten Offensivoperationen südlich und östlich von Bachmut fort. Nördlich von Charkiw führten russische Landstreitkräfte einen begrenzten, aber erfolglosen Angriff durch. Präsident Wolodymyr Selenskyj warf Russland einen Raketenangriff auf die pädagogische Universität in Charkiw am 6. Juli vor. Das ukrainische Zentrum Nationaler Widerstand (ukrainisch Центр національного спротиву) berichtete, dass ukrainische Partisanen etwa 25 km nördlich von Melitopol eine Eisenbahnbrücke zwischen Nowobohdaniwka und Trojizke gesprengt haben.
Russische Oblaste stellten eigene Freiwilligeneinheiten auf, um Personalverluste russischer Kräfte in der Ukraine auszugleichen. So bildete die russische Oblast Nischni Nowgorod ein eigenes freiwilliges Panzerbataillon. Die Union der russischen Veteranen Afghanistans registriere Freiwillige für dieses Panzerbataillon.
In einer Rede vor Abgeordneten führte Präsident Putin aus, Zitat: „der Westen könne ruhig versuchen, unser Land militärisch zu besiegen. Es sei auch mehrfach zu hören gewesen, dass der Westen uns bis zum letzten Ukrainer bekämpfen wolle. Dies sei zwar eine Tragödie für das ukrainische Volk, aber es scheint so, als laufe alles darauf hinaus“. Russland hätte nach Darstellung von Putin „in der Ukraine gerade erst angefangen. Jeder sollte wissen, dass wir im Großen und Ganzen noch nicht richtig losgelegt haben“. Allerdings sprach er auch zum ersten Mal seit Wochen die Möglichkeit von Verhandlungen an. „Gleichzeitig lehnen wir Friedensverhandlungen nicht ab“, sagte er. „Aber diejenigen, die diese ablehnen, sollten wissen, dass es schwieriger für sie wird mit uns zu verhandeln, je länger es dauert.“
Die Türkei hat nach Darstellung des ukrainischen Außenministeriums ein zuvor durch türkische Behörden angehaltenes russisches Schiff mit Getreide an Bord aus der Hafenstadt Karasu auslaufen lassen. Das Schiff sei mit gestohlenem Getreide aus der Ukraine beladen. Die „Zhibek Zholy“ hatte Kurs auf den russischen Schwarzmeer-Hafens Kawkas genommen.
Wegen der Verbreitung angeblicher Falschinformationen über die russische Armee in der Ukraine soll der Moskauer Kommunalpolitiker Alexei Gorinow nach dem Willen der Staatsanwaltschaft für sieben Jahre ins Gefängnis. Der Staatsanwalt forderte eine siebenjährige Haftstrafe für den Politiker, der öffentlich die russische Offensive in der Ukraine kritisiert hatte.
Russland führte nach Aussage des Kremlsprechers Dmitri Peskow über verschiedene Kanäle Gespräche, um das Problem des Warentransits durch das baltische EU-Land Litauen in die russische Exklave Kaliningrad zu lösen. Russland sieht die Versorgung der von Litauen und Polen umgebenen Region in Gefahr. Die Vorsitzende des russischen Föderationsrates, Walentina Matwijenko, sprach von „Wahnwitz“ und drohte Litauen mit harten Konsequenzen. Später am Tag haben die Präsidenten Polens und Litauens die Verteidigungsbereitschaft ihrer Länder im Grenzgebiet zur russischen Exklave Kaliningrad hervorgehoben.

### 8. Juli

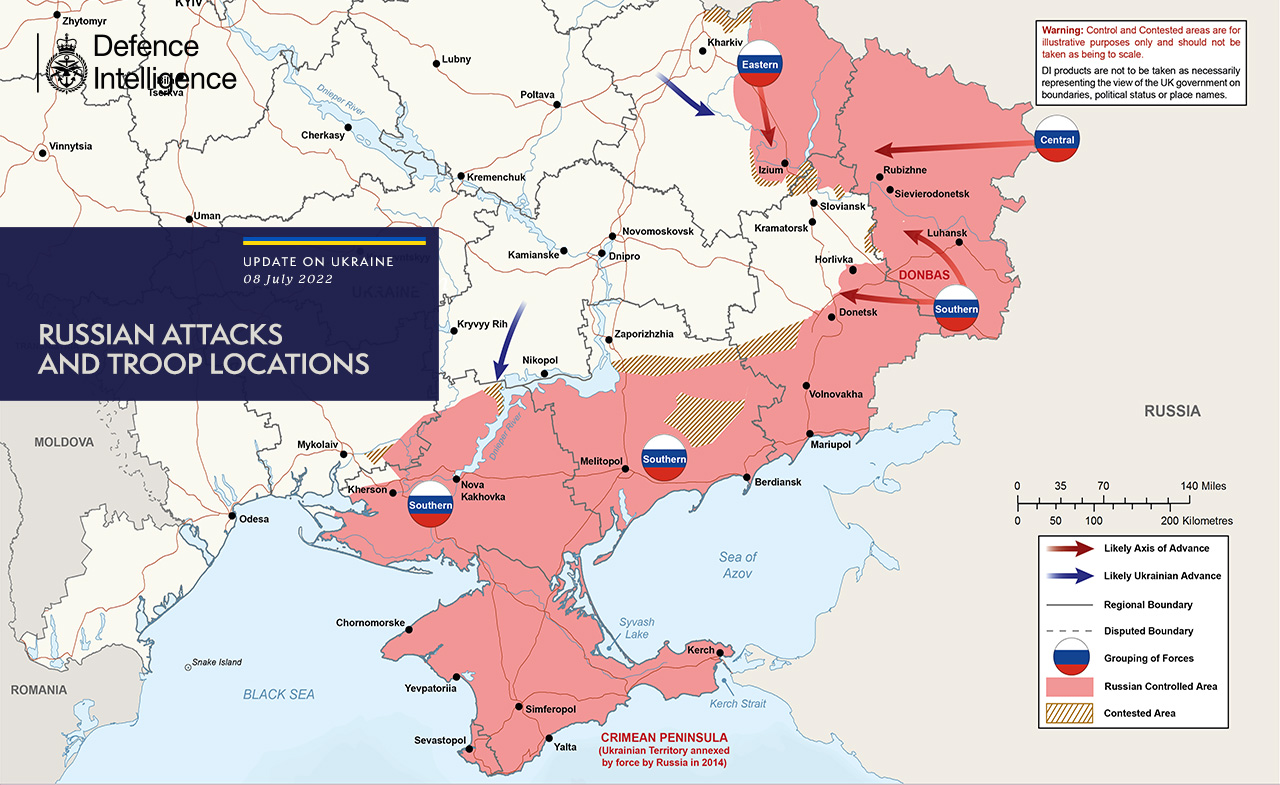
Lagebild in einer Veröffentlichung des britischen Verteidigungsministeriums am 8. Juli

Die russischen Streitkräfte führten nördlich von Slowjansk weiterhin begrenzte Offensivoperationen durch. Sie versuchten weiterhin, von Lyssytschansk nach Siwersk vorzudringen, erzielten jedoch keine bestätigten territorialen Gewinne. In der Oblast Charkiw führten russische Kräfte Angriffe auf Dementijiwka durch, um ukrainische Versorgungswege entlang der Straße T2117 zu stören. Weiterhin wurden russische Angriffe auf Siedlungen entlang der Grenze zwischen Cherson und Mykolajiw und zwischen Cherson und Dnipropetrowsk durchgeführt, um an ukrainische Truppen verlorenes Gelände wiederzugewinnen. Das ukrainische Militär griff mehrere Ziele in den von russischen Truppen kontrollierten Gebieten an. Dabei handelte es sich u. a. um ein Waffenlager bei Schachtarsk und ein Arsenal bei Nowa Kachowka im südukrainischen Gebiet Cherson.
Der ukrainische Präsident Wolodymyr Selenskyj führte einen Frontbesuch aus. Im Oblast Dnipropetrowsk zeichnete er Soldaten aus, die in Mariupol eingesetzt waren.
Serhij Hajdaj, Gouverneur der Oblast Luhansk, warnte vor einer Katastrophe in der russisch besetzten Stadt Sjewjerodonezk. Die gesamte kritische Infrastruktur in der Stadt sei zerstört. Wasser und Strom wären nicht verfügbar, das Abwassersystem ohne Funktion. Leichen würden in Wohnungen verwesen. Die russische Artillerie würde weiter wahllos Ziele beschießen, um ihre Geländegewinne zu sichern.
Der Moskauer Kommunalabgeordnete Alexei Gorinow wurde nach insgesamt drei Prozesstagen in Moskau zu sieben Jahren Straflager verurteilt.
Der russische Föderationsrat hat einem Gesetzentwurf zugestimmt, der die Regierung verpflichtet, Zivilisten, die an der russischen Invasion in der Ukraine beteiligt sind, Veteranenleistungen zu zahlen.
Der russische Außenminister Sergei Lawrow wurde bei seiner Ankunft im Tagungshotel des G20-Außenministertreffens von der indonesischen Außenministerin Retno Marsudi höflich, aber zurückhaltend begrüßt. Dabei waren vor dem Hintergrund des russischen Angriffskriegs in der Ukraine von zwei deutschen Journalisten die Ausrufe zu hören: „Stoppt den Krieg!“ und „Wann beendet ihr diesen Krieg?“ Die USA und ihre westlichen Verbündeten haben während des Treffens Russland zur Beendigung des Angriffskriegs in der Ukraine aufgerufen. Lawrow hatte nach seiner Rede den Sitzungssaal und später das Treffen vorzeitig verlassen. Er kritisierte, dass auf dem G20-Treffen von den westlichen Staaten mehr über Russland als die weltweiten ökonomischen Probleme gesprochen werde.
Im Juli 2022 begann Großbritannien auf vier eigenen Militärstützpunkten mit einer dreimonatigen Ausbildung von ukrainischen Soldaten. Das Programm hat die Zielsetzung, vierteljährlich 10.000 Ukrainer an der Waffe auszubilden.

### 9. Juli
Russische Kräfte führten weiterhin erfolglose Angriffe nordwestlich von Slowjansk durch und griffen östlich von Siwersk aus dem Gebiet Lyssytschansk an. Nordwestlich von Charkiw führten sie örtlich begrenzte Offensiven fort, wahrscheinlich um die russischen Versorgungsstraßen in der Region zu sichern.
Nach britischen Quellen mobilisierte Russland Reserven aus dem ganzen Land, um weitere Angriffe in der Ukraine vorzubereiten. Ausgerüstet seien diese teilweise mit älteren Transportpanzern des Typs MT-LB, die nur schwach gepanzert und bewaffnet seien.
Ukrainische Behörden warnten die Zivilpersonen in der Region Cherson, das Gebiet nicht zu verlassen. Sie sollten sich auf neue Kämpfe vorbereiten und dafür Vorräte anlegen.
In der selbsternannten Volksrepublik Donezk (DVR) sind laut einem russischen Medienbericht zwei Asow-Kämpfer zum Tode verurteilt worden. Die Volksrepublik verkündete dies nicht offiziell.
Die USA erklärten, vier weitere HIMARS-Raketenwerfer, 1000 Präzisions-Artilleriegeschosse, Artillerieradaraufklärungsgeräte sowie Ersatzteile bereitzustellen. Damit verfüge die ukrainische Armee über insgesamt zwölf HIMARS-Systeme. Diese haben eine größere Reichweite als die russische Artillerie. Ebenso wies das Pentagon russische Aussagen zurück, dass bereits zwei HIMARS durch Russland zerstört worden seien. Alle Systeme wären verfügbar. Nach deutschen Presseberichten wurde die Folgeversorgung mit Munition für die an die Ukraine abzugebenden deutschen Flugabwehrkanonenpanzer Gepard über einen norwegischen Produzenten sichergestellt. Für aus Schweizer Produktion stammende Bestände verweigerte die Schweiz zuvor die Ausfuhr in die Ukraine.
Das ukrainische Außenministerium gab bekannt, den wegen seiner Äußerungen umstrittenen ukrainischen Botschafter in Deutschland, Andrij Melnyk, abzuziehen.
Der stellvertretende Sekretär des Sicherheitsrats der Russischen Föderation, Dmitri Medwedew, erklärte bei Telegram, dass die internationale Bedeutung seines Landes durch den Ukraine-Krieg gestärkt wurde: „Mit Russland wird nun ernsthaft gerechnet. Wie mit der Sowjetunion. Und in mancher Hinsicht sogar noch ernsthafter, dem Sanktionspaket nach zu urteilen. […] Die militärische Spezialoperation in der Ukraine hätte somit eine Aufgabe erfüllt.“
In einem von unpräzisen russischen Uragan-Raketenwerfern angegriffenen fünfstöckigen Wohnblock in Tschassiw Jar starben mindestens 43 Menschen, 9 konnten gerettet werden. Von Beginn weg waren dutzende Verschüttete befürchtet worden. Russland hatte behauptet, bei dem Angriff „auf die 118. Territorialverteidigungsbrigade der Ukraine“ seien „300 Nationalisten“ getötet worden.
Im Juli 2022 begannen ukrainische Soldaten bestimmte an Belarus grenzende Gebiete zu verminen.

### 10. Juli
Das ISW berichtete von einer Operationspause der russischen Streitkräfte, die jedoch weitere Gefechtshandlungen beinhalten würde, um Voraussetzungen für spätere Offensivoperationen zu gewährleisten. Nordwestlich von Slowjansk seien begrenzte Angriffe zur Aufklärung erfolgt. Westlich von Bachmut gab es Artillerie- und Raketenangriffe, um die Stadt von der ukrainischen Versorgung abzuschneiden. Nördlich der Stadt Donezk wurde ein begrenzter, jedoch erfolgloser Bodenangriff durchgeführt. Nördlich von Charkiw gab es zwar keine russischen Bodenangriffe, aber intensive Luft-, Artillerie- und Raketenangriffe auf Charkiw und die umliegenden Siedlungen.
Nach Angaben des ukrainischen Generalstabes haben russische Streitkräfte mehrere Städte in der Ostukraine bombardiert.
Die russische Militärführung bildete weiterhin Ad-hoc-Freiwilligeneinheiten, die teilweise aus älteren Männern und Kriminellen bestehen, um Operationen in der Ukraine zu unterstützen.
Das ISW berichtete von einem offenen Konflikt zwischen der Kreml-Führung und russischen Kriegskorrespondenten, die während ihrer Pressetätigkeit operative Fehler der militärischen Führung thematisierten. Diese Kriegskorrespondenten sowie auch kritische Internetblogger würden mittlerweile durch den Kreml als Bedrohung eingeschätzt.
Der ukrainische Verteidigungsminister Oleksij Reznikow erklärte in einem Interview mit der Sunday Times, dass der ukrainische Präsident Wolodymyr Selenskyj den ukrainischen Streitkräften die Rückeroberung der besetzten Küstengebiete im Süden befohlen hat. Diese seien aufgrund der Handelshäfen, über die die Ukraine ihre Güter in alle Welt exportiert, überlebenswichtig für die Wirtschaft. Vize-Regierungschefin Iryna Wereschtschuk rief Zivilisten in den Oblasten Cherson und Saporischschja angesichts der geplanten ukrainischer Rückeroberungsoffensiven zur Flucht auf.
Der russische Präsident Wladimir Putin erließ ein Dekret, das es allen Ukrainern ermöglichen soll, sich im Schnellverfahren als russische Staatsbürger registrieren zu lassen.

### 11. Juli

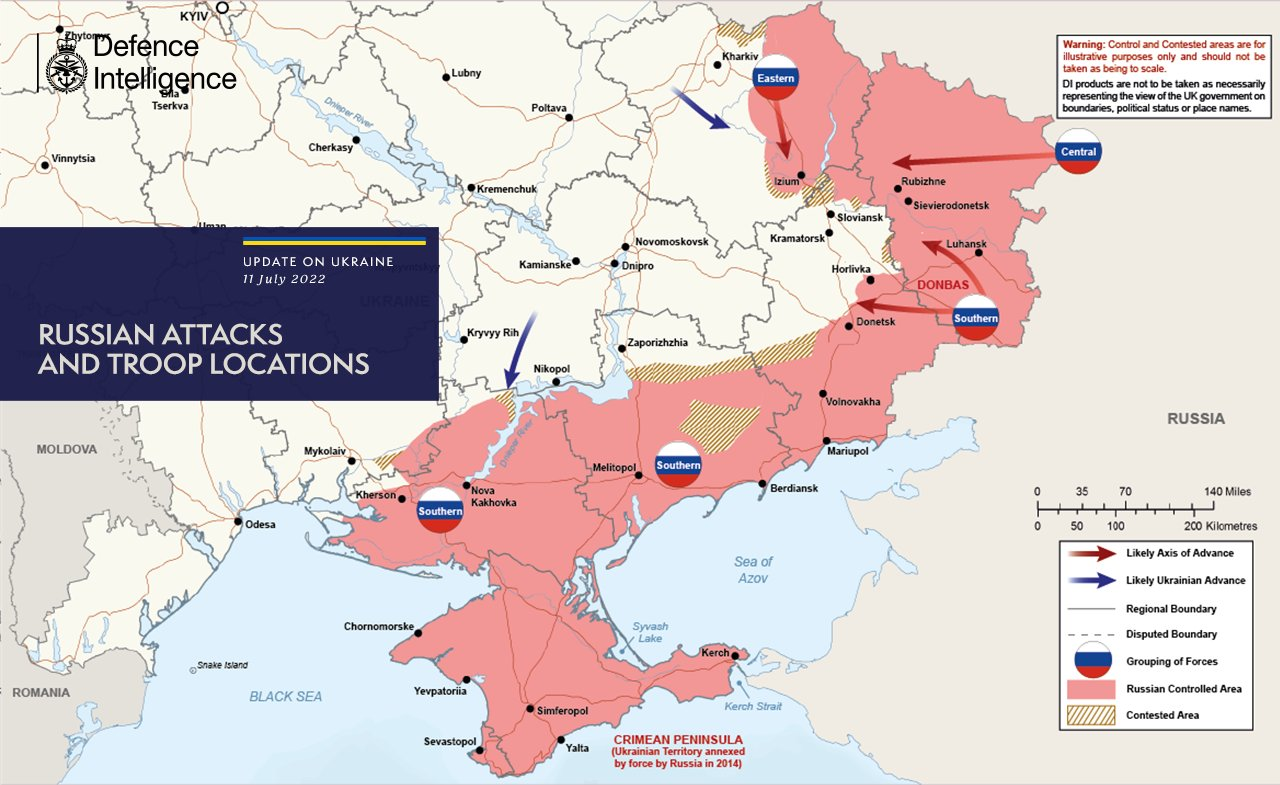
Lagebild in einer Veröffentlichung des britischen Verteidigungsministeriums am 11. Juli

Das ISW berichtete von verstärkten russischen Aktivitäten im belarussischen Luftraum und leitete daraus eine weitere belarussische Unterstützung für den russischen Angriffskrieg ab, ohne selbst eigene Truppen einzusetzen und damit erhebliche Risiken eingehen zu müssen. Nordwestlich von Slowjansk und westlich von Donezk führten russische Kräfte lokal begrenzte Angriffe fort, jedoch ohne Raumgewinn. Weitere russische Luft- und Artillerieangriffe wurden im Raum Siwersk und Bachmut ausgeführt.
Der russische Beschuss von Charkiw tötete erneut drei Menschen und verwundete mindestens 28. Zwei Raketen zerstörten eine Schule und ein Wohngebäude, eine dritte sei bei einer Lagerhalle eingeschlagen. Nordwestlich der Stadt wurden lokale russische Bodenangriffe durchgeführt. Ein als Vorsteher der Okkupationsverwaltung amtierender Kollaborateur im Ort Welykyj Burluk in der Region wurde durch eine Autobombe getötet.
Anton Alichanow, Gouverneur der russischen Exklave Kaliningrad, forderte als Reaktion auf die von Litauen weiter verschärften Transportbeschränkungen zum russischen Kerngebiet eine vollständige Einstellung des Warenverkehrs Russlands mit den drei baltischen Staaten.
Kanada verhängte Sanktionen gegen den Patriarchen der russisch-orthodoxen Kirche, Kyrill I., wegen dessen Unterstützung des Angriffskriegs. Die russische Internetseite der Welt wurde auf Betreiben der Generalstaatsanwaltschaft blockiert.

### 12. Juli

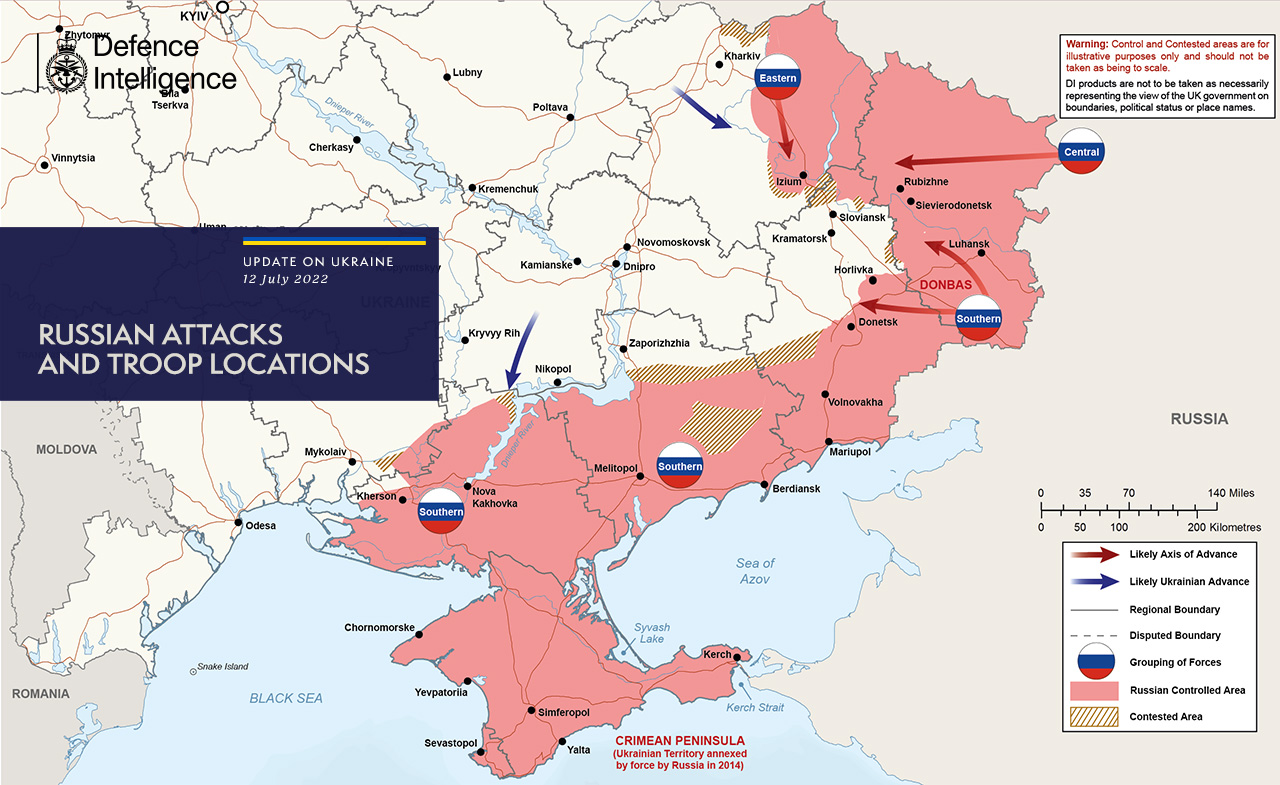
Lagebild in einer Veröffentlichung des britischen Verteidigungsministeriums am 12. Juli

Nach Feststellung des ISW befanden sich die russischen Streitkräfte weiterhin in allen Kampfgebieten in einer Operationspause. Sie gruppierten um und wurden aufgefrischt. Artillerie- und Luftangriffe im Raum Bachmut und Awdijiwka sowie begrenzte Bodenangriffe nördlich von Slowjansk, östlich von Siwersk und nördlich von Charkiw zur Aufklärung wurden jedoch weiterhin von russischen Kräften dort durchgeführt, wo Voraussetzungen für zukünftige Bodenoffensiven geschaffen werden sollten. Das russische Verteidigungsministerium vermeldete am 12. Juli jedoch keinerlei neue Raumgewinne. Ukrainische Kräfte begannen eine Gegenoffensive im Raum Cherson. In Nowa Kachowka griff die Ukraine ein Düngemittellager an. Russische und ukrainische Quellen berichteten, dass bei ukrainischen Artillerieschlägen am 10. Juli mehrere russische Offiziere in Cherson getötet wurden.
Das russische Außenministerium erklärte in Reaktion auf zuvor angekündigte weitere amerikanische Waffenlieferungen an die Ukraine, „die USA und andere Staaten hätten eine Verschärfung der ukrainischen Krise provoziert“ und würden damit das Risiko einer unmittelbaren militärischen Konfrontation zwischen den USA und Russland erhöhen.
Die EU hat aus einem im Mai beschlossenen Unterstützungsprogramm für die Ukraine in Höhe von 9 Mrd. Euro eine erste Summe von 1 Mrd. Euro, unter anderem zur Sicherung der kritischen Infrastruktur, freigegeben.
Nach Meldungen am Vortag über Kürzungen der Gaslieferungen an Österreich und Italien erklärte der Gazprom-Konzern, die Einspeisungsmenge von Gaslieferungen an Europa über den Eingangspunkt Sudscha am 12. Juli um ca. 5 % im Vergleich zum Vortag erhöht zu haben. Ein Antrag des Konzerns an die Ukraine, auch über den Eingangspunkt Sochranowka in der Region Luhansk einzuspeisen, sei jedoch abgelehnt worden. Später am Tag bekundeten Österreich und Deutschland in einer gemeinsamen Erklärung, sich gegenseitig im Fall von Gasengpässen beizustehen. Der dänische Spielzeughersteller Lego erklärte, sein Russlandgeschäft vollständig einzustellen.
Gegen den Kremlkritiker Ilja Jaschin wurde in Russland ein Verfahren wegen Verbreitung angeblich diskreditierender Falschmeldungen über die Streitkräfte eingeleitet.

### 13. Juli

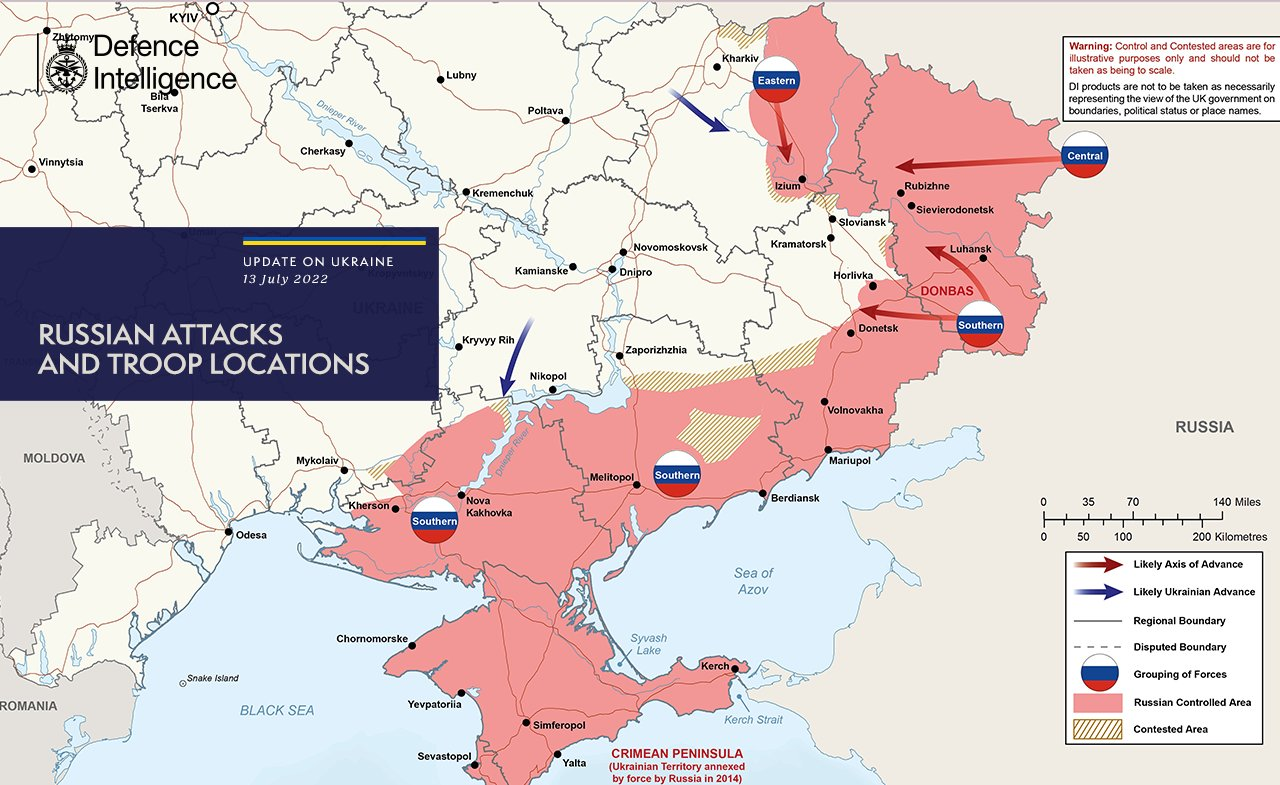
Lagebild in einer Veröffentlichung des britischen Verteidigungsministeriums am 13. Juli

Die russischen Streitkräfte setzten Luft- und Artillerieangriffe um Siwersk und westlich von Donezk fort. Auf der Ostachse griffen russische Truppen die Eisenbahn- und Straßenbrücken Slowjansk-Lyman in der Nähe von Rajhorodok nordöstlich von Slowjansk auf der Straße T0514 an. Örtliche russische Bodenangriffe nördlich der Stadt Charkiw sowie nördlich von Bachmut blieben erfolglos.
Die russischen Streitkräfte waren im Süden weiterhin in der Defensive, während die ukrainischen Streitkräfte dort fortgesetzt Munitionsdepots mit Artillerie bekämpften. Eine ukrainische HIMARS-Salve von 9 Raketen traf die russische Luftverteidigung in den Orten Metalist (Slowjanoserbsk) und Oleksandriwka westlich von Luhansk. Laut TASS ist eine Stunde lang Munition explodiert. Ukrainische HIMARS-Angriffe gab es ebenso in der Nacht zum 14. Juli im besetzten Nowa Kachowka, in der südlichen Oblast Cherson, mit länger andauernden Explosionen. Die Straße zwischen Melitopol und Saporischschja wurde durch russische Truppen gesperrt, um die Bevölkerung vor Ort an der Flucht aus dem Kampfgebiet im Süden der Ukraine zu hindern. Ukrainische Stellen teilten mit, dass nach russischem Artilleriebeschuss im Raum Mykolajiw ein Krankenhaus und mehrere Wohnhäuser zerstört wurden. Der Beschuss wurde durch die russische Seite bestätigt, Angriffsziele wären jedoch zwei Kommandoposten der ukrainischen Armee gewesen.
Nordkorea erkannte als dritter Staat nach Russland und Syrien die Souveränität der „Volksrepubliken“ Donezk und Lugansk an. Die Ukraine brach daraufhin die diplomatischen Beziehungen zu Nordkorea ab. In Istanbul wurden Verhandlungen zwischen der Ukraine und Russland über die Ermöglichung von Getreideexporten aus der Kriegsregion geführt. Die Gespräche wurden beendet, Ergebnisse wurden zunächst nicht bekannt. UN-Generalsekretär António Guterres sprach von einem Durchbruch, ohne Details zu nennen. Die Gespräche sollten in der Folgewoche weitergeführt werden. Die EU beschloss eine Änderung ihrer Vorgaben für den Transitverkehr zwischen Russland und der Exklave Kaliningrad nach einem Streit mit Russland. Erlaubt wurde demnach der Transport ziviler Güter, untersagt wurde weiter der Transport von Gütern, die auch militärisch genutzt werden können, sowie der Straßentransport durch russische Speditionen.
Der russische Kremlkritiker Ilja Jaschin wurde nach Gerichtsentscheidung auf Grund eines Vorwurfs über Falschinformation durch ihn über die Streitkräfte für zwei Monate in Untersuchungshaft genommen. Er habe auf seinem YouTube-Kanal von der Ermordung von Zivilisten in Butscha gesprochen.

### 14. Juli

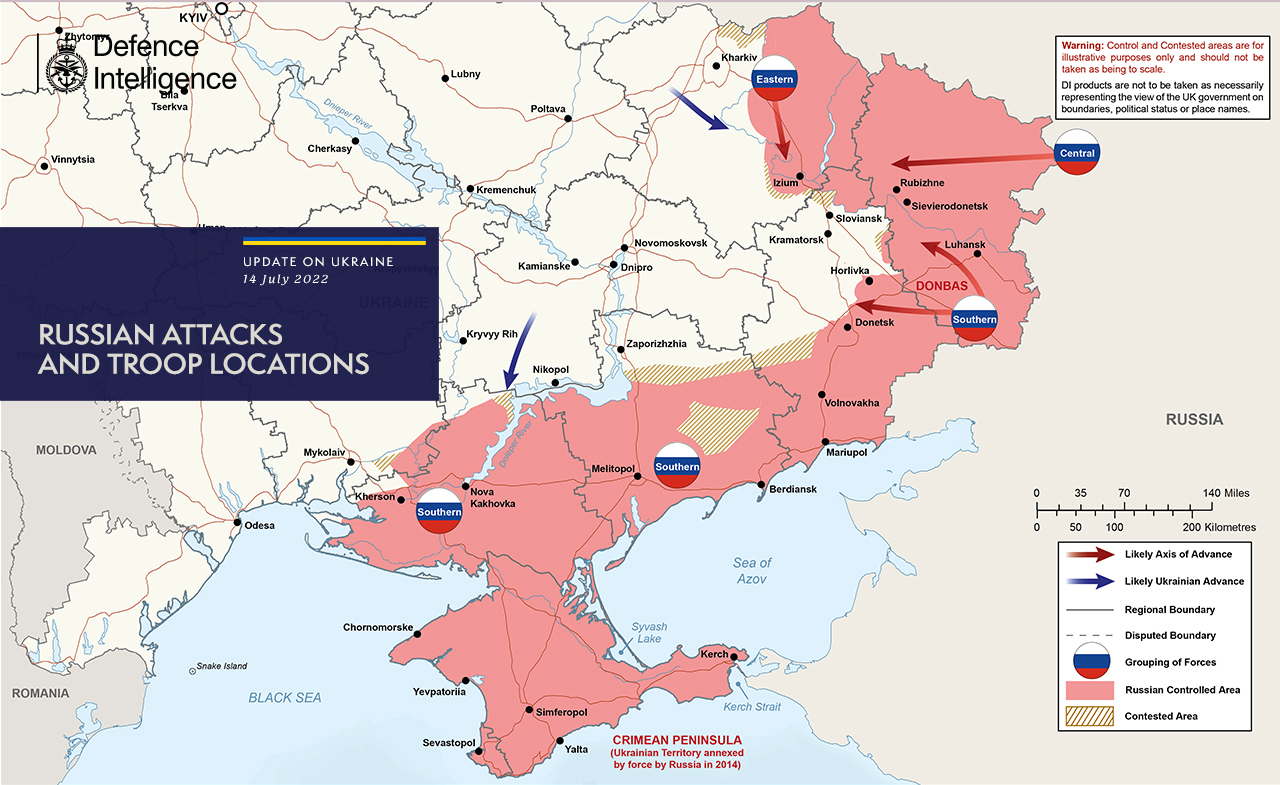
Lagebild in einer Veröffentlichung des britischen Verteidigungsministeriums am 14. Juli

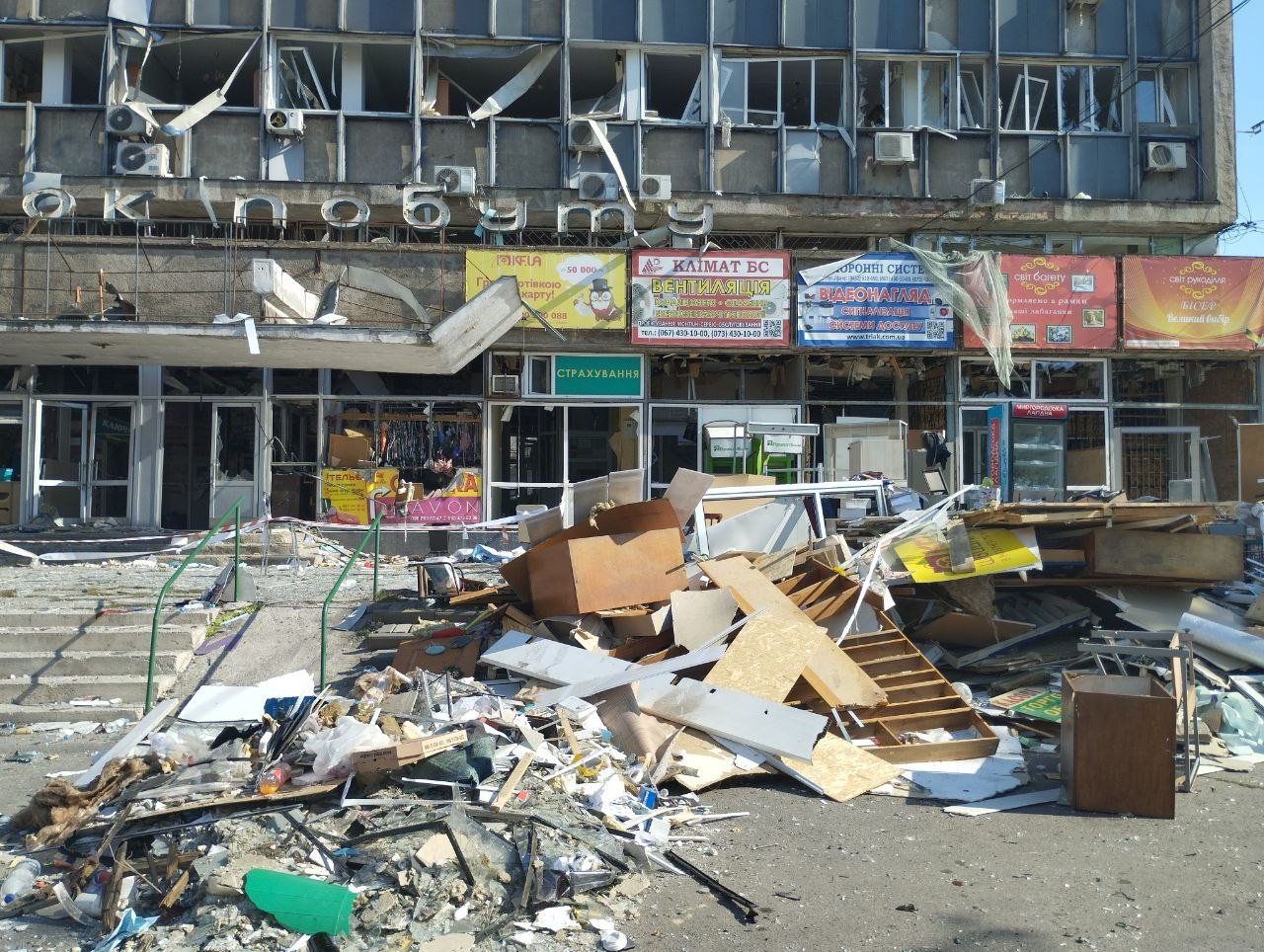
Beschädigtes Gebäude in Winnyzja

Russland setzte systematische Angriffe auf Wohngebiete in ukrainischen Städten mit Luft- und Raketenschlägen in Winnyzja in der Westukraine und in den Räumen Charkiw in der Ostukraine sowie Mykolajiw im Süden fort. Nach ukrainischer Darstellung wurden bei den Angriffen auf das Stadtzentrum von Winnyzja, fernab der umkämpften Gebiete, eine medizinische Einrichtung sowie Wohn- und Bürogebäude zerstört oder schwer beschädigt. Die örtliche Polizei berichtete über mehr als 100 Verletzte, davon etwa 50 Schwerstverletzte. Mehr als 40 Menschen wären vermisst. Der Angriff erfolgte von einem russischen U-Boot im Schwarzen Meer mit drei Kalibr-Raketen. Ziel wäre nach Angaben amtlicher russischer Stellen auf Anfrage ein „Haus der Offiziere“ gewesen, das als vorübergehende Unterkunft von „Nazis“ gedient hätte. Dabei handelt es sich jedoch nicht um eine militärische Einrichtung, sondern um ein Kulturzentrum. An diesem Tag sollte die ukrainische Sängerin Roksolana Sirota dort ein Konzert geben. Am Folgetag begründete die russische Seite den Angriff mit „einem Treffen hochrangiger ukrainischer Armee-Kommandeure mit Vertretern ausländischer Waffenlieferanten“. Mykolajiw wurde in der Nacht erneut mit insgesamt neun Raketen beschossen. Ukrainische Behörden berichteten von Treffern in einem Hotel, mehreren Schulen und einem Einkaufszentrum. Russische Truppen griffen im Osten auch Kramatorsk im Donbass an. Das russische Verteidigungsministerium berichtete von einem weiteren Einsatz der seegestützten Kalibr-Raketen: Eine Fabrik für Hochspannungsanlagen in Saporischschja im Osten der Ukraine sei bekämpft worden. Ziele wären dort in Hangars stehende Raketenwerfer gewesen. Die ukrainische Artillerie beschoss in der russisch besetzten Stadt Nowa Kachowka im Süden der Ukraine zwei Gefechtsstände und einen Landeplatz. Vorstöße russischer Bodenkräfte erfolgten auf Siwersk, Geländegewinne waren jedoch unklar. Lokale russische Bodenangriffe um Bachmut und Slowjansk blieben erfolglos.
Der Leiter der russischen Besatzungsverwaltung in der Südukraine, Jewgeni Balizky, kündigte für den Frühherbst ein Referendum im Besatzungsgebiet über einen möglichen Anschluss an Russland an.
Präsident Putin unterzeichnete ein Gesetz gegen sogenannte „ausländische Agenten“. Dieses Gesetz verschärfte die bisherige Regelung dahingehend, dass jeder, der „unter ausländischem Einfluss“ steht oder Unterstützung aus dem Ausland erhält, nicht nur finanziell, zum „ausländischen Agenten“ erklärt werden kann. Ebenso unterzeichnete Putin das in den Vortagen in der Duma behandelte Kriegswirtschaftsgesetz, das es dem Staat ermöglicht, die Industrie zu Warenlieferungen und Dienstleistungen für das Militär zu verpflichten. Lettland verabschiedete ein Energiegesetz, das den Gasimport aus Russland untersagt. Über 40 Staaten, darunter die USA, Großbritannien, Kanada, Mexiko, Australien sowie mehrere EU-Staaten, verständigten sich in Den Haag darauf, die Untersuchungen zu möglichen Kriegsverbrechen in der Ukraine zu koordinieren. Diese Länder wollen ebenso den Internationalen Gerichtshof, die Vereinten Nationen und die Ermittlungen in der Ukraine mit 20 Millionen Euro unterstützen.

### 15. Juli
Die Entwicklung der russischen Gefechtsaktivitäten mit Bodenangriffen nördlich von Slowjansk, südöstlich von Siwersk, um Bachmut und südwestlich von Donezk wies nach Bewertung des ISW darauf hin, dass die Umgliederungs- und Ruhephase der russischen Streitkräfte zu Ende ging. Im Raum Charkiw verteidigten russische Bodenkräfte weiterhin Stellungen, um das Vordringen ukrainischer Truppen in Richtung der Grenze zu verhindern. In Mykolajiw gab es weiteren systematischen Raketenbeschuss von Wohninfrastruktur, Freizeit- und Bildungseinrichtungen. Dort sei nach ukrainischen Angaben u. a. eine Schule getroffen worden, in der nach russischen Angaben Angehörige der ukrainischen Nationalgarde untergebracht waren.
Das ISW berichtete von der Aufstellung russischer Freiwilligen-Verbände in 85 russischen Regionalbezirken. Jeder Bezirk würde einen Verband mit ca. 400 Soldaten zwischen 18 und 60 Jahren als Infanterie-, Panzer-, Fernmelde- oder Logistikverband mit älterem Gerät aufstellen. Militärische Vordienstzeit wäre keine Voraussetzung. Die Ausbildung würde 30 Tage dauern; der Monatssold betrage umgerechnet mindestens 3000 US-Dollar pro Monat. Weitere finanzielle Vorteile einschließlich des späteren Veteranenstatus seien den Freiwilligen zugesagt worden.
Die russischen Besatzungsverwaltungen der Oblaste Cherson und Saporischschja drohten unter Anwendung der bereits in Russland geltenden Zensurgesetze ukrainischen Einwohnern, die die Russische Föderation, die russischen Streitkräfte oder den Einmarsch in die Ukraine kritisierten, mit einer Deportation, nach Einschätzung des ISW in Filtrationslager oder Strafkolonien in Russland. Der in der Region Donezk durch pro-russische Separatisten wegen des Vorwurfs des Söldnertums inhaftierte Brite, der als freiwilliger humanitärer Helfer eingesetzt war, sei wegen Vorerkrankungen verstorben. Das britische Außenministerium bestellte den russischen Botschafter ein.

### 16. Juli
Der russische Verteidigungsminister Sergei Schoigu befahl mit dem Ende der Gefechtspause den Kommandeuren der Südgruppe, General Sergei Surowikin, und Zentralgruppe, Generaloberst Alexander Lapin, die Offensivoperationen auf allen Achsen zu verstärken. Am 16. Juli gab es jedoch in allen Kampfgebieten nur geringe Gefechtstätigkeit von Bodentruppen. Nach Einschätzung des ISW würde die Anweisung in den Folgetagen insbesondere zu einer Konzentration russischer Kräfte auf den Frontbogen Slowjansk-Siwersk-Bachmut sowie zur Behauptung russischer Stellungen im Raum Charkiw führen.
Russland hat nach Angaben der Ukraine vom Raum des Kaspischen Meeres aus mit bordgestützten Raketen von Bombern des Typs Tu-95 die Stadt Dnipro beschossen. Mindestens drei Tote und 15 Verletzte seien bei Treffern in einer Industrieanlage und einer belebten Straße zu beklagen gewesen. Nach russischen Angaben wurden dort die Fertigungsanlagen für Teile der ballistischen Rakete „Totschka-U“ zerstört.
Drei Menschen wurden bei einem russischen Luftangriff auf die Stadt Tschuhujiw in der Region Charkiw getötet. Das ISW berichtete am 16. Juli von größeren Erfolgen ukrainischer Kräfte bei der Bekämpfung von russischen Logistikeinrichtungen unter anderem durch den Einsatz von HIMARS-Raketenwerfern ab dem 10. Juli 2022. Die Erkenntnisse beruhten insbesondere auf der Auswertung von Daten des NASA FIRMS (NASA’s Fire Information for Resource Management System), die eine Intensivierung von Bränden in den jeweiligen Räumen anzeigte.
Das Treffen der G20-Finanzminister in Indonesien endete ohne ein gemeinsames Abschlusskommuniqué aufgrund unterschiedlicher Positionen der Teilnehmer zum Angriffskrieg Russlands gegen die Ukraine.
Die prorussische Besatzungsverwaltung in der Region Saporischschja führt nach eigenen Angaben in großem Umfang Getreide aus.

### 17. Juli
Das durch die russischen Streitkräfte angekündigte Ende der Gefechtspause nach Einnahme der Region Luhansk ging am 17. Juli nach Bewertung des ISW in Operationen mäßiger Intensität über:
- Begrenzte russische Bodenangriffe im Gebiet Donezk,
- Artilleriebeschuss der zivilen und militärischen Infrastruktur im gesamten Donbass,
- Artilleriebeschuss von Siedlungen entlang des Isjum-Slowjansk-Bogens,
- anderweitige Artillerie-, Raketen- und Luftangriffe in der gesamten Ukraine,
- begrenzte Vorstöße ohne Raumgewinn um Siwersk und Bachmut und
- Verteidigung aus Stellungen im Raum Charkiw und auf der Südachse.

Das russische Verteidigungsministerium machte am 17. Juli keinerlei neue Gebietsgewinne geltend.
Der ukrainische Präsident Selenskyj entließ den Leiter des Geheimdienstes SBU, Iwan Bakanow, und die Leiterin der Generalstaatsanwaltschaft, Iryna Wenediktowa. Die Entscheidung wurde damit begründet, dass aus diesen Behörden mehr als 60 Mitarbeiter in den besetzten Gebieten kollaborierten, dieser Umstand wecke Zweifel an den beiden Führungskräften. Gegen 651 Mitarbeiter der Behörden liefen Ermittlungsverfahren wegen Hochverrats und Kollaboration. Gleichzeitig will die Ukraine den Kampf gegen feindliche Artilleriebeobachter verstärken. Immer wieder sollen Ukrainer dem Feind Positionen der eigenen Truppen verraten und das feindliche Artilleriefeuer korrigiert haben. Selenskyj wies an, gegen solche Verräter vorzugehen. Zuvor hatte der Militärgouverneur der Region Mykolajiw, Witali Kim, 100 Dollar Kopfgeld für die Ergreifung von Artilleriebeobachtern ausgelobt.
Der stellvertretende Sekretär des russischen Sicherheitsrates, Dmitri Medwedew, erklärte, dass die NATO und die Ukraine eine dauerhafte Bedrohung für Russland seien. Solange die NATO und die Ukraine die 2014 annektierte Krim nicht als Teil Russlands anerkenne, sei die russische Föderation bedroht.
Nach Angaben des russischen Verteidigungsministeriums wurde in der Hafenstadt Odessa ein Munitionsdepot mit von der NATO gelieferten Harpoon-Raketen zerstört.
Laut Angaben des Kiewer Polizeichefs Andrij Njebytow wurden um Kiew bislang die Leichen von 1346 getöteten Zivilisten gefunden. 300 seien noch vermisst. Davon sei etwa die Hälfte mit Handfeuerwaffen getötet worden. Als die russischen Truppen Ende März von Kiew abzogen, wurden an zahlreichen Orten wie Irpin und Butscha Leichen von getöteten Zivilisten entdeckt. Russland bestreitet jedoch eine Verantwortung.

### 18. Juli

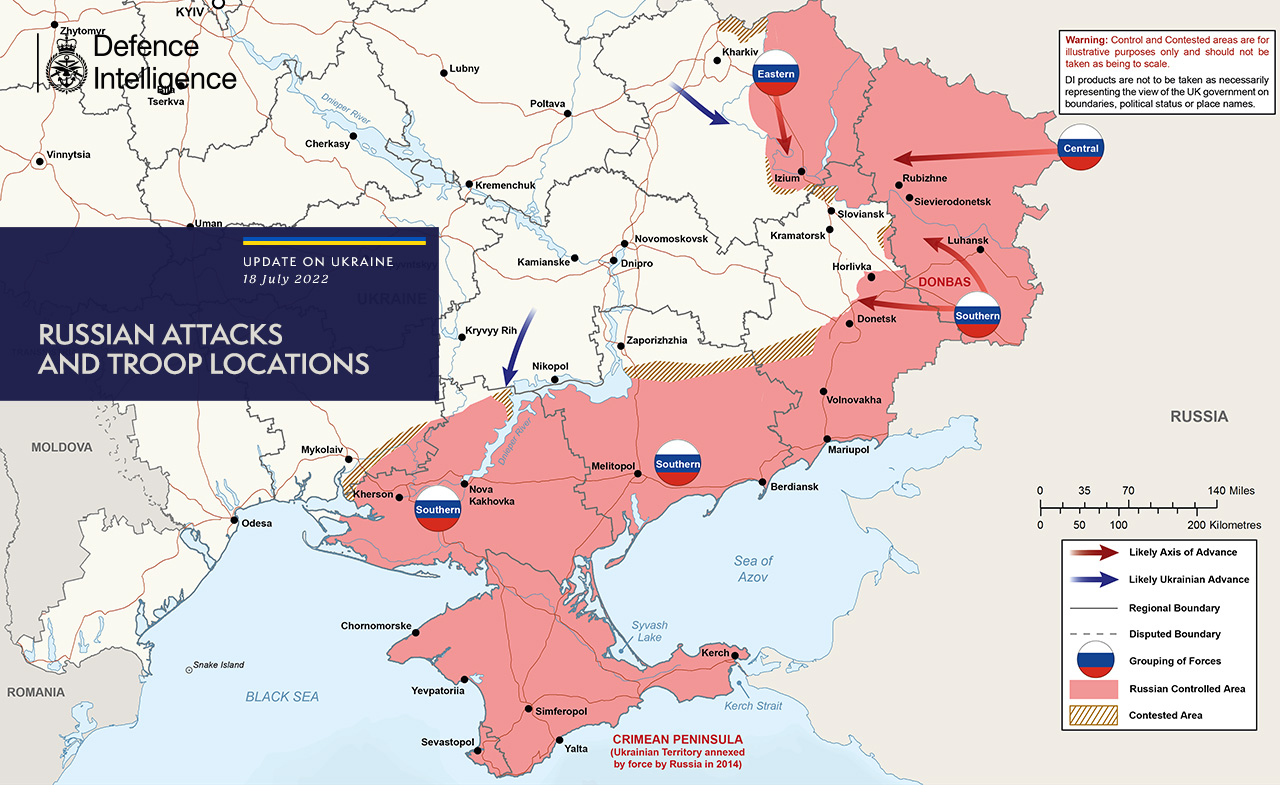
Lagebild in einer Veröffentlichung des britischen Verteidigungsministeriums am 18. Juli

Das ISW leitete aus einem Treffen des russischen Verteidigungsministers Sergei Schoigu mit dem Kommandeur der östlichen Gruppierung der Streitkräfte, Generalleutnant Rustam Muradow, am 18. Juli ab, dass der Kreml einem Angriff auf Siwersk und Bachmut Vorrang vor anderen Optionen eingeräumt habe. Dabei wurde die Weisung erteilt, vor allem ukrainische Artilleriesysteme hoher Reichweite zu vernichten.
Es folgten:
- Eine Reihe russischer Bodenangriffe erfolgte östlich von Siwersk und südlich von Bachmut.[67]
- Die russischen Streitkräfte intensivierten Angriffe auf Awdijiwka und führten örtlich begrenzte Bodenangriffe entlang der Frontlinie zwischen Donezk und Awdijiwka durch.[67]
- Laut dem Leiter der ukrainischen Militärverwaltung der Oblast Sumy feuerte die russische Artillerie in der Nacht auf den 18. Juli 150 Geschosse verschiedener Arten auf Ziele in der Region Sumy ab.[68]

Das ISW leitete aus verschiedenen Quellen Erkenntnisse von wachsendem Widerstand gegen die russischen Rekrutierungen überwiegend nicht-russischer Ethnien im Osten Russlands ab. Da die russische Führung eine Generalmobilmachung im Rahmen der „militärischen Spezialoperation“ vor allem in ethnisch-russischen Gebieten vermeiden wollte, werden vor allem Rekrutierungen in Tschetschenien, Südossetien, Tuwa, Tatarstan, Baschkortostan, Tschuwaschien und anderen nicht-ethnisch-russischen Republiken der Russischen Föderation durchgeführt. Beispielsweise wurde über Aktivitäten der Novaya Tuva-Bewegung, einer Antikriegsorganisation der ethnischen Minderheit der Tuwiner, berichtet. Erkenntnisse der britischen Defence Intelligence stellten dar, dass zunehmend Kräfte der Söldnergruppe Wagner zur Verstärkung russischer Truppen an der Front eingesetzt würden. Die Rekrutierungsstandards der Söldnerorganisation seien gesenkt worden, auch verurteilte Straftäter und bisher für den Einsatz gesperrte Personen würden eingestellt.
In Folge der Suspendierung der bisherigen Leiter von ukrainischem Geheimdienst und Generalstaatsanwaltschaft durch den Präsidenten Wolodymyr Selenskyj am Vortag wurde die Entlassung weiterer 28 Führungskräfte dieser Behörden angekündigt. Der russische Menschenrechtsanwalt Pawel Tschikow teilte mit, dass über 200 Verfahren gegen Kritiker des russischen Angriffskrieges durch die russischen Strafverfolgungsbehörden geführt werden. Grund wäre zumeist „Diskreditierung der russischen Armee“. Präsident Wladimir Putin führte gegenüber der Agentur Interfax aus, dass die westlichen Sanktionen eine große Herausforderung für Russland darstellten, zeigte sich aber optimistisch: „Wir werden nicht nur nicht aufgeben, im Gegenteil: Während wir die kolossale Menge an Schwierigkeiten anerkennen, die vor uns stehen, werden wir intensiv und kompetent nach neuen Lösungen suchen.“ Russland, so führte er weiter aus, könne nicht mit einem „riesigen Zaun“ vom Rest der Welt isoliert werden. Erstmals seit Beginn des russischen Angriffskriegs im Februar 2022 verließ Putin im Zuge einer Auslandsreise den postsowjetischen Raum in Richtung Iran, für ein Treffen mit den Präsidenten des Iran (Ebrahim Raisi) und der Türkei (Recep Erdoğan). Nach offiziellen Angaben ist das Hauptthema der Bürgerkrieg in Syrien. Putin sicherte dort zu, dass der russische Gaskonzern Gazprom seinen vertraglichen Verpflichtungen nachkommen werde bzw. Europa weiterhin mit Gas beliefern werde.

### 19. Juli

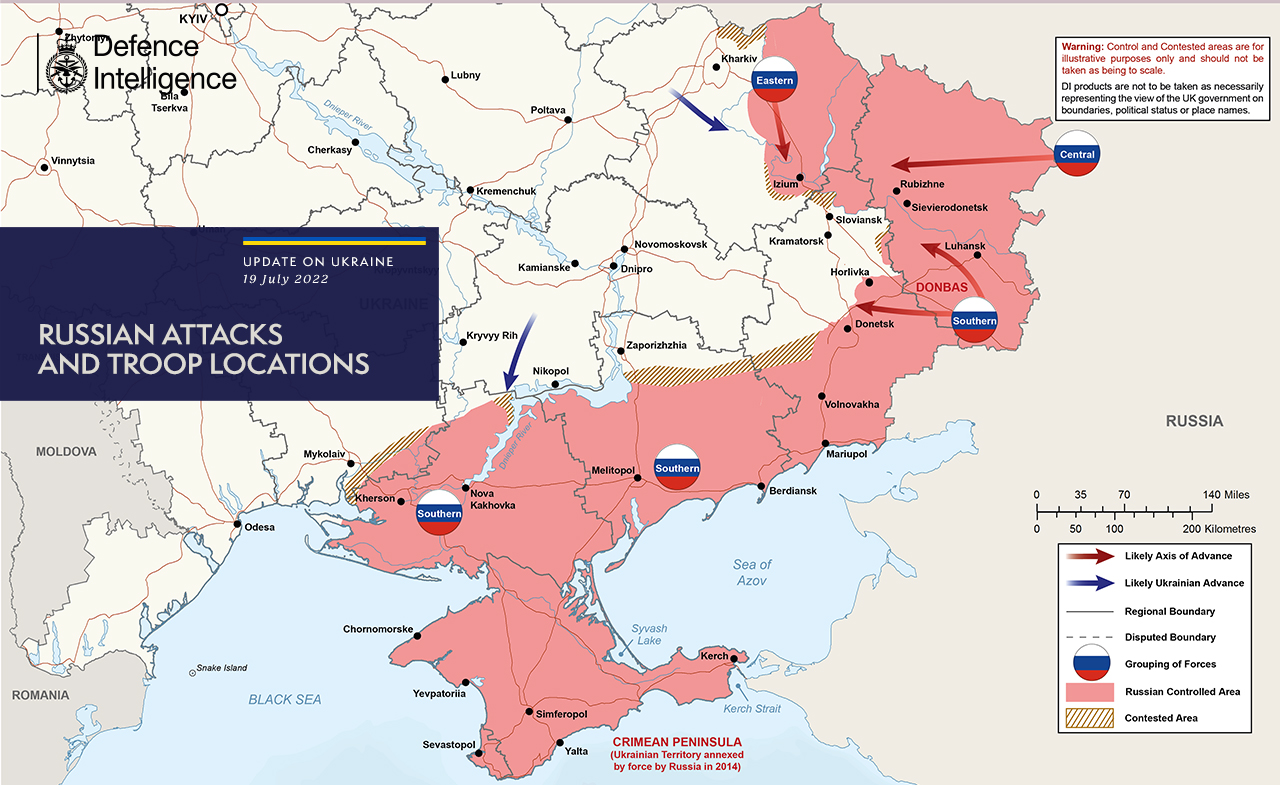
Lagebild in einer Veröffentlichung des britischen Verteidigungsministeriums am 19. Juli

Am 19. Juli nahmen russische Kräfte wieder aktive Bodenoperationen auf:
- Sie griffen südöstlich von Isjum und um Barwinkowe in Richtung Slowjansk an.[72]
- Östlich von Siwersk setzten russische Kräfte Bodenangriffe fort und hatten teilweise Erfolg bei Bodenangriffen östlich von Bachmut.[72]

Ein von der russischen Menschenrechtsorganisation „Rus Sidyashchaya“ (Russland hinter Gittern) veröffentlichter Bericht bestätigte, dass russische Behörden Rekrutierungskampagnen in russischen Gefängnissen durchführen, um Personalersatz für die Operationen in der Ukraine zu gewinnen. Auch die Wagnergruppe rekrutiere in Gefängnissen.
Die russische Besatzungsverwaltung bzw. Organisationen der Separatisten wiesen Besatzungskräfte an, schärfer gegen den Widerstand verdächtiger Ukrainer vorzugehen und erteilten diesen unter anderem die Autorisierung für Festnahmen und Durchsuchungen.
Das ISW folgerte aus einer Analyse des nationalen Sicherheitsrates der USA, dass Russland die besetzten Gebiete Cherson, Saporischschja, Donezk und Luhansk bereits am 11. September 2022 mit Scheinreferenden illegal an Russland angliedern will. Der ehemalige russische Staatspräsident und stellvertretende Sekretär des Sicherheitsrates der Russischen Föderation, Dmitri Medwedew warf den USA vor, in der Ukraine ein „neues Afghanistan“ schaffen zu wollen, in dem sich „amerikanische und ukrainische Waffenhändler“ durch den Krieg bereicherten.

### 20. Juli

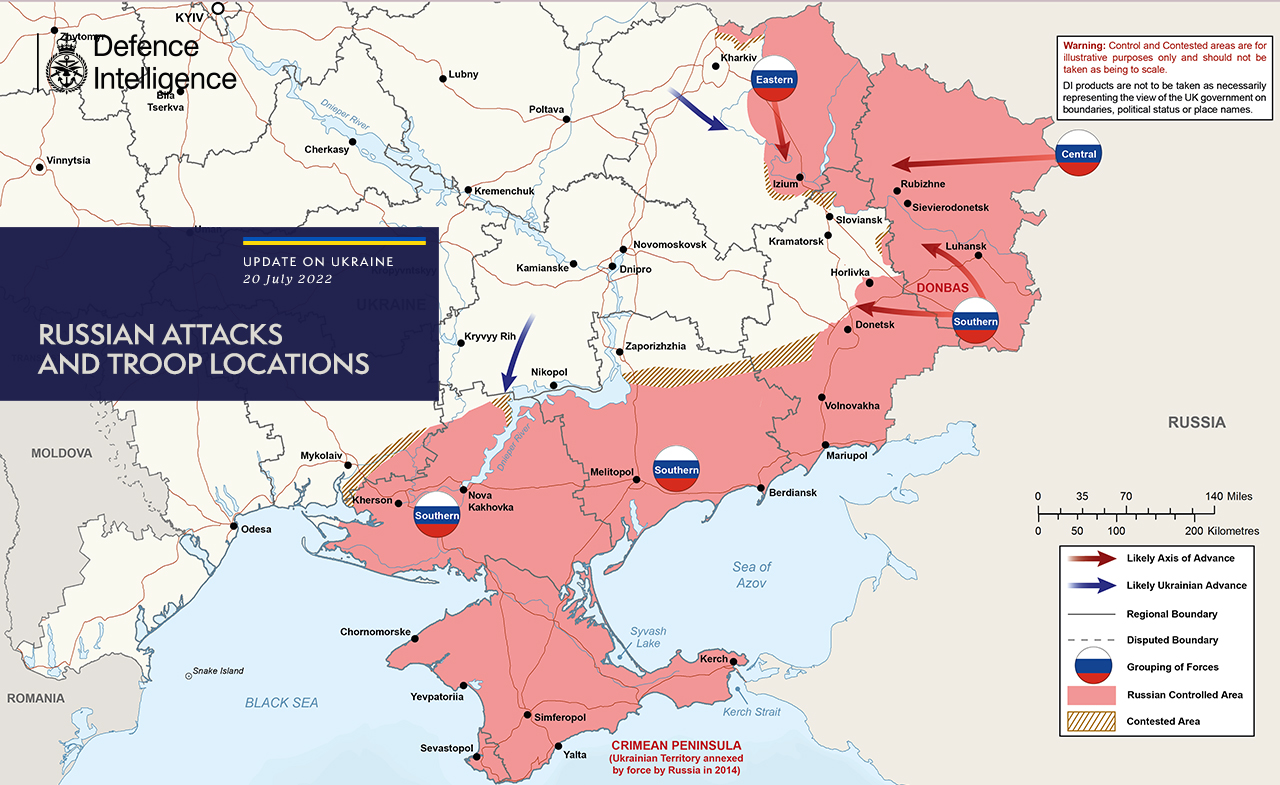
Lagebild in einer Veröffentlichung des britischen Verteidigungsministeriums am 20. Juli

Bodenkämpfe wurden am 20. Juli mit mittlerer Intensität fortgesetzt:
- Russische Kräfte stießen nordöstlich der Autobahn E40 im Donezk vor und erzielten marginale Gebietsgewinne.[74]
- Weitere begrenzte russische Bodenangriffe erfolgten nordwestlich von Slowjansk und um das Gebiet Donezk-Awdijiwka.[74]
- Ebenso erfolgten örtliche russische Bodenangriffe östlich von Siwersk und erzielten geringfügige Gewinne nordöstlich von Bachmut.[74]
- Ukrainische Streitkräfte führten den zweiten Hochpräzisionsschlag in Folge gegen die für die russische Logistik wichtige Antoniwskyi-Brücke östlich von Cherson durch. Die Brücke konnte nach russischen Angaben nicht mehr für den Güterverkehr genutzt werden.[74]
- Ukrainische Partisanen griffen das russische Besatzungspersonal im Kernkraftwerk Saporischschja im besetzten Enerhodar, Oblast Saporischschja, an. Das „Zentrum Nationaler Widerstand“ (Ukrainisch: „Центр національного спротиву“) berichtete, dass bei dem Partisanenangriff neun Angehörige des russischen Besatzungspersonals verletzt und eine nicht näher bezeichnete Zahl getötet wurde.[74]
- Nach russischen Luftangriffen auf die Region Donezk und Charkiw starben 18 Menschen, 40 wurden verletzt.[75]

Das ISW folgerte aus Aktivitäten der russischen Besatzungsbehörden im Süden der Ukraine, dass unter dem Vorwand der Partisanenkriegsführung in dieser Region und der Bedrohung durch ukrainische Langstreckenwaffen Vorkehrungen für Massendeportationen ukrainischer Bürger auf russisches Territorium geschaffen werden.
Der russische Außenminister Sergei Lawrow formulierte am 20. Juli in einem Interview des Medienunternehmens RT erweiterte territoriale Ziele für die russischen Operationen in der Ukraine: Die Ziele der „Sonderoperation“ hätten sich seit März geändert und es seien nun nicht nur die Volksrepubliken Luhansk und Donezk, sondern auch die Oblaste Cherson und Saporischschja sowie eine Reihe anderer, nicht näher bezeichneter Gebiete im Fokus der „militärischen Spezialoperation“.
Die russische Medienbehörde Roskomnadsor beschuldigte die Wikimedia Foundation der Fälschungen von Nachrichten im Zusammenhang mit dem Ukrainekrieg und ergriff Maßnahmen gegen die Organisation aufgrund mutmaßlicher Verstöße gegen russisches Recht. Es würden durch die Wikipedia „verbotene Materialien, einschließlich Fälschungen über den Verlauf der speziellen Militäroperation auf dem Territorium der Ukraine“ genutzt. Laut Roskomnadsor sollten Nutzer zunächst mit Hilfe von Suchmaschinen gewarnt werden, dass Wikimedia gegen russisches Recht verstoße. Die Maßnahmen würden so lange in Kraft bleiben, bis die Organisation die russischen Gesetze vollständig einhalte, erklärte die Behörde.
Die US-Regierung kündigte die Lieferung vier weiterer HIMARS-Raketensysteme an die Ukraine an.
Russland gab an, ein Waffenlager in Soledar und eine Abschussrampe für Anti-Schiffs-Raketen Harpoon in Odessa zerstört zu haben.

### 21. Juli
Die US-Geheimdienste schätzen laut CIA, dass etwa 15.000 russische Soldaten im Krieg gefallen sind.
Energoatom, der ukrainische Betreiber des unter russischer Besatzung stehenden Kernkraftwerks Saporischschja, vermeldete, dass russische Streitkräfte im Maschinenraum eines Reaktors des Kraftwerks schwere Waffen und Munition lagern.
Der Präsident von Belarus, Aljaksandr Lukaschenka, warnte vor einer atomaren Eskalation des Ukrainekriegs und forderte die Ukraine auf, wieder Verhandlungen mit Russland aufzunehmen. Dmitri Medwedew propagierte, dass die Ukraine „die Reste staatlicher Souveränität verlieren und von der Weltkarte verschwinden könnte.“
Am 21. Juli 2022 setzte die EU ihr siebtes Sanktionspaket gegen Russland und Belarus in Kraft.
In einem Interview mit dem Wall Street Journal berichtete der ukrainische Präsident Wolodymyr Selenskyj, dass sich die Anzahl der täglich getöteten ukrainischen Soldaten von 100 bis 200 im Mai und Juni auf etwa 30 Gefallene pro Tag verringert habe.

### 22. Juli
Unter Vermittlung der Vereinten Nationen (in Person von UNO-Generalsekretär António Guterres) und der Türkei (in Person von Präsident Recep Tayyip Erdoğan) unterzeichneten Vertreter Russlands und der Ukraine in Istanbul getrennt voneinander Vereinbarungen über die Ausfuhr von Millionen Tonnen Getreide aus zuvor unter russischer Seeblockade stehenden ukrainischen Häfen. Aufgrund der Blockade konnten zwischen 20 und 25 Millionen Tonnen Getreide nicht aus der Ukraine verschifft werden. Vor der russischen Invasion war die Ukraine der weltweit viertgrößte Exporteur von Weizen und Mais. Die Vereinbarung sieht Lebensmittelexporte aus den drei wichtigen ukrainischen Häfen (Hafen Odessa, Tschornomorsk und Piwdenne) sowie einen Seehandelskorridor zwischen dem Festland der Ukraine und dem Bosporus vor. Dort, in türkischen Gewässern bei Istanbul, werden die Schiffe untersucht, um sicherzustellen, dass diese keine Waffentechnik und sonstige Rüstungsgüter geladen haben.
Die Ukraine hat nach Angaben beider Kriegsparteien einen Drohnenangriff auf beim Kernkraftwerk Saporischschja stationierte russische Truppen durchgeführt. Nach russischen Angaben haben ukrainische Truppen außerdem einen Angriff bei der von Russland kontrollierten Stadt Donezk vorgenommen.
Laut dem britischen Militärgeheimdienst greift Russland für eigene Angriffe vermehrt zu Flugabwehrraketen, weil Bodenraketen knapp seien.
Nach ukrainischen Angaben sind in der bei Wyssokopillja (in der umkämpften Oblast Cherson) mehr als 1000 russische Soldaten von ukrainischen Streitkräften eingekesselt worden. Ein am 21. Juli versuchter Durchbruch russischer Kräfte sei unterbunden worden. Der britische Militärgeheimdienst berichtet zu Kämpfen in der Oblast Cherson, dass im dort westlich vom Dnepr liegenden Gebiet Gefechte andauern. Das ukrainische Militär versuche außerdem, die bei der Oblasthauptstadt Cherson liegende Antoniwkabrücke zu zerstören, während russische Truppen versuchen, die Straßenbrücke durch Reparaturen intakt zu halten. Die Brücke sei entscheidend. Falls die russischen Streitkräfte den Dnepr nicht mehr überqueren könnten und russische Truppen, die die Stadt Cherson besetzt halten, deswegen abgeschnitten seien, sei dies für Russland ein Rückschlag im Kriegsverlauf. Stand 22. Juli sei die Brücke aber noch intakt und für Verkehr benutzbar gewesen.

### 23. Juli
Nach ukrainischen Angaben haben weniger als 24 Stunden nach dem Beschluss über den Export von Getreide russische Streitkräfte den Hafen von Odessa mit vier Kalibr-Raketen (von denen zwei abgefangen worden seien) angegriffen. Hatte Russland am 23. Juli gegenüber der Türkei bestritten, einen Angriff auf die Hafenstadt Odessa durchgeführt zu haben, behaupteten russische Ministerien einen Tag später, dass es dort einen Angriff auf Schiffe, Waffen und Infrastruktur des ukrainischen Militärs gegeben habe.
Die ukrainische Vizeverteidigungsministerin Hanna Maljar berichtet, dass mehr als 50.000 Frauen in den ukrainischen Streitkräften dienen, davon seien 38.000 Soldatinnen in militärischer Verwendung, der Rest im zivilen Bereich der Streitkräfte beschäftigt. Über 5000 Soldatinnen seien aktuell an der Front eingesetzt.

### 24. Juli
In der Ostukraine bereiten russische Truppen nach britischen und ukrainischen Angaben einen Angriff auf Bachmut vor.
Die Geheimdienstabteilung des ukrainischen Verteidigungsministeriums bat über den Instant Messenger Telegram eindringlich um Aufklärungshilfe zu Positionen feindlicher Truppen und Kollaborateure bei der im zentralen Süden liegenden Stadt Enerhodar, wo sich auch das Kernkraftwerk Saporischschja befindet.
Der russische Außenminister Sergei Lawrow bestätigt im Gegensatz zu früheren Angaben erstmals, dass Russland den Sturz der ukrainischen Regierung anstrebe: „Wir helfen dem ukrainischen Volk auf jeden Fall, sich von dem absolut volks- und geschichtsfeindlichen Regime zu befreien.“ Das russische und ukrainische Volk würden künftig zusammenleben.
Ein von Alexander Bastrykin geleiteter russischer Untersuchungsausschuss kündigte an, über 200 ukrainische Kriegsgefangene vor einem „internationalen Tribunal“, das u. a. von Bolivien, Iran und Syrien anerkannt sei, wegen angeblicher Verbrechen gegen die Menschlichkeit anzuklagen.

### 25. Juli
Ukrainische Truppen haben nach Angaben des ukrainischen Verteidigungsministers Oleksij Resnikow mit US-Präzisionsraketen 50 russische Munitionsdepots zerstört.
Nach Gebietsverlusten im Donbass hat der ukrainische Präsident Wolodymyr Selenskyj den für die Ostukraine zuständigen Kommandeur der ukrainischen Streitkräfte Generalmajor Hryhorij Halahan gegen Wiktor Horenko ausgewechselt.
Der russische Staatskonzern Gazprom kündigte an, den Betrieb der nach Deutschland führenden Erdgasleitung Nord Stream 1 ab dem 27. Juli wegen der Wartung einer weiteren Turbine auszusetzen. Die Lieferung würde auf 33 Millionen Kubikmeter pro Tag verringert, was einer Transportkapazität von etwa 20 Prozent der vollen Auslastung entspricht.
Gerhard Schröder reiste aufgrund reduzierter russischer Gaslieferungen durch die Pipeline Nord Stream 1 als Vermittler zwischen Deutschland und Russland nach Moskau.

### 26. Juli
Die Europäische Union verlängerte ihre Sanktionen gegen Russland um weitere sechs Monate bis Ende Januar 2023. Großbritannien verhängte weitere 42 Strafmaßnahmen, u. a. wurden Vermögenswerte von russischen Gouverneuren eingefroren. Nach der Lockerung von bestimmten Sanktionen traf der erste Güterzug mit zuvor sanktionierten Waren in der russischen Exklave Kaliningrad ein.
Bei Kostjantyniwka hat russisches Militär nach Angaben des russischen Verteidigungsministeriums eine Basis der Internationalen Legion der Territorialverteidigung der Ukraine mit Raketen angegriffen und dutzende Soldaten getötet.
Söldner der Gruppe Wagner haben nach russischen Angaben das größte Kohlekraftwerk der Ukraine (bei Switlodarsk) erobert. Dem ukrainischen Generalstab zufolge gab es Gefechte beim Dorf Semyhirja (bei Bachmut). Dort seien Angriffe auf den östlichen Rand der ukrainischen Verteidigungslinie Siwersk – Soledar – Bachmut zurückgeschlagen worden.
Russland warf der Ukraine vor, in der Region Donezk ein Treibstofflager in Brand geschossen und die Hafenregion Mykolajiw mit Flugzeugen und Raketen angegriffen zu haben. Auch die Region Odessa sei erneut Ziel eines Raketenbeschusses geworden. Russland gab an, in den Regionen Donezk und Mykolajiw acht Depots zerstört zu haben.
Die russische Raumfahrtbehörde kündigte an, sich nach 2024 nicht mehr an der ISS zu beteiligen.

### 27. Juli
Das ukrainische Militär hatte nach Angaben beider Kriegsparteien die bei Cherson liegende Antoniwkabrücke – einen strategisch wichtigen Nachschubweg für russische Truppen westlich des Dnepr – bombardiert und beschädigt. Der britische Militärgeheimdienst gab an, dass die Ukraine zudem zwei weitere Brücken über den Dnepr beschädigt habe, auf die Russland angewiesen sei, um seine besetzten Gebiete westlich des Flusses zu versorgen. Nach russischen Angaben wurden 21 „Komplizen“ der ukrainischen Armee festgenommen und dabei Waffen, Sprengstoff und Munition in den Regionen Chersons und Saporischschjas sichergestellt.
Bei einem russischen Angriff auf die umkämpfte Stadt Bachmut gab es Tote und Verletzte.
Infolge des Angriffskriegs wurden Russland und Belarus von der kommenden Tischtennisweltmeisterschaft, die vom 30. September bis 9. Oktober 2022 in Chengdu stattfinden soll, ausgeschlossen. Bereits am 1. März wurden beide Länder von allen internationalen Wettbewerben ausgeschlossen.

### 28. Juli
Einem Berater des ukrainischen Präsidenten Wolodymyr Selenskyj zufolge verlegt Russland seine Truppen deutlich in Richtung der Rajons Melitopol, Cherson und Saporischschja.
Hatte CIA-Direktor William Joseph Burns noch eine Woche zuvor berichtet, dass laut US-Geheimdiensten 15.000 russische Soldaten getötet und 45.000 verwundet sein könnten, wurde der US-Kongress von der Regierung informiert, dass über 75.000 Russen verwundet oder gefallen seien. Der Chef der CIA gab ergänzend an, dass seine Schätzung von 15.000 gefallenen russischen Soldaten „konservativ“ sei.
Bei ukrainischem Beschuss sollen in Donezk vier Menschen getötet und elf verletzt worden sein. Unterdessen soll Russland seine Raketenschläge verschärft und dabei erstmals seit Wochen die Regionen Kiew und Tschernihiw ins Visier genommen haben. Auch Charkiw wurde beschossen. In Donezk näherten sich die Kämpfe weiterhin den Städten Bachmut und Soledar.
Der britische Militärgeheimdienst berichtete über ukrainische Luftschläge des Vortags auf Dnepr-Brücken, dass die Antoniwkabrücke sowie zwei weitere wegen ihrer Beschädigungen unpassierbar und die russischen Truppen westlich des Flusses nun abgeschnitten und daher verwundbar seien. Müsste Russland die Besetzung von Cherson aufgeben, würde dies Versuche Russlands untergraben, die Invasion als Erfolg darzustellen.

### 29. Juli
Nach einer Explosion in der Nacht auf den 29. Juli brannte ein Gefängnisteil in Oleniwka, in der von pro-russischen Separatisten besetzten Donezk-Region, aus. Dabei starben 50 ukrainische Kriegsgefangene; über die Anzahl der Verletzten gibt es unterschiedliche Angaben. Angaben beider Seite gemein ist, dass es 130 Verletzte gegeben haben könnte. Der ukrainische Generalstab und der ukrainische Präsident beschuldigten Russland, mit dem Angriff Folter von Gefangenen und Hinrichtungen verschleiern zu wollen.
Der Inlandsgeheimdienst der Ukraine veröffentlichte einen Telefonmitschnitt eines angeblich abgehörten Telefonats und verwies auf Fotos, die darauf hindeuteten, dass Sprengstoff am Gebäude angebracht worden sei.
Demzufolge sei der Angriff auf das Gefängnis von der Gruppe Wagner ausgeführt worden.
Der ukrainische Militärgeheimdienst gab an, dass sich die Explosionen in einem neu errichteten Gebäude ereignet hätten, das speziell für die Kriegsgefangenen hergerichtet worden sei. Er beschuldigte die Wagner-Gruppe, mit der Explosion Spuren von Unterschlagung beim Bau des Gebäudes vor einer anstehenden Inspektion verwischen zu wollen.
Prorussische Separatisten hingegen bezichtigten die Ukraine, für den Angriff verantwortlich zu sein. Das russische Verteidigungsministerium behauptete ferner, dass ukrainische Streitkräfte das Gefängnis mittels HIMARS beschossen hätten. Die Ukraine wies die Anschuldigungen zurück; HIMARS seien Präzisionswaffen, und man bombardiere „schon gar nicht Plätze, an denen wahrscheinlich gefangene Waffenbrüder festgehalten“ würden.
Der britische Militärgeheimdienst berichtete, dass die Gruppe Wagner wegen Personalproblemen russischer Streitkräfte den Kampfeinsatz an einzelnen Frontabschnitten übernommen habe.
Erstmals seit Invasionsbeginn telefonierten die Außenminister Russlands, Sergei Lawrow, und der USA, Antony Blinken, miteinander.
Am 29. Juli beschossen russische Truppen ein Wohngebiet in Mykolajiw mit Splitterbomben, sieben Menschen starben. Weitere wurden teils schwer bis schwerst verletzt. Zwei Ukrainer starben in Kramatorsk.

### 30. Juli
Ukraines Präsident Selenskyj ordnete eine verpflichtende Evakuierung hunderttausender Einwohner des unter ukrainischer Kontrolle stehenden Teils der Region Donezk an. In einer Ansprache rief er eindringlich zur Flucht auf und führte dies sowohl auf das fortgesetzte Kriegstreiben Russlands als auch auf absehbare Heizprobleme im Winter zurück, da durch den Krieg Gasleitungen im Gebiet zerstört seien.

### 31. Juli
Russlands Präsident Putin setzte eine neue Militärdoktrin für die Seekriegsflotte in Kraft. Als die „größten Bedrohungen für die nationale Sicherheit Russlands“ werden die Vereinigten Staaten und die NATO genannt; letztere habe sich mit ihrer „militärischen Infrastruktur“ den russischen Grenzen angenähert.
Bei einem nächtlichen Bombenangriff auf Mykolajiw wurden Oleksij Wadaturskyj, Gründer und Eigentümer von Nibulon, einem der größten Getreidehandelsunternehmen des Landes, und seine Ehefrau in ihrem Wohnhaus getötet.

## August 2022

### 1. August

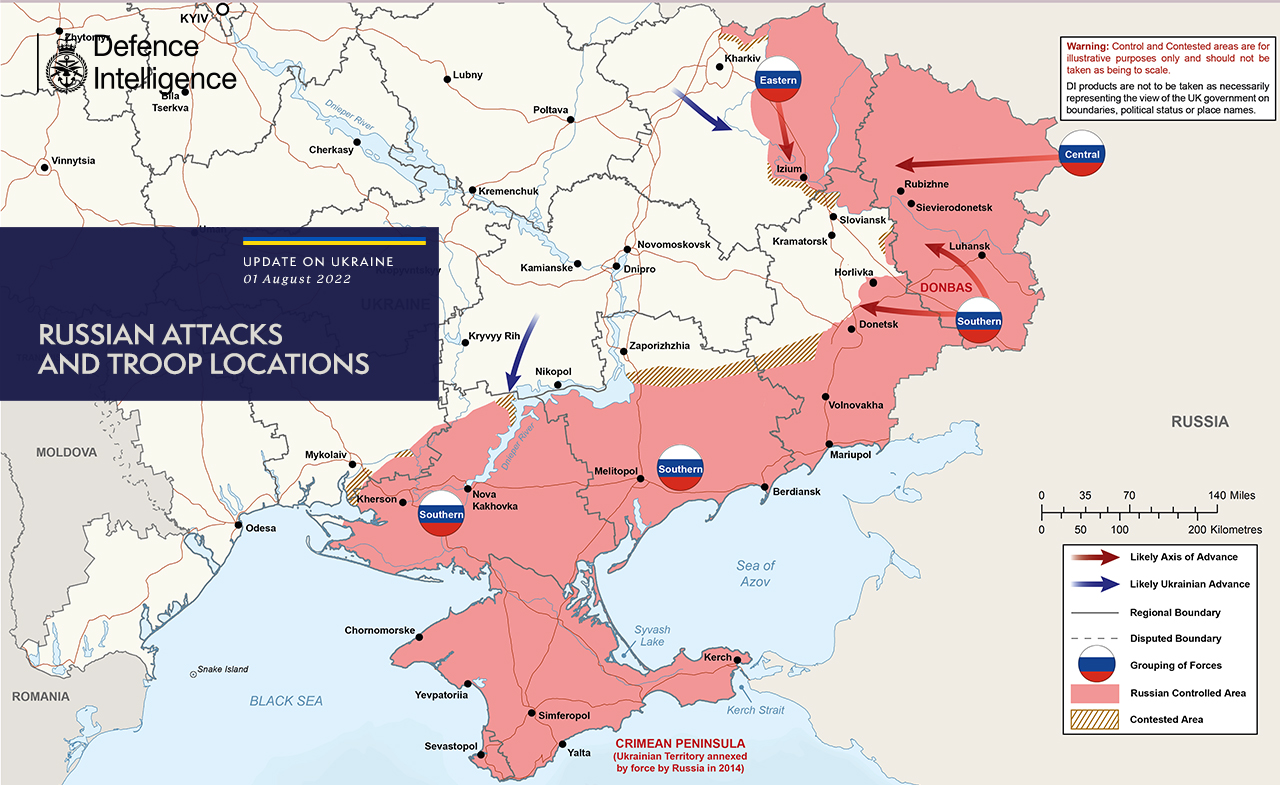
Lagebild in einer Veröffentlichung des britischen Verteidigungsministeriums am 1. August 2022

In Mykolajiw geriet ein Unfallkrankenhaus unter russischen Beschuss; zerstört wurden ein Lager für Medikamente und Rettungsfahrzeuge.

### 2. August

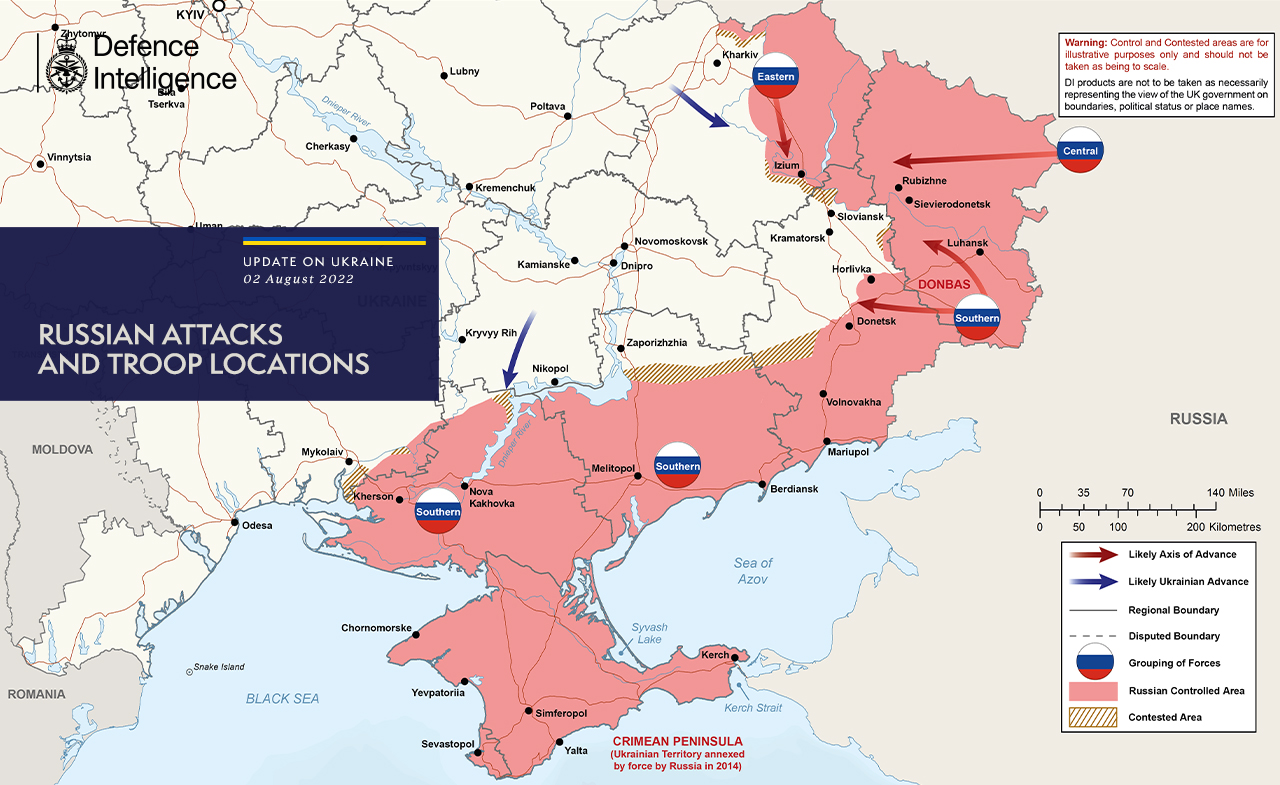
Lagebild in einer Veröffentlichung des britischen Verteidigungsministeriums am 2. August 2022

Die Ukraine begann zum Schutz der Zivilbevölkerung deren Evakuierung aus der Oblast Donezk. Der Politikwissenschaftler Dmitri Snegirew stellte klar, dass dort „alle kritischen Infrastruktureinrichtungen, die das Überleben sicherstellten, […] tatsächlich zerstört“ seien. Im Blick auf die winterliche Heizperiode sei es unmöglich, die Menschen zu versorgen. Um die politische Ausschlachtung zu vermeiden und weder dem Feind noch „nützlichen Idioten“ innerhalb der ukrainischen Gesellschaft einen Grund zu geben, die Situation auszunutzen, sei die Entscheidung zur Evakuierung getroffen worden.
Russische Truppen hatten laut lokaler Informationen in der Nacht das Wohnheimgebäude der Universität Mykolajiw beschossen.

### 3. August
Seit Kriegsbeginn sind nach Angaben des UNHCR mehr als 10 Millionen Menschen aus der Ukraine ausgereist. Im Zeitraum bis Anfang August kehrten 4,27 Millionen Menschen ins Land zurück (keine Angaben zu Einreisen aus Russland erhältlich).

### 4. August

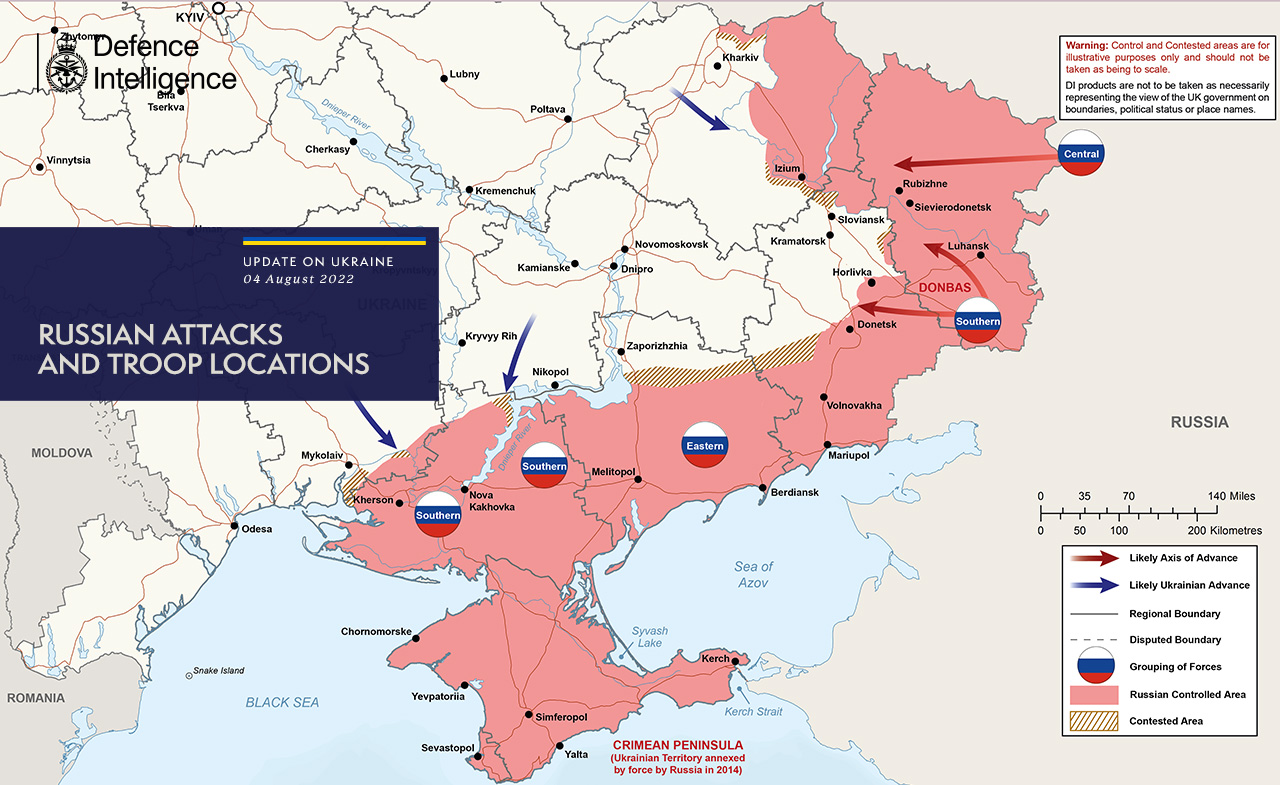
Lagebild in einer Veröffentlichung des britischen Verteidigungsministeriums am 4. August 2022

Die Menschenrechtsorganisation Amnesty International veröffentlichte einen Bericht, dem zufolge die Ukraine Zivilisten gefährde, indem sie Truppen in Wohngebieten stationiere. Die Vorwürfe stützten sich auf Angaben von Amnesty-Angehörigen, die zwischen April und Juli 2022 Zeugen derartiger Operationen geworden seien. Amnesty habe ein „Muster dokumentiert, nach dem ukrainische Streitkräfte Zivilisten in Gefahr bringen und Kriegsregeln verletzen, wenn sie in bewohnten Gebieten agieren“. Amnesty erklärte auch, dass die ukrainischen Verstöße gegen Kriegsrecht „in keiner Weise die vielen wahllosen Schläge des russischen Militärs mit zivilen Opfern“, die Amnesty in den vergangenen Monaten dokumentiert habe, rechtfertigen. Zudem stellte Amnesty klar, dass es sich in einigen dokumentierten Fällen russischer Kriegsverbrechen eben gerade nicht um Ereignisse handle, welche mit Stationierungen von ukrainischen Truppen zu tun gehabt hätten. Nicht nur der ukrainische Präsident und Regierungsvertreter verurteilten den Bericht und wiesen die Vorwürfe zurück, sondern auch Oleksandr Pavlichenko, Vorsitzender der ukrainischen Helsinki-Menschenrechtsunion sowie insbesondere das örtliche Büro von Amnesty, welches die Veröffentlichung ablehnte, weil sie „einseitig und unvollständig“ sei; die Leiterin des Büros trat zurück; die Bürokratie von Amnesty unterstütze die russische Propaganda. Boyd van Dijk, der zur Entstehung der Genfer Konventionen publiziert hatte, twitterte ebenfalls Kritik an Amnesty; unfair sei es, relativ kleine Verletzungen durch die Truppen der sich verteidigenden Ukraine mit massiven Verletzungen durch Russland zu vergleichen, welches angreift. Das IHL sei keine Checkliste, der Amnesty Report gebrauche es trotzdem in dieser Weise. Die unabhängige russische Agentur Meduza machte auf die problematischen Auslassungen aufmerksam, welche bei den Zitaten aus dem Bericht speziell von der russischen Propaganda gemacht wurden. Die Verwendung des Berichts in der russischen Propaganda stehe im Kontrast zur gesperrten Seite von Amnesty in Russland.

### 5. August

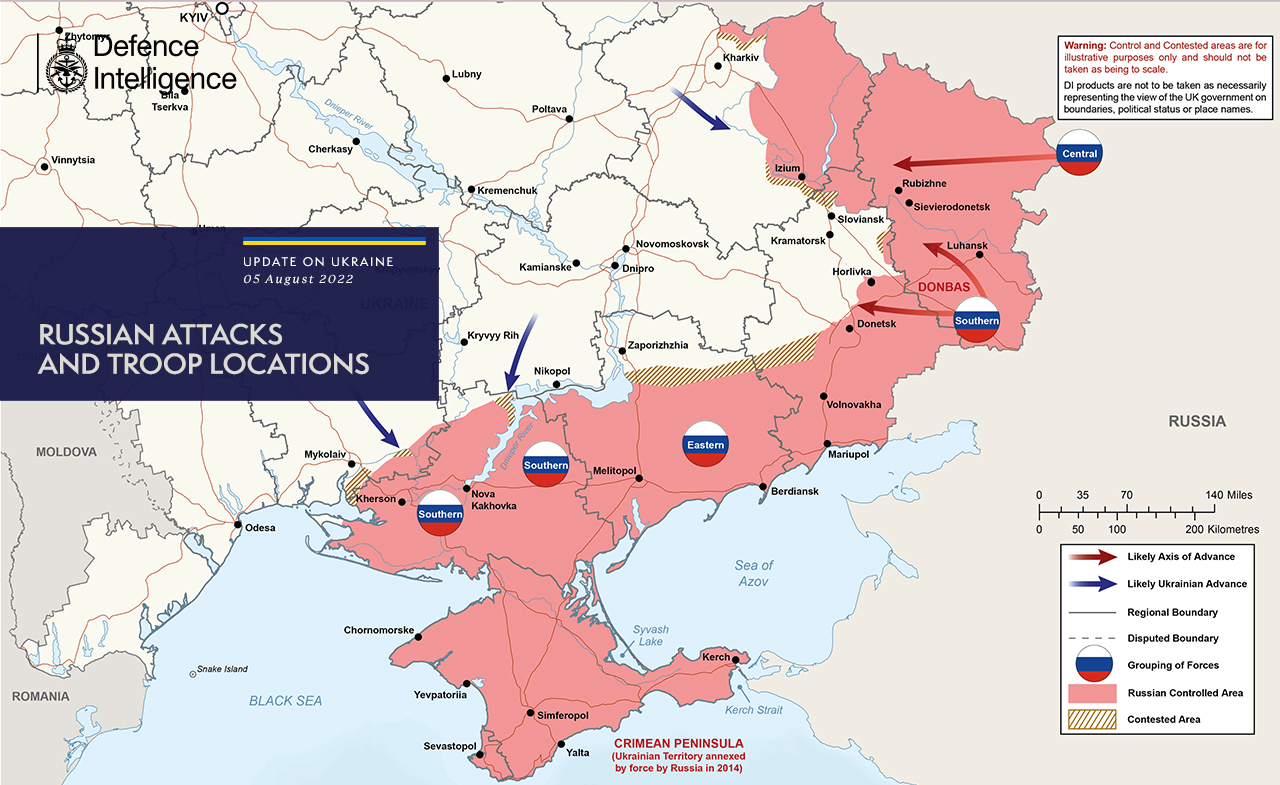
Lagebild in einer Veröffentlichung des britischen Verteidigungsministeriums am 5. August 2022

Die Ukraine musste Stellungen in Pisky nahe dem Flughafen Donezk aufgeben, welche fünf Monate des Krieges standgehalten hatten. Täglich seien 6.500 russische Granaten auf diese Stellungen niedergegangen, so ein Truppenanführer; Präsident Selenskyj hatte es „schlicht die Hölle“ genannt. Es fehlte der Ukraine dort komplett an schweren Waffen wie Artillerie für Gegenfeuer.
Erstmals seit dem Beginn der russischen Invasion in die Ukraine traf sich mit Recep Tayyip Erdoğan aus der Türkei ein Staatsführer eines NATO-Staates mit dem Präsidenten Russlands Wladimir Putin. Ort des Treffens war Sotschi. Der russischen Regierung zufolge schlossen die Präsidenten eine Wirtschafts- und Energievereinbarung. Auf der Agenda des Treffens hatten unter anderem die Situation in Syrien und eine militärtechnische Kooperation gestanden.

### 6. August
Am 6. August berichtete der britische Militärgeheimdienst, dass die russischen Streitkräfte mit einer groß angelegten Verlegung ihrer Einheiten aus der Donbas-Region an eine fast 350 Kilometer lange Front, die sich entlang des Dnjepr-Flusses von Saporischschja bis nach Cherson erstreckt, begonnen haben. Außerdem seien russische BTGs auf der Krim zusammengestellt worden, die „sehr wahrscheinlich“ zur Verstärkung der Truppen im bereits besetzten Cherson gedacht seien. Die ukrainischen Streitkräfte beschießen dem britischen Geheimdienst zufolge Brücken, insbesondere in Richtung Krim führende Eisenbahnverbindungen und Munitionsdepots im von russischen Truppen besetzten südlichen Teil der Ukraine. Im Gebiet Cherson erzielen ukrainische Truppen nach britischen Angaben Geländegewinne.
Die ukrainischen Truppen haben nach eigenen Angaben mehrere russische Waffen- und Munitionsdepots sowie zwei Kommandopunkte in der Oblast Cherson zerstört. Sie berichteten außerdem, dass russische Truppen mit Panzern und Artillerie die in der Oblast Donezk liegende Stadt Bachmut einzunehmen versuchen. Bachmut stellt im Krieg neben den Städten Siwersk und Soledar eine Verteidigungslinie der ukrainischen Streitkräfte dar, da sich im Gebiet westlich von jener Linie (im Ballungsraum Slowjansk und Kramatorsk) das Hauptquartier der ukrainischen Truppen für die Ostukraine befindet. Russische Truppen halten Stand Anfang August etwa 60 Prozent der Oblast Donezk besetzt.

### 9. August

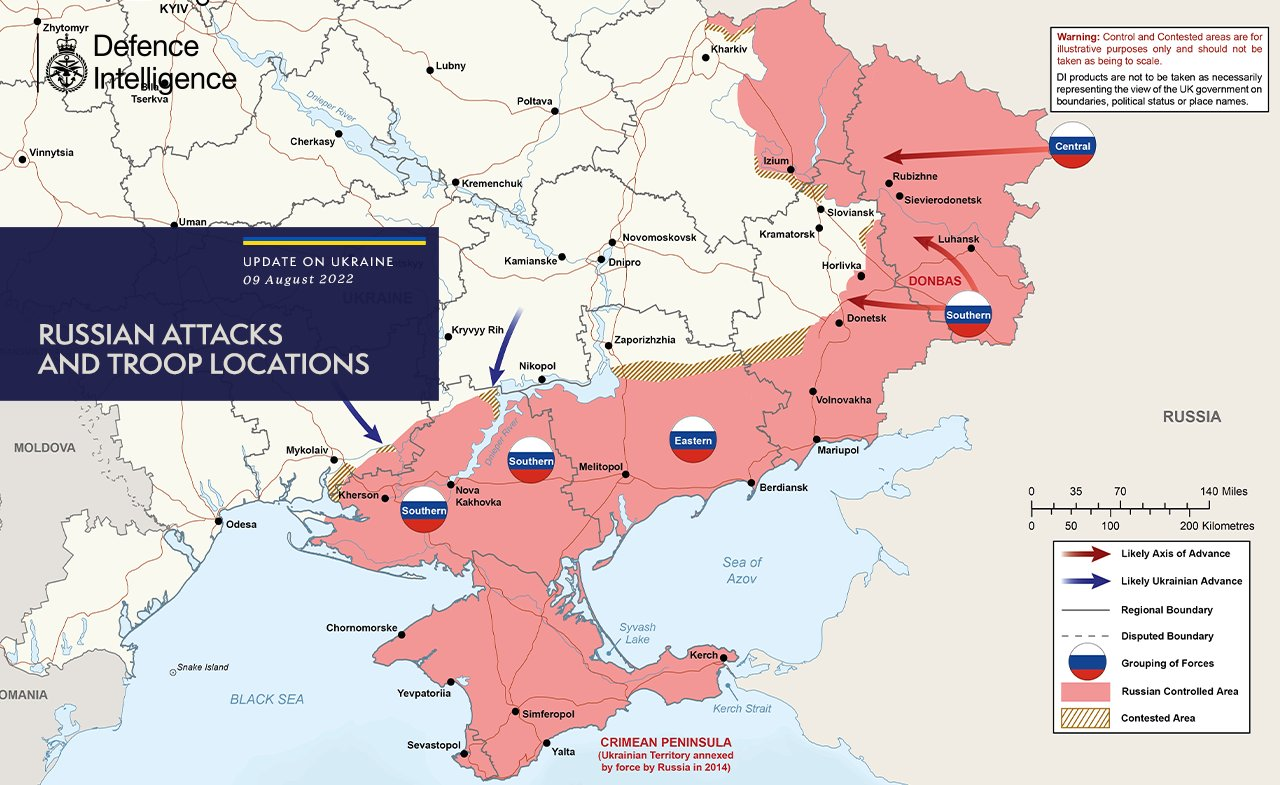
Lagebild in einer Veröffentlichung des britischen Verteidigungsministeriums am 9. August 2022

Am Nachmittag erfolgten mehrere Explosionen auf dem Militärflugplatz von Nowofedoriwka bei Saky auf der Krim. Die russischen Erklärungen dazu umfassten die Explosion eines Munitionsdepots und diesbezüglich Fahrlässigkeit im Umgang mit Brandvorschriften, Pfuscherei als auch Sabotage, während die Ukraine eine Partisanenaktion suggerierte. Nach ukrainischen Angaben wurden bei den Explosionen mindestens zehn Flugzeuge zerstört. Es hätten sich auf dem Militärflughafen Kampfflugzeuge des Typs Suchoi Su-30M und Su-24 sowie Transportflugzeuge vom Typ Iljuschin Il-76 befunden. Vor der Krim-Brücke bildete sich ein Stau in Richtung russisches Festland durch russische Autofahrer, die überstürzt ihren Urlaub auf der Krim abbrachen.
Nach Angaben des ukrainischen Kernkraftwerksbetreibers Energoatom wurden in der Zeit zwischen dem 7. und 9. August drei von vier Stromleitungen des unter russischer Besatzung stehenden ukrainischen Kernkraftwerks Saporischschja in der Absicht beschädigt, das Kraftwerk vom ukrainischen Stromnetz zu trennen und mit dem russischen Stromnetz zu verbinden. Die russische Besatzung des Kernkraftwerks Saporischschja erhalte die Vorgaben vom russischen Kernkraftkonzern Rosatom. Sollte die letzte Verbindung gekappt werden, ist nach Angaben von Energoatom die Sicherheit des Kraftwerks von Diesel-Generatoren abhängig.
Russland hat eigenen Angaben zufolge für den Iran einen militärischen Überwachungssatelliten namens Chayyam in den Weltraum geflogen. Nach US-amerikanischen Angaben werde Russland den Satelliten zunächst für seinen Krieg in der Ukraine selbst nutzen.
Der ukrainische Geheimdienst hat nach eigenen Angaben einen Anschlag russischer Spione auf Verteidigungsminister Oleksij Resnikow und den Chef des ukrainischen Militärgeheimdienstes, Kyrylo Budanow, vereitelt.

### 10. August

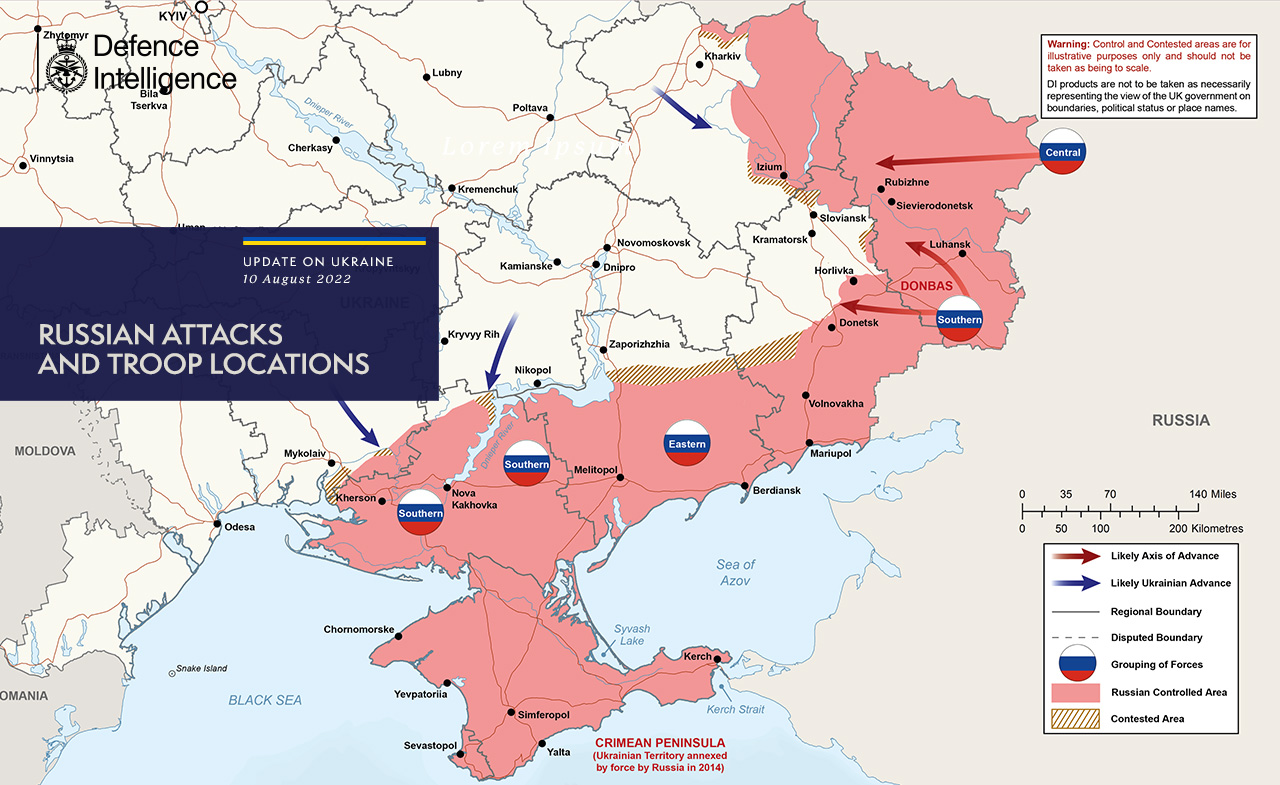
Lagebild in einer Veröffentlichung des britischen Verteidigungsministeriums am 10. August 2022

In der Nacht auf den 10. August wurden laut ukrainischen Angaben in Marhanez mindestens 13 Einwohner durch russischen Beschuss getötet.
Die ukrainischen Streitkräfte haben eigenen Angaben zufolge die bei Nowa Kachowka liegende Dneprbrücke am Kachowkaer Stausee so weit beschädigt, dass sie nicht mehr benutzbar ist. Sollten die Angaben stimmen, hätte die ukrainische Armee ihr Ziel erreicht, alle drei Dneprbrücken in der Oblast Cherson zu beschädigen, um eine weitere Invasion der russischen Streitkräfte in die Oblast zu erschweren sowie die sich westlich des Dnepr befindlichen Besatzungstruppen von ihren Versorgungslinien abzuschneiden.
Nach Einschätzung britischer Geheimdienste hat Russland Schwierigkeiten, 15.000 bis 20.000 Freiwillige für ein geplantes 3. Armeekorps zu rekrutieren. Der Geheimdienst prognostizierte, dass das Korps voraussichtlich nicht auf die angedachte Personenstärke anwachsen werde und daher keinen entscheidenden Einfluss auf den Kriegsverlauf werde nehmen können.

### 11. August

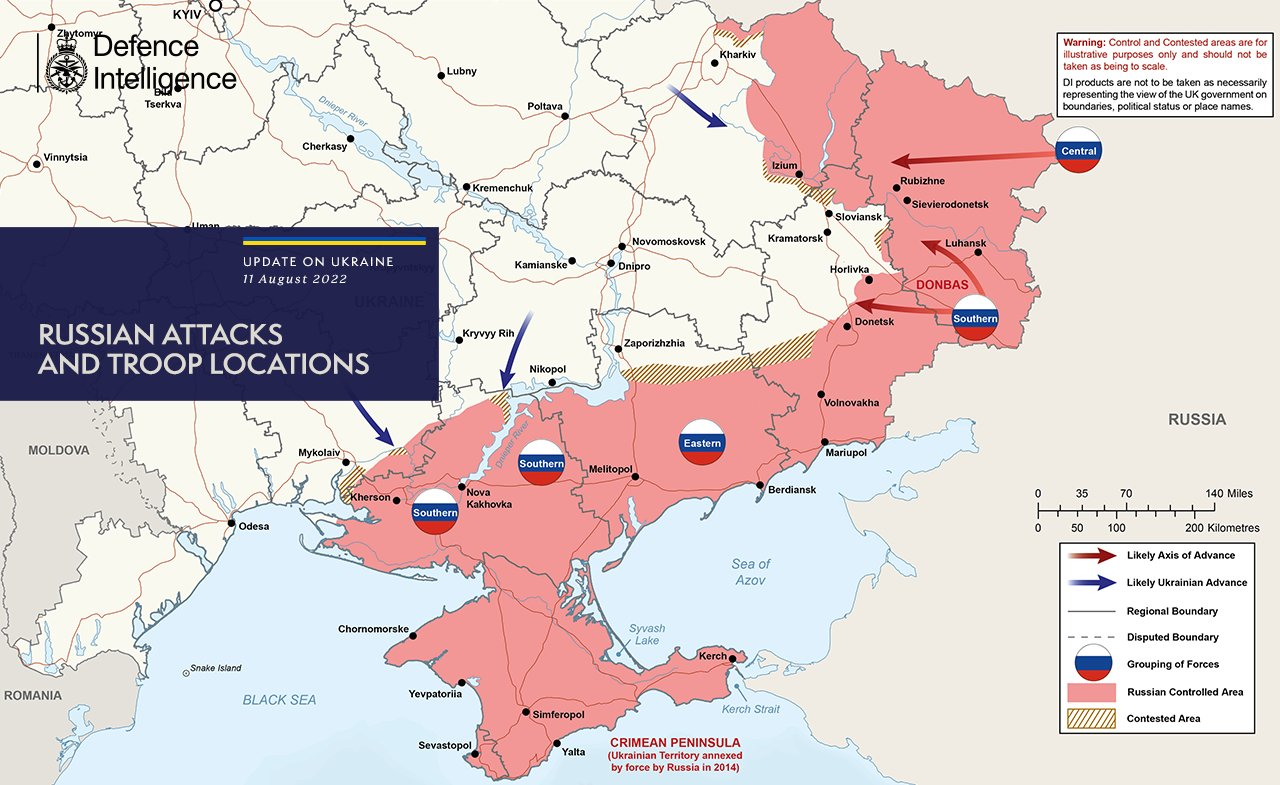
Lagebild in einer Veröffentlichung des britischen Verteidigungsministeriums am 11. August 2022

Nach Angaben der ukrainischen Armee hat Russland die Zahl der Luftangriffe auf ukrainische Militärstellungen und zivile Infrastrukturen im Vergleich zur Vorwoche verdoppelt. Die Treffsicherheit der Angriffe sei jedoch gering. Die russischen Flugzeuge und Hubschrauber flogen auf Distanz, um nicht in die Reichweite der ukrainischen Luftabwehr zu kommen.
Nach Einschätzung des britischen Militärgeheimdienstes kommen die russischen Waffenhersteller wegen der außerordentlichen Nachfrage der eigenen Streitkräfte in der Ukraine bei der Produktion nicht mehr hinterher.
Am 11. August wurde das Gelände des Kernkraftwerks Saporischschja laut Meldung von Energoatom und TASS erneut mehrmals beschossen. Ein Geschoss sei laut Energoatom nahe dem Lager von radioaktivem Material eingeschlagen. Während Energoatom Russland für den Beschuss verantwortlich machte, meldete TASS unter Berufung auf die russische Besatzung, dass die Ukraine für den Beschuss verantwortlich sei. Stand August 2022 lagern auf dem Werksgelände 40 Tonnen angereichertes Uran und 30 Tonnen Plutonium.
Laut Schätzungen von US-amerikanischen Geheimdienst- und Militärbeamtem verzeichnet Russland täglich (Verwundete und Gefallene zusammengenommen) 500 Verluste.

### 12. August

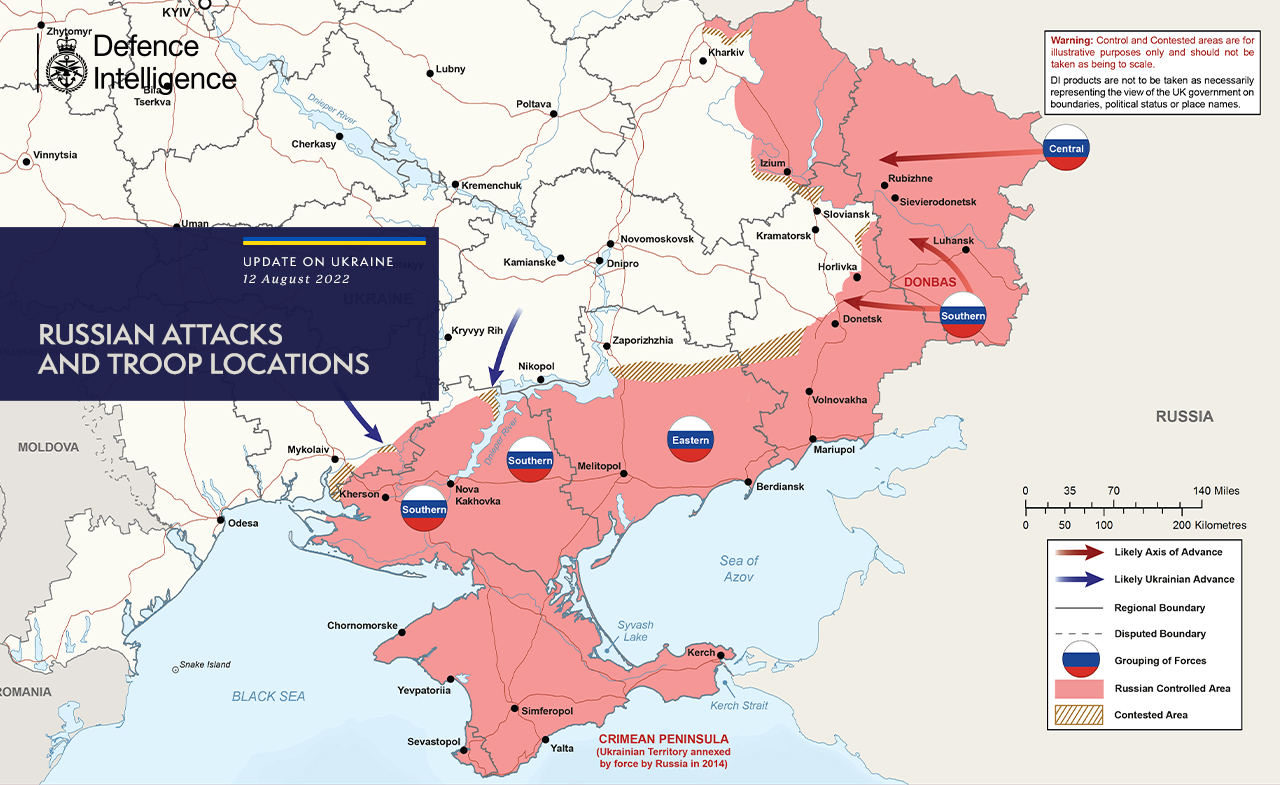
Lagebild in einer Veröffentlichung des britischen Verteidigungsministeriums am 12. August 2022

Der britische Militärgeheimdienst kam am 12. August zu der Einschätzung, dass die am 9. August erfolgten Explosionen auf dem Militärflugplatz Saky die Luftraum-Einsatzmöglichkeiten der Schwarzmeerflotte erheblich geschwächt haben. Es seien laut britischem Militärgeheimdienst fünf Kampfbomber Suchoi Su-24 und drei Mehrzweckflugzeuge Suchoi Su-30 zerstört oder schwer beschädigt worden. Die Ukraine hatte angegeben, es seien am 9. August durch die Explosionen 10 Flugzeuge zerstört worden.
Nach ukrainischen Militärangaben hat Russland in der Ostukraine bei Angriffen bei Horliwka–Sajzewe Geländegewinne erzielen können. Außerdem wurden Kämpfe vor Donezk und südlich von Bachmut gemeldet. In beiden letztgenannten Fällen halten die Gefechte den ukrainischen Angaben nach an. Das ukrainische Militär gab auch an, in der Ostukraine andere Stellungen verteidigt zu haben.

### 14. August
Im Gebiet um die seit 2014 von prorussischen Kräften regierte Hauptstadt Donezk versuchten die prorussischen Kräfte vorzurücken. Besonders umkämpft war laut britischem Geheimdienst seit geraumer Zeit das nordwestlich vor Donezk liegende Dorf Pisky. Russland habe außerdem im Westen von Donezk die Kontrolle über die ehemalige Fernstraße M 04 (eine nach Donezk führende Hauptverkehrsader) zu erlangen versucht. Eigenen Behauptungen zufolge hatte die russische Armee Dutzende Ortschaften im Osten der Ukraine, insbesondere solche in der Oblast Donezk, beschossen. Im benachbarten Gebiet Charkiw habe sie die Ortschaft Udy eingenommen. Der ukrainische Generalstab gab an, dass russische Angriffe in Richtung Slowjansk abgewehrt worden seien.
Die ukrainischen Streitkräfte führten einen Distanzangriff auf einen in Popasna eingerichteten Stützpunkt der Söldnerorganisation Wagner, der als Hauptquartier für die Region Luhansk diente, aus.
In einer Erklärung des Europäischen Auswärtigen Dienstes bei den UN-Organisationen in Wien fordern insgesamt 42 Staaten (darunter alle EU-Mitglieder) Russland zum sofortigen Truppenabzug aus der Ukraine und zum Ende des Angriffskrieges auf.

### 15. August

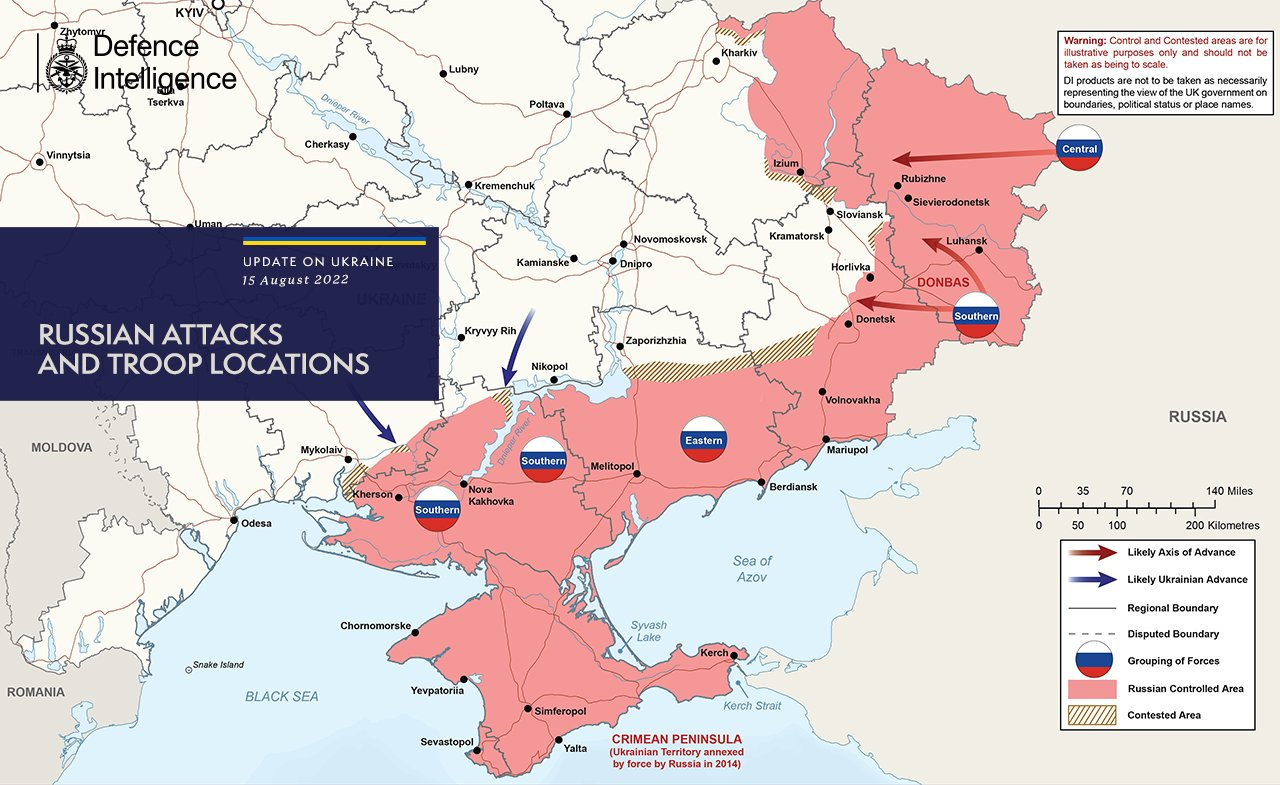
Lagebild in einer Veröffentlichung des britischen Verteidigungsministeriums am 15. August 2022

Die russischen Streitkräfte haben eigenen Angaben zufolge in der Oblast Cherson mehr als 420 ukrainische Soldaten und in der Oblast Charkiw mehr als 100 Soldaten der Internationalen Legion der Territorialverteidigung der Ukraine getötet.
Die ukrainische Armee berichtete, dass sie russische Angriffe bei Bachmut, Soledar, Slowjansk, Wuhledar, Pisky und Perwomajske abgewehrt habe. Stellungen der ukrainischen Streitkräfte seien eigenen Angaben zufolge entlang der gesamten Front mit Artillerie und vereinzelt durch russische Flugzeuge beschossen worden.
Nach Auskunft eines Kraftwerksmitarbeiters des Kernkraftwerks Saporischschja hat sich die Lage vor Ort weiter verschärft; ein Beschuss des AKW-Geländes ereigne sich mittlerweile ständig.
Das ukrainische Parlament verlängerte das bei Kriegsbeginn verhängte Kriegsrecht und die allgemeine Mobilmachung um weitere 90 Tage, bis zum 21. November.

### 16. August

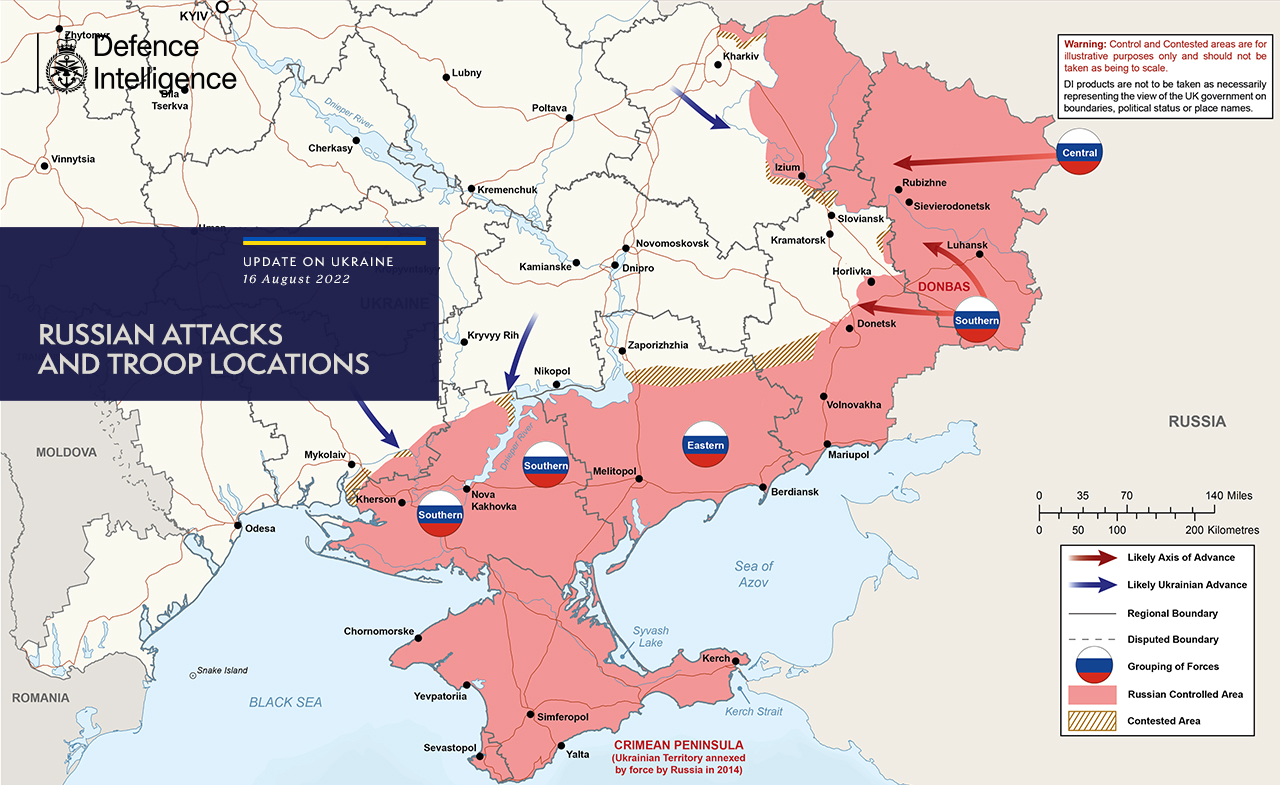
Lagebild in einer Veröffentlichung des britischen Verteidigungsministeriums am 16. August 2022

Erneut ereigneten sich Explosionen auf der annektierten Halbinsel Krim, dabei wurde ein Munitionslager zerstört, bei einem Umspannwerk sowie auf einem Flugplatz in Simferopol brannte es, eine Eisenbahnlinie war unterbrochen. Die daraufhin propagierte Festnahme von sechs Männern der islamistischen Organisation Hizb ut-Tahrir wird als russische Inszenierung angesehen.
Nach Darstellung des ukrainischen Generalstabs versuchten russische Truppen erfolglos ukrainische Verteidigungsstellungen in der Region Charkiw zu durchbrechen.
Der Gouverneur der Oblast Charkiw beklagte durch russische Luftangriffe getötete Zivilisten und Verletzte. Es habe sich in der Nacht auf den 16. August um einen der „massivsten Beschüsse Charkiws in den vergangenen Tagen“ gehandelt. Die Menschenrechtsorganisation Human Rights Watch warf den russischen Streitkräften bezüglich der Angriffe auf Charkiw erneut Verstöße gegen das humanitäre Völkerrecht und das Kriegsvölkerrecht vor.

### 17. August

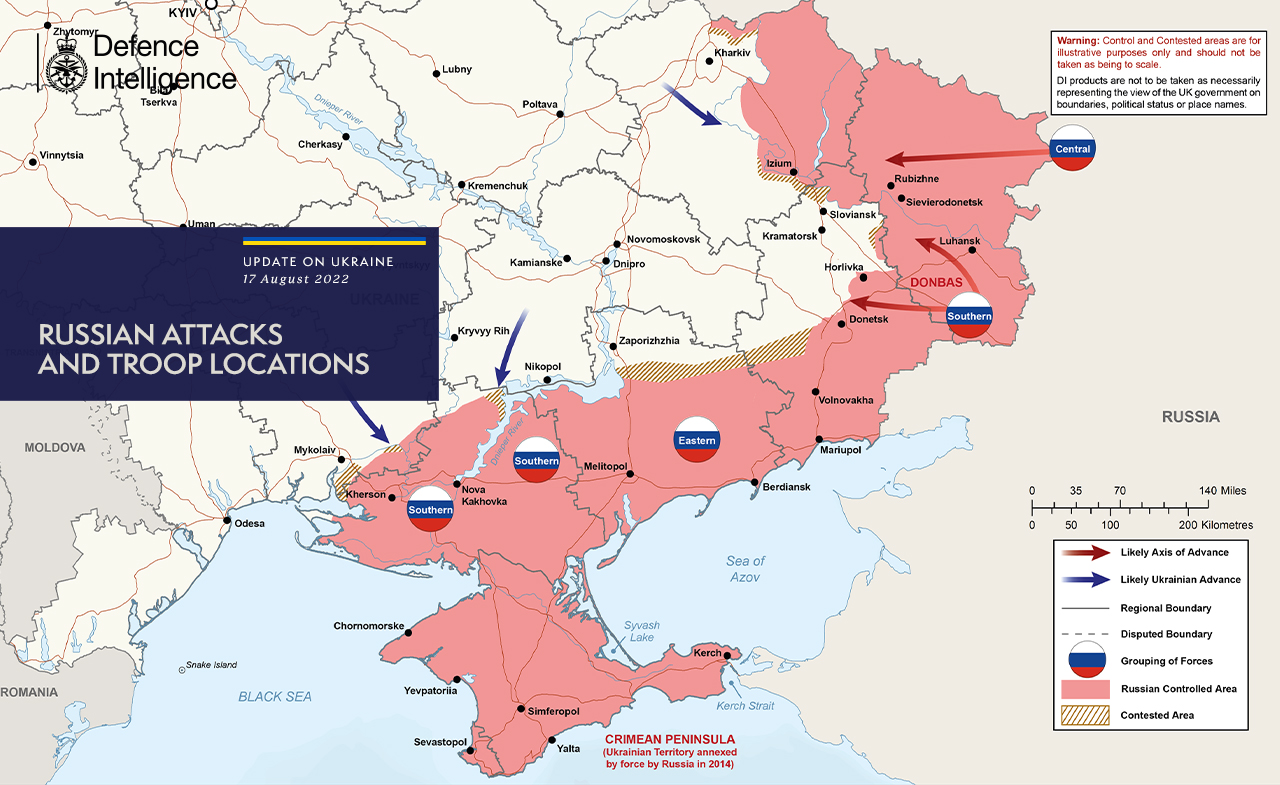
Lagebild des britischen Verteidigungsministeriums vom 17. August 2022

Zum ersten Mal wird ein ausführlicher Bericht eines beteiligten russischen Soldaten über den Beginn der Invasion veröffentlicht. Der inzwischen aus seiner Heimat Geflohene berichtet von Chaos, Ausrüstungs- und Organisationsmängeln in der russischen Armee.
Beim abendlichen Beschuss von Zielen in Wohngebieten von Charkiw und Umgebung starben 17 Menschen, während die russische Propaganda behauptete, die Angriffe hätte 90 ausländische Freiwillige getötet.
Bei Kämpfen in der Oblast Donezk verzeichneten russische Truppen nach ukrainischer Darstellung bei zwei Ortschaften Geländegewinne, während russische Angriffe auf die strategisch wichtigen Städte Slowjansk, Soledar und Bachmut abgewehrt worden seien. In den Gebieten Charkiw und Cherson seien Vorstöße der Russen ebenfalls gescheitert.

### 18. August

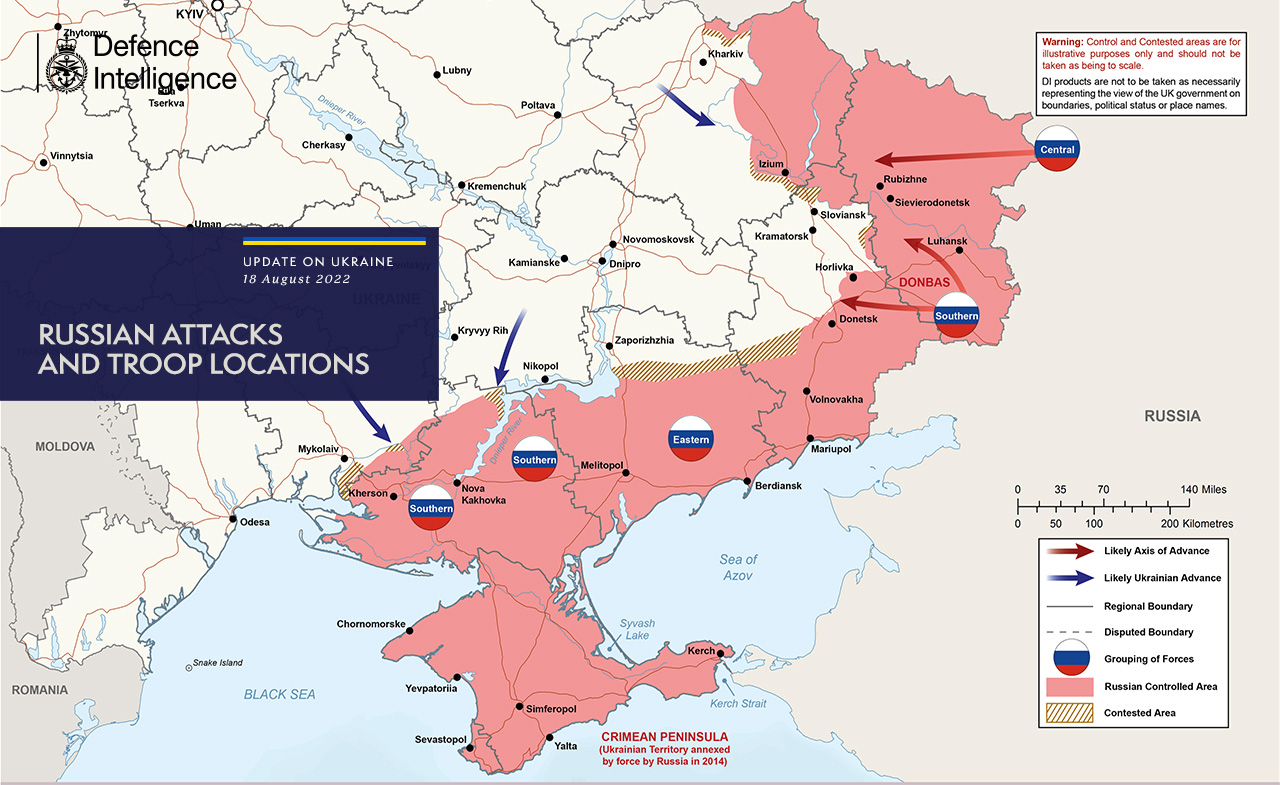
Lagebild des britischen Verteidigungsministeriums vom 18. August 2022

In Lemberg fanden trilaterale Gespräche zwischen Wolodymyr Selenskyj, António Guterres und Recep Tayyip Erdoğan statt. Es ging um das AKW Saporischschja; es wurde klargestellt, dass die UNO den Besuch von IAEO-Inspektoren im Kernkraftwerk Saporischschja nur unterstützen könne, wenn deren Mission von Kiew aus starte.
Zum vierten Mal seit Kriegsbeginn brannte es in Munitionsdepots in der russischen Region Belgorod.
Die russischen Streitkräfte verlegten eigenen Angaben zufolge mit Ch-47M2 Kinschal bestückte Kampfflugzeuge nach Kaliningrad.

### 19. August
Dem britischen Militärgeheimdienst zufolge versuchen in der Oblast Charkiw stationierte russische Truppen durch gelegentliche Angriffe ukrainische Truppen vor Ort zu binden, bzw. zu verhindern, dass dortige ukrainische Truppen als Unterstützung in andere Regionen verlegt werden.
Nach einem Telefonat zwischen dem französischen Präsidenten Macron und Russlands Präsidenten Putin stimmt Russland einer Inspektion des AKW Saporischschja durch die Internationale Atomenergie-Organisation zu.

### 20. August
Dem britischen Militärgeheimdienst zufolge hat es seit mindestens einer Woche nur minimale Frontlinienverschiebungen gegeben.
Bei einer Autobombenexplosion kam die russische Nationalistin Darja Dugina, Tochter von Alexander Dugin, nahe Moskau ums Leben; die Tat galt vermutlich ihrem Vater. Die Ukraine bestritt jegliche Beteiligung an der Tat.
Der leitende ukrainische Geheimdienstmitarbeiter Oleksandr Nakonetschnyj wurde erschossen in seiner Wohnung in Kropywnyzkyj aufgefunden.
Bei dem Beschuss eines Wohngebiets in der südukrainischen Stadt Wosnessensk wurden mindestens 14 Menschen verletzt.

### 22. August

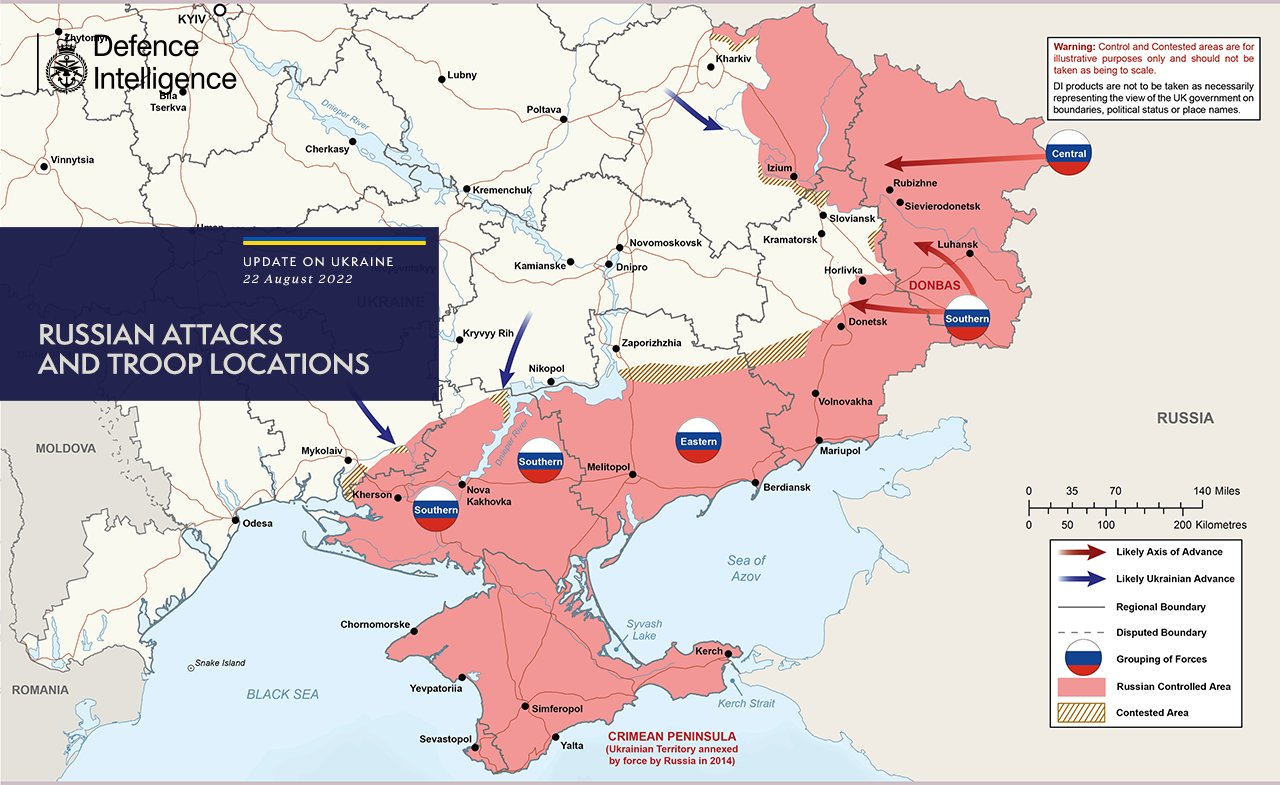
Lagebild des britischen Verteidigungsministeriums vom 22. August 2022

Bis zum 21. August, in knapp sechs Monaten Krieg, zählte das Büro des Hohen Kommissars der Vereinten Nationen für Menschenrechte (OHCHR) insgesamt 5587 getötete Zivilisten und 7890 verletzte Zivilisten seit dem Beginn der Invasion am 24. Februar 2022. Das OHCHR geht jedoch davon aus, dass die Anzahl getöteter Zivilisten erheblich höher ist, weil Informationen zu getöteten Zivilisten aus umkämpften Gebieten nach Angaben des OHCHR verzögert übermittelt werden.
Präsident Wolodymyr Selenskyj gab die Bildung der Kiewer Initiative bekannt, eine regionale Zusammenarbeit mehrerer mittel- und osteuropäischer Länder.
Russland hat damit begonnen, das seit Juni 2022 im westlichen Militärbezirk neu aufgestellte 3. Armeekorps vom Aufstellungsort Mulino bei Nischni Nowgorod nach Rostow nahe der ukrainischen Grenze zu verlegen. Der Verband besteht aus acht Bataillonen, die sich vorwiegend aus Freiwilligen rekrutieren.
Am 22. August begann der Abriss des Siegesdenkmals in Riga.

### 23. August

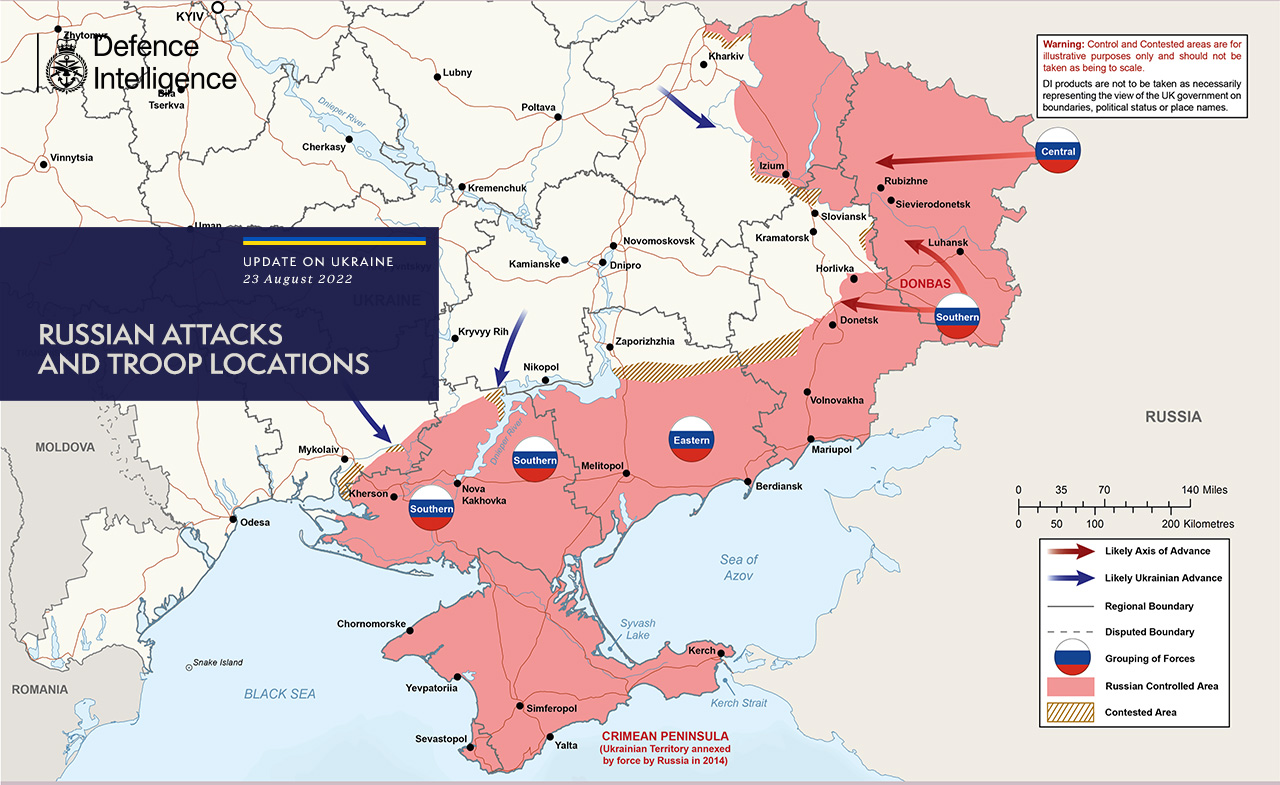
Lagebild des britischen Verteidigungsministeriums vom 23. August 2022

Die USA rufen ihre Bürger erneut zum Verlassen der Ukraine auf und begründen dies mit Informationen, nach denen Russland in den folgenden Tagen (um den Unabhängigkeitstag am 24. August) Infrastruktur und Regierungseinrichtungen in der Ukraine angreifen wird.
Dem britischen Militärgeheimdienst zufolge haben russische Streitkräfte „wahrscheinlich“ mit dem Bau einer Pontonbrücke zur Überquerung des Dnepr begonnen. Sie soll sich neben der unbenutzbaren Antoniwkabrücke befinden. Laut Geheimdienst benutzen Russen seit Wochen (nach Beschädigung der Antoniwkabrücke) Fährverbindungen zur Flussquerung. Andere Quellen hatten von der Unmöglichkeit einer Ponton-Brücke an dieser Stelle gesprochen.
Polens Präsident Andrzej Duda reiste nach Kiew und traf dort den ukrainischen Präsidenten Wolodymyr Selenskyj.
Anscheinend hielten die ukrainischen Truppen vor dem 24. August vorausschauend inne, um den Unabhängigkeitstag am 24. August zu feiern. „Sie hatten Angst, dass Putins Antworten den Feiertag verderben würden“, schrieb Roman Svitan.

### 24. August

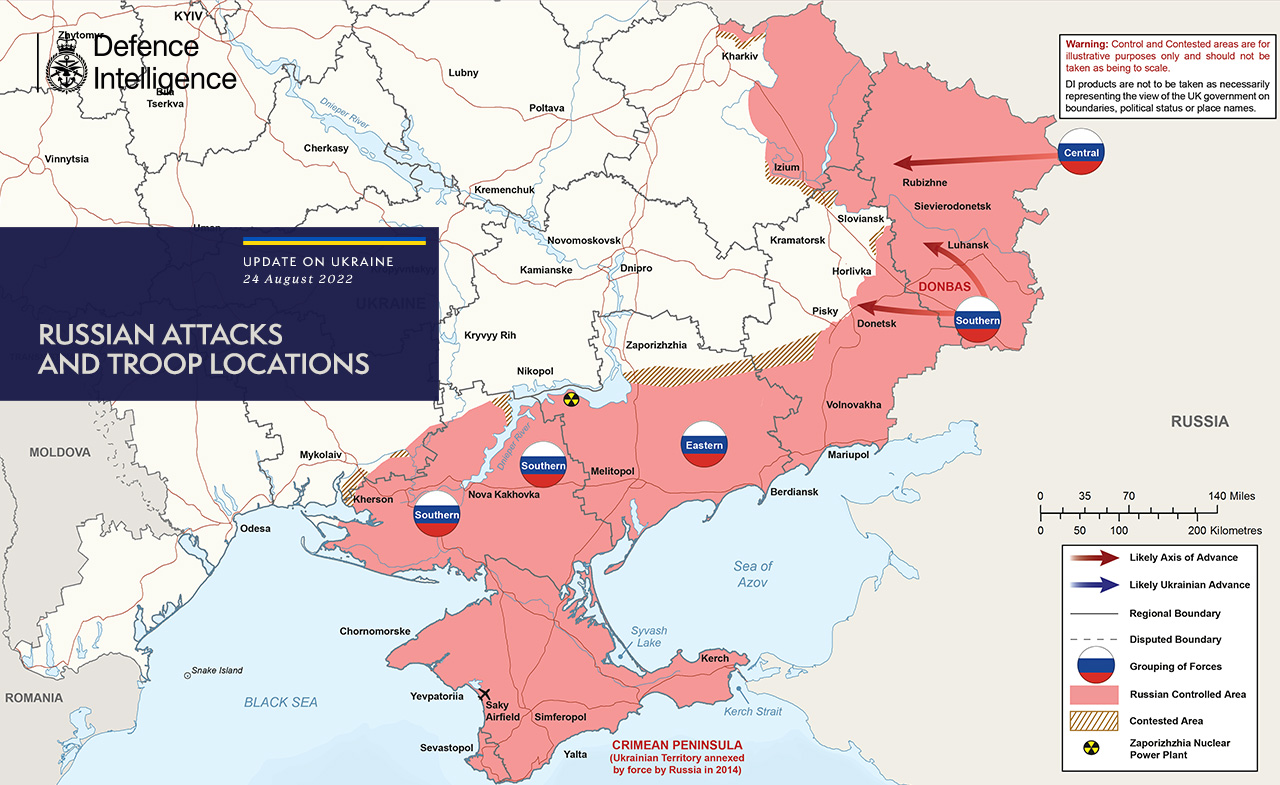
Lagebild des britischen Verteidigungsministeriums vom 24. August 2022

Am ukrainischen Unabhängigkeitstag sprach der ukrainische Präsident Wolodymyr Selenskyj per Video-Schalte im UN-Sicherheitsrat.
Der britische Premierminister Boris Johnson reiste nach Kiew und traf dort den ukrainischen Präsidenten.
Mehr als 50 Länder verurteilten am ukrainischen Unabhängigkeitstag die Invasion Russlands in die Ukraine und forderten die russische Föderation auf, die „völlige Missachtung ihrer völkerrechtlichen Verpflichtungen, einschließlich der Charta der Vereinten Nationen, des humanitären Völkerrechts und der internationalen Menschenrechtsgesetze, zu beenden“.
Der belarussische Diktator Aljaksandr Lukaschenka erklärte anlässlich des Unabhängigkeitstages, dass er sich sicher sei, „dass die heutigen Widersprüche das jahrhundertelange Fundament guter nachbarschaftlicher Beziehungen […] nicht zerstören können“. Belarus würde sich „auch weiterhin“ bemühen, „Eintracht und die Entwicklung freundschaftlicher, respektvoller Kontakte auf allen Ebenen“ zu wahren. Er wünschte den Ukrainern „einen friedlichen Himmel, Toleranz, Mut, Kraft und Erfolg bei der Wiederherstellung eines würdevollen Lebens“. Der ukrainische Präsidentenberater Mychajlo Podoljak kritisierte die Äußerungen scharf: „Lukaschenko glaubt ernsthaft, dass die Welt seine Beteiligung an den Verbrechen in der Ukraine nicht bemerke. Darum wünscht er uns zynisch einen ‚friedlichen Himmel‘, während er erlaubt, dass tödliche Raketen auf uns niedergehen.“
Bei einem russischen Raketenangriff auf den Bahnhof des Ortes Tschaplyne in der Oblast Dnipropetrowsk sind nach ukrainischen Angaben mindestens 25 Menschen getötet und rund 31 verletzt worden. Das russische Verteidigungsministerium bestätigte den Angriff auf den Bahnhof, aber behauptete dagegen, dabei seien 200 ukrainische Reservisten getötet worden. Eine Recherche von Spiegel-Journalisten vor Ort ergab, dass am Tag des Angriffs und dem Tag davor viele Soldaten im Ort gesehen wurden. Es sind außerdem zivile Anwohner unter den Opfern.
Nach ukrainischen Angaben wurden über Chmelnyzkyj drei russische Kalibr-Marschflugkörper abgefangen. In der Oblast Schytomyr habe es ebenfalls Beschuss gegeben.
Den örtlichen Behörden zufolge starb der von Russland eingesetzte Statthalter der besetzten Stadt Mychajliwka bei einer Autobombenexplosion.

### 25. August

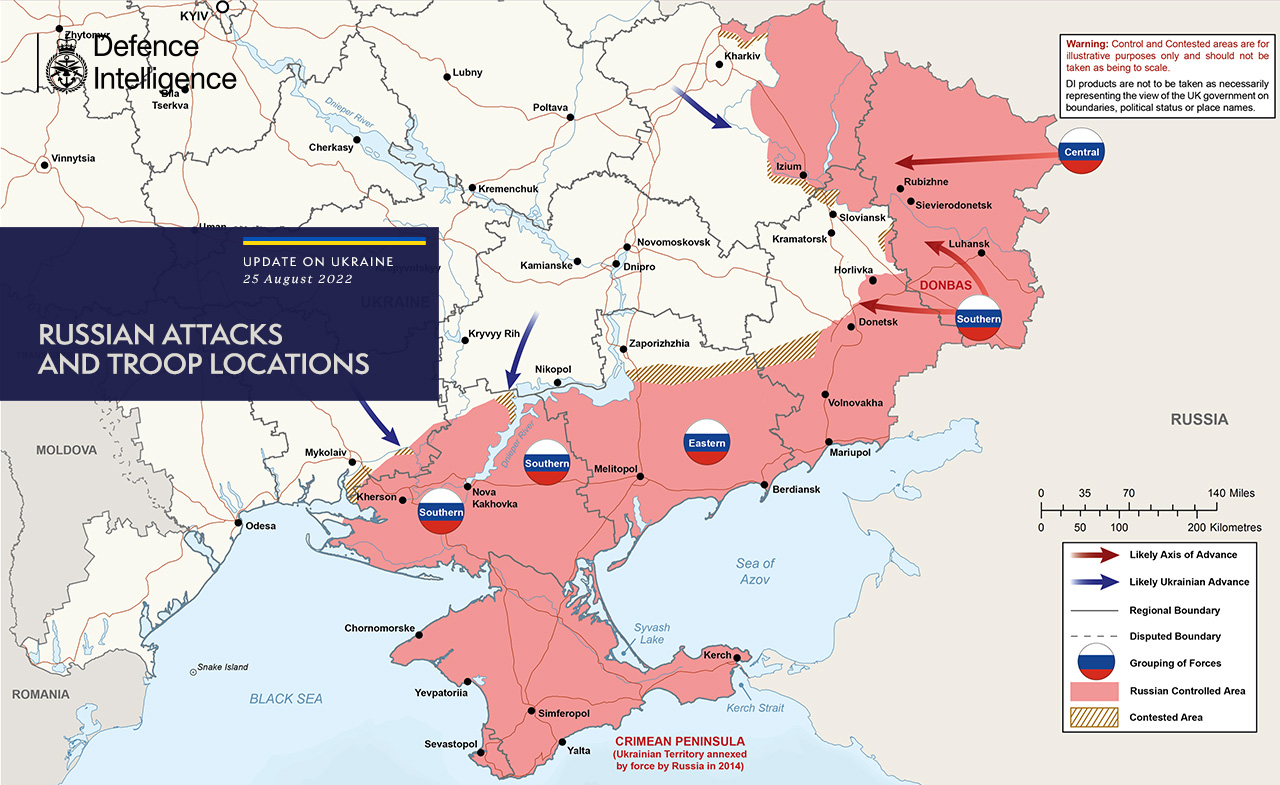
Lagebild des britischen Verteidigungsministeriums vom 25. August 2022

Der russische Präsident Wladimir Putin ordnete per Dekret die Vergrößerung der russischen Streitkräfte auf zwei Millionen Mitglieder (einschließlich Zivilpersonal) ab 2023 an. Demzufolge soll das militärische Personal um 137.000 auf 1,15 Millionen Soldaten erhöht werden. Eine offizielle Begründung wurde nicht genannt. Die letzte Aufstockung hatte im Jahr 2017 stattgefunden.
Nachdem in Teilen der Oblast Saporischschja und der Oblast Cherson der Strom ausgefallen war, meldete der ukrainische Energieversorger Energoatom, dass das Kernkraftwerk Saporischschja erstmals in seiner Geschichte vom Stromnetz getrennt wurde. Die Stromversorgung der beiden aktiven Reaktorblöcke werde über eine Leitung zum benachbarten Wärmekraftwerk sichergestellt. Grund für den Verbindungsabbruch seien Brandschäden an Stromleitungen. Es werde daran gearbeitet, die beiden Kernreaktoren wieder an das Stromnetz anzuschließen.
Nachdem sich in einem digitalen Abstimmungsprozess eine Mehrheit von 6,5 Millionen Ukrainern für die Umbenennung von Straßen aussprach, deren Namen an russische und sowjetische Persönlichkeiten sowie an kommunistische Vordenker erinnern, hat der Bürgermeister von Kiew, Vitali Klitschko, die Umbenennung von 95 solcher in der Hauptstadt befindlichen Straßen und Plätze bekanntgegeben. Unter den entfernten Straßennamen sind auch solche mit Bezügen zu russischen Städten.

### 26. August

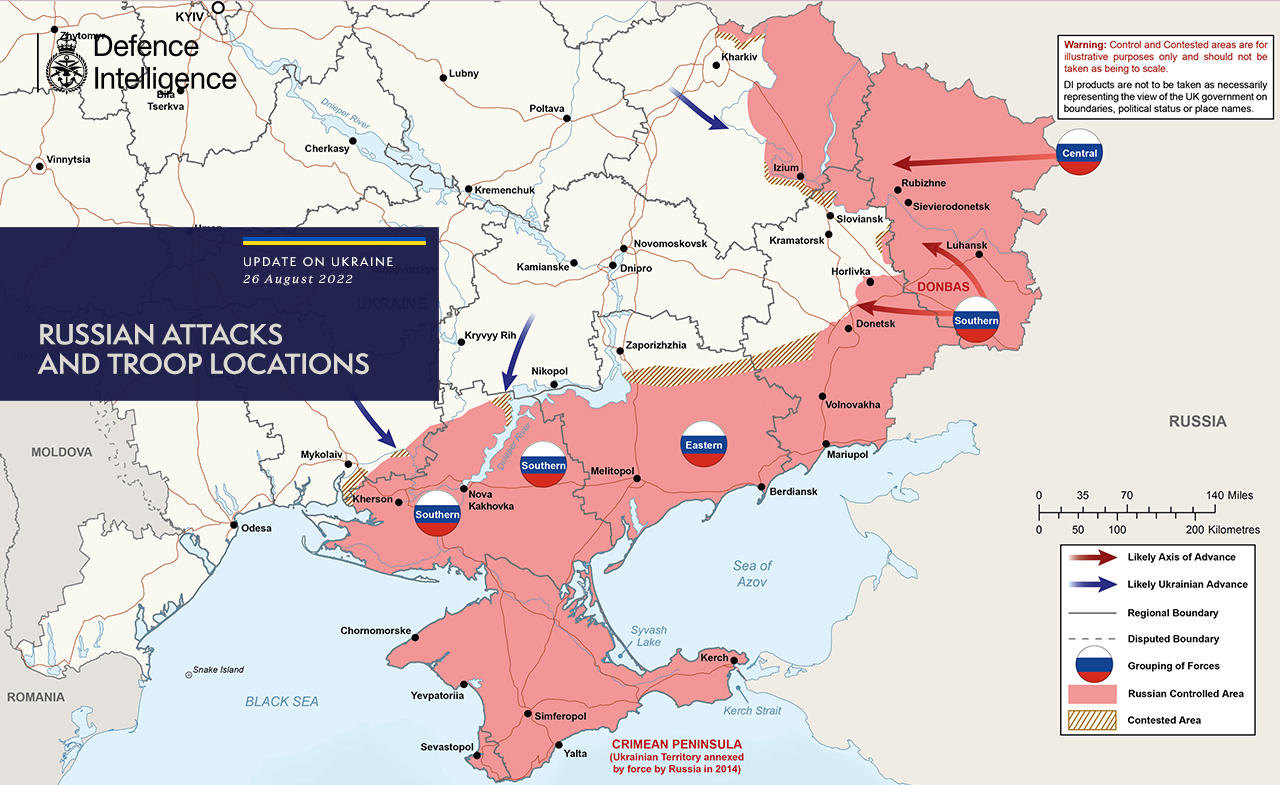
Lagebild des britischen Verteidigungsministeriums vom 26. August 2022

Nach einer Absprache des russischen Diktators Wladimir Putin mit dem belarussischen Diktator Aljaksandr Lukaschenka sind belarussische Suchoi-Su-24-Kampfjets umgebaut worden, um sie mit Atomwaffen bestücken zu können.

### 27. August
In einem Interview mit einem französischen Nachrichtensender äußerte der Vize-Vorsitzende des russischen Sicherheitsrates, Dmitri Medwedew, auch ein offizieller Verzicht der Ukraine auf einen NATO-Beitritt würde den Krieg in der Ukraine nicht beenden.

### 29. August
Am 29. August gelang den ukrainischen Truppen eigenen Angaben zufolge an mehreren Stellen in der Oblast Cherson ein Vorstoß über feindliche Frontlinien. Sowohl pro-russische als auch mehrere pro-ukrainische Quellen berichteten, ukrainische Truppen hätten mehrere Ortschaften zwischen sechs und 15 Kilometern hinter der Front eingenommen. Einheiten der Donezker Separatisten und unterstützender russischer Marineinfanterie seien zum Rückzug gezwungen worden. Das russische Verteidigungsministerium bestätigte eine ukrainische Offensive bei den von Russland besetzten Gebieten in der Oblast Cherson und der Oblast Mykolajiw, erklärte aber, dass Angriffe an mehreren Stellen abgewehrt worden seien und die ukrainische Armee schwere Verluste erlitten habe.
Nach Angaben des britischen Militärgeheimdienstes erhöhte das ukrainische Militär „Artillerie-Feuer an Frontabschnitten in der ganzen Südukraine“. „Weit reichende Präzisionsschläge“ würden weiterhin russische Versorgungslinien unterbrechen. Der Geheimdienst merkte an, dass Russland seit Anfang August „signifikante Bemühungen“ unternommen habe, um die russischen Streitkräfte westlich des Dnepr zu verstärken. Die dortige 49. Armee sei höchstwahrscheinlich mit Kräften aus der 35. Armee verstärkt worden, trotzdem seien die meisten russischen Einheiten im Umfeld der Stadt Cherson wahrscheinlich weiterhin unterbesetzt und von brüchigen Nachschublinien per Fähre und Pontonbrücken abhängig. Das ukrainische Präsidialamt teilte mit, ukrainische Streitkräfte hätten Munitionslager und alle großen Brücken über den Fluss Dnepr zerstört, die die russischen Truppen für ihren Nachschub nützten. Mindestens 15.000 russische Soldaten befinden sich laut unbestätigten Berichten noch am westlichen Flussufer des Dnepr. Erkenntnissen des US-Verteidigungsministeriums zufolge liegt die Anzahl ukrainischer Soldaten dort etwas unterhalb der der russischen. Zudem fehlten den Ukrainern die gepanzerten Fahrzeuge für größere Vorstöße.
Kollaborateure Russlands in Nowa Kachowka klagten, dass durch ukrainische Angriffe Wasser und Strom ausgefallen seien. Die Ukraine warf Russland vor, in der ukrainischen Stadt Mykolajiw eine unbestimmte Zahl von Einwohnern durch Beschuss von Privathäusern getötet zu haben.
Einer Recherche von T-Online zufolge wurden im Sommer 2022 Websites aufgestellt, die sich als Nachrichtenseiten deutscher, englischer, französischer und italienischer Medien (darunter FAZ, Tagesspiegel, Neues Deutschland, Bild, t-online, SPIEGEL, Daily Mail, Ansa und 20 Minutes) ausgeben und dabei Falschinformationen bzw. Fake News verbreiten. Die Websites wurden von abertausenden Kommentaren unter anderem verbreitet auf Websites etablierter Medien (unter anderem betroffen: Tagesspiegel.de, taz.de, BR24.de), auf Parteiwebsites (u. a. betroffen: AfD Berlin), Unternehmens- und Markenwebsites (u. a. betroffen: Mercedes, Vodafone, Nordsee, Weight Watchers, Playboy), auf Internetauftritten von staatlichen Organen (u. a. betroffen: Bundesregierung.de, us-embassy.gov) und Einrichtungen, wie Krankenhäusern (u. a. betroffen: Charité), auf Websites von Vereinen (u. a. betroffen: Bund der Steuerzahler) und auf Sozialen Netzwerken (u. a. betroffen: Facebook und Twitter). Zum Inhalt haben die Fake-Nachrichtenseiten Meldungen zu Themen mit direkten oder indirektem Bezug zum Russisch-Ukrainischen Krieg (u. a. zu Sanktionen gegen Russland, zur Inflation infolge des Krieges, zu steigenden Energiepreisen). Die durch die Kommentare verlinkten, gefälschten Nachrichtenmeldungen sind auf Meinungsmache gegen die deutsche Bundesregierung, gegen die Ukraine und Ukrainer sowie gegen die Russland-Sanktionen ausgerichtet. Teilweise sind die Kommentare durch Werbung finanziert und vermitteln dadurch umso mehr den Eindruck, offizielle Nachrichtenmeldungen zu sein. Laut dem Institute for Strategic Dialogue (ISD) ist die Desinformationskampagne alleine in Deutschland von einem beispiellosen Ausmaß. So wurde eine der tausenden Fake-Anzeigen zwischen 500.000- und 600.000-mal gesehen. T-Online zufolge ist „offensichtlich“, dass die Desinformationskampagne von einer Troll-Armee aus Russland stammt. Laut ISD hat die Kampagne außerdem „das Potenzial, Misstrauen gegenüber etablierten Medien zu verstärken und das Gefühl zu verbreiten, dass man niemandem mehr vertrauen kann“.

### 30. August

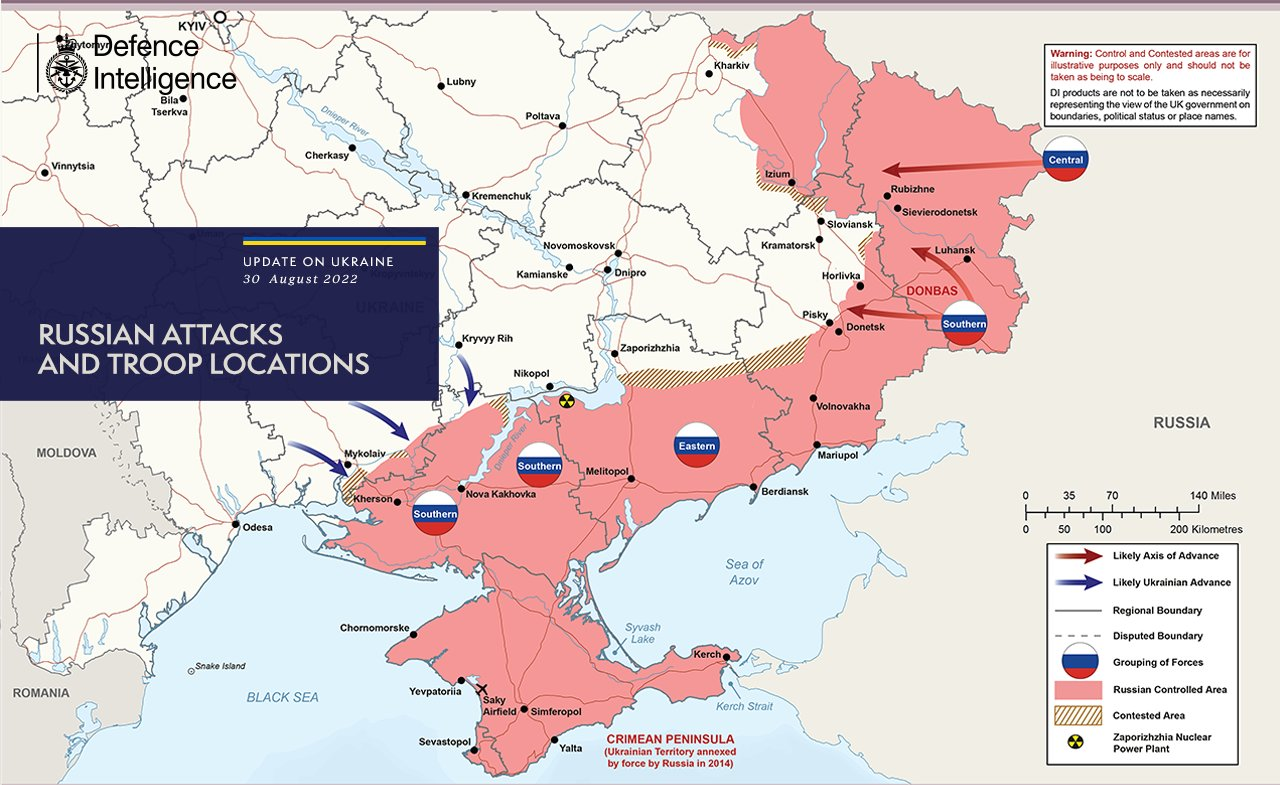
Lagebild des britischen Verteidigungsministeriums vom 30. August 2022

Die ukrainische Armee meldete vier Dörfer entlang der Front in der Oblast Cherson als zurückerobert. In der Stadt Charkiw sind laut dem dortigen Gouverneur mindestens vier Zivilisten durch russischen Beschuss ums Leben gekommen.
Ein Expertenteam der internationalen Atomenergiebehörde IAEA traf sich auf dem Weg zum umkämpften Kernkraftwerk in Saporischschja mit dem ukrainischen Präsidenten Wolodymyr Selenskyj in Kiew.
Am Abend des 30. August wurde die Gaslieferung durch Nord Stream 1 gestoppt, laut Aussage von Gazprom aufgrund eines festgestellten technischen Fehlers.

### 31. August

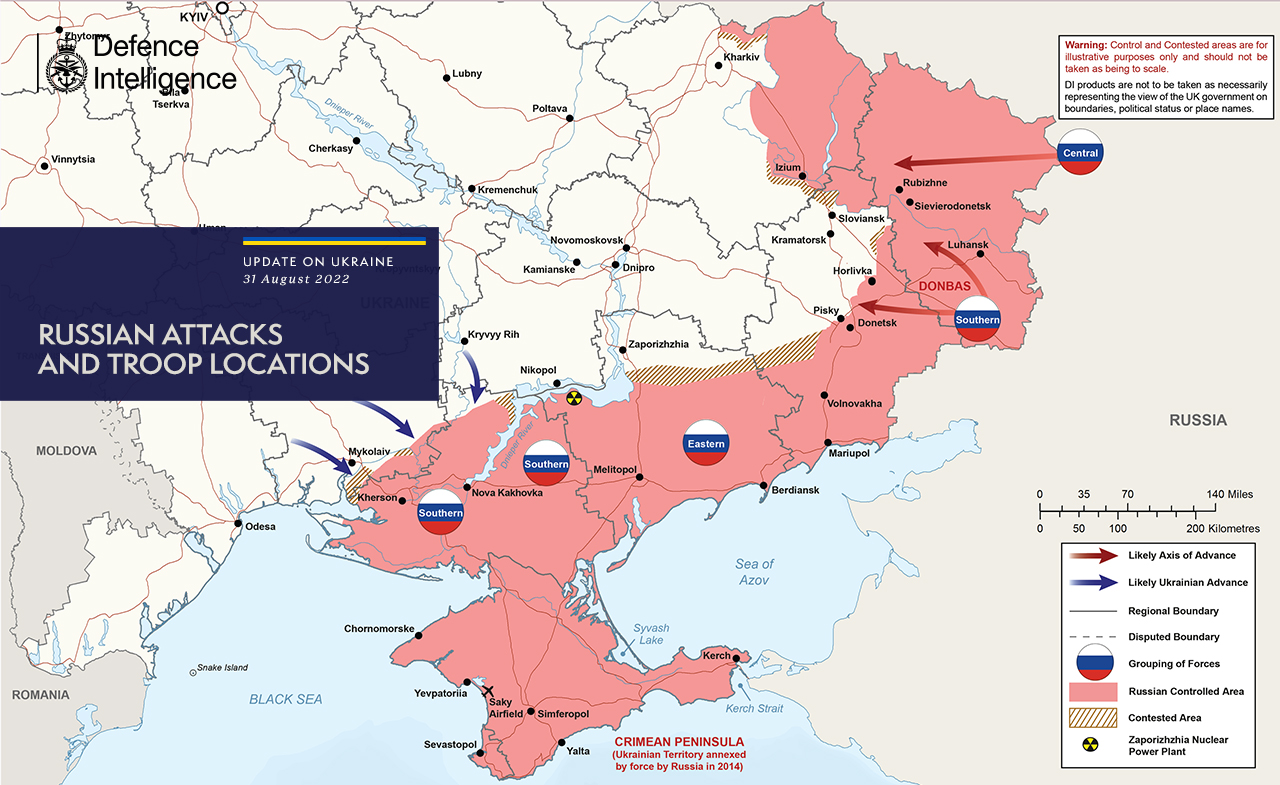
Lagebild des britischen Verteidigungsministeriums vom 31. August 2022

Das russische Verteidigungsministerium erklärte, dass seit dem Beginn der ukrainischen Gegenoffensive am 29. August mehr als 1700 ukrainische Soldaten getötet wurden. Außerdem hätten die russischen Streitkräfte 63 Panzer, 48 gepanzerte Fahrzeuge und 4 Kampfflugzeuge zerstört.
Nach einer Erklärung des EU-Außenbeauftragten Josep Borrell setzt die Europäische Union das mit Russland beschlossene und im Jahr 2007 in Kraft gesetzte Abkommen zur Erleichterung der Visa-Vergaben aus.